# Museo archeologico nazionale delle Marche
Il Museo archeologico nazionale delle Marche si trova ad Ancona, all'interno del cinquecentesco palazzo Ferretti. Documenta in modo pressoché completo la Preistoria e la Protostoria del territorio marchigiano; la collezione di reperti della civiltà picena (IX - IV sec. a.C.) è la più completa esistente.
Ricche anche le collezioni relative alle civiltà che interessarono le Marche a partire dal IV sec. a.C.: quella greca di Ankón, quella dei Galli Sènoni e quella romana. Per l'interesse e l'ampiezza delle sue collezioni, quello di Ancona è uno dei più importanti musei archeologici d'Italia. Sua peculiarità, rispetto ad altri musei archeologici nazionali, è quella di non aver ereditato le sue collezioni da precedenti raccolte nobiliari, ma da oltre centocinquant'anni di intense ricerche archeologiche sul territorio.
Dal dicembre 2014 il Ministero per i beni e le attività culturali lo gestisce tramite la Direzione regionale musei - Marche.

## Storia del museo

1) Danzatrice riprodotta in un cratere attico ritrovato in una tomba picena di Numana (sala 15)

### Istituzione e ampliamenti successivi
Il museo, con il nome di "Gabinetto paleoetnografico ed archeologico delle Marche", fu istituito nel 1863 dalla Regia Commissione Conservatrice delle Marche, che diede in tal modo seguito al regio decreto che disponeva la sua fondazione, emanato il 3 novembre 1860 da Lorenzo Valerio, governatore straordinario delle Marche, appena un mese dopo l'annessione della regione al Regno d'Italia (2 ottobre 1860).
L'stituzione del museo era stata sostenuta dal conte Carlo Rinaldini e da Carisio Ciavarini, entrambi convinti patrioti, sostenitori del Risorgimento italiano e membri di una classe dirigente illuminata, estremamente ricettiva all'approccio positivista e profondamente consapevole della necessità di consolidare il senso di identità e di appartenenza nazionale anche attraverso l'istituzione di musei, per testimoniare la ricchezza storica e artistica del Paese appena riunito. Il museo nacque per accogliere "tutti i monumenti dalla Preistoria in poi rinvenuti nel territorio", come scrisse Ciavarini, ma anche dal desiderio di salvare i tesori archeologici marchigiani dall'assalto del rapace mercato antiquario dell'epoca. 
Il museo fu inaugurato nel 1868; la sua prima sede fu all'interno dell'edificio delle Regie Scuole Tecniche in via San Martino, dove Ciavarini insegnava e dove era già ospitato il Museo regionale marchigiano di storia naturale. Le collezioni archeologiche erano inizialmente costituite da materiale epigrafico raccolto da Carlo Rinaldini e da reperti acquistati o donati da privati. Carisio Ciavarini, che dal maggio 1876 era ispettore degli scavi e dei monumenti del Regio Commissariato per i Musei e Scavi di Antichità per l'Emilia e le Marche, ampliò le collezioni del museo grazie a nuovi scavi.
Il museo fu ospitato nella sede di via San Martino solo pochi anni: dal 1868 al 1877. A seguito dell'aumento esponenziale delle collezioni, frutto di ulteriori, intense campagne di scavo, il museo fu trasferito in sedi più capienti: prima in alcuni locali del Palazzo degli Anziani e da qui, nel 1884, nell'ex convento di San Domenico. Divenuta anche questa sede insufficiente, fu di nuovo trasferito nel 1898 nelle più ampie sale dell'ex convento degli Scalzi, in via Duomo n.12, dove rimase fino al 1923.

### Museo Nazionale
Nel 1906, grazie alla ricchezza e alla rappresentatività delle sue collezioni, l'istituzione ottenne il riconoscimento statale e assunse la denominazione di Museo Archeologico Nazionale delle Marche. Il riconoscimento dell'interesse nazionale non va sottovalutato poiché all'epoca i musei archeologici nazionali italiani erano solo dieci: i tre di Roma (Museo nazionale romano, Museo nazionale preistorico, Museo nazionale etrusco) e quelli di Napoli, Firenze, Cagliari, Taranto, Parma, Portogruaro ed Este. Dopo l'apertura del museo di Ancona e di quello di Matera (1911), il numero dei musei archeologici nazionali rimase stabile sino agli anni settanta del Novecento.
Il direttore e soprintendente Innocenzo Dall'Osso fu autore di un ulteriore arricchimento delle collezioni, grazie a nuove ed intense campagne di scavo in tutta la regione; inoltre nel 1915 curò la stampa della prima guida dettagliata del museo (già Ciavarini aveva curato la stampa di una guida, ma molto sintetica).

### Nel convento di San Francesco alle Scale

2a) Un carro da guerra piceno, nell'esposizione della sede del convento di San Francesco alle Scale (1927).

2b) Il trapezoforo del I sec. d.C. proveniente da Ancona che ispirò gli arredi della sede del convento di San Francesco alle Scale (sala 25).

Il museo rimase nell'ex convento degli Scalzi fino al 1923, quando fu trasferito negli spaziosi locali dell'ex convento di San Francesco alle Scale ed inaugurato il 9 ottobre 1927 alla presenza del re Vittorio Emanuele III di Savoia, che tagliò il nastro inaugurale con un pugnale dell'Età del bronzo.
Artefice di questa nuova, grandiosa sistemazione, fu il direttore Giuseppe Moretti, che aveva individuato la sede, ordinato le collezioni e curato un restauro attento e rispettoso dell'edificio settecentesco.
Il progetto di allestimento fu opera dell'architetto Arnolfo Bizzarri. Secondo i criteri dell'epoca, i chiostri furono trasformati in fiorenti giardini, gli arredi vennero realizzati da esperti ebanisti e i sostegni delle vetrine furono ispirati ad un trapezoforo ritrovato nel corso di scavi nell'area del porto romano di Ancona (foto 2); tutto ciò rendeva l'ambiente del museo all'altezza delle collezioni ospitate. Le sezioni erano inizialmente due: picena e gallica, mentre specifici settori erano dedicati alla collezione numismatica e alle ricche raccolte provenienti dalla necropoli picena di Numana e da quella ellenistica di Ancona. La pinacoteca civica di Ancona venne aggregata al museo e riacquistò l'autonomia solo nel secondo dopoguerra. Nel 1932 venne inaugurata la sezione preistorica.
Durante la Seconda Guerra Mondiale, si pose il problema di proteggere i reperti dalle possibili distruzioni belliche. Improvvidamente, il direttore dell'epoca, temendo trafugamenti, si rifiutò di inviare le collezioni nei depositi appositamente allestiti dal soprintendente Pasquale Rotondi nella rocca di Sassocorvaro, da allora detta "arca dell'arte". La decisione fu invece quella di riporre in casse i reperti di minori dimensioni e di lasciare nelle sale quelli più ingombranti; le casse vennero poi collocate nei locali situati alla base dell'attiguo campanile della chiesa di San Francesco. Durante i bombardamenti di Ancona del 1943, la sede del museo fu però pesantemente danneggiata dal crollo del campanile. Ciò provocò ingenti danni alle collezioni e alla fine della guerra non fu dunque possibile riaprire subito al pubblico le raccolte museali, sia per la necessità di trovare una nuova sede, sia per gli inevitabili restauri dei reperti danneggiati dal crollo.

### A Palazzo Ferretti

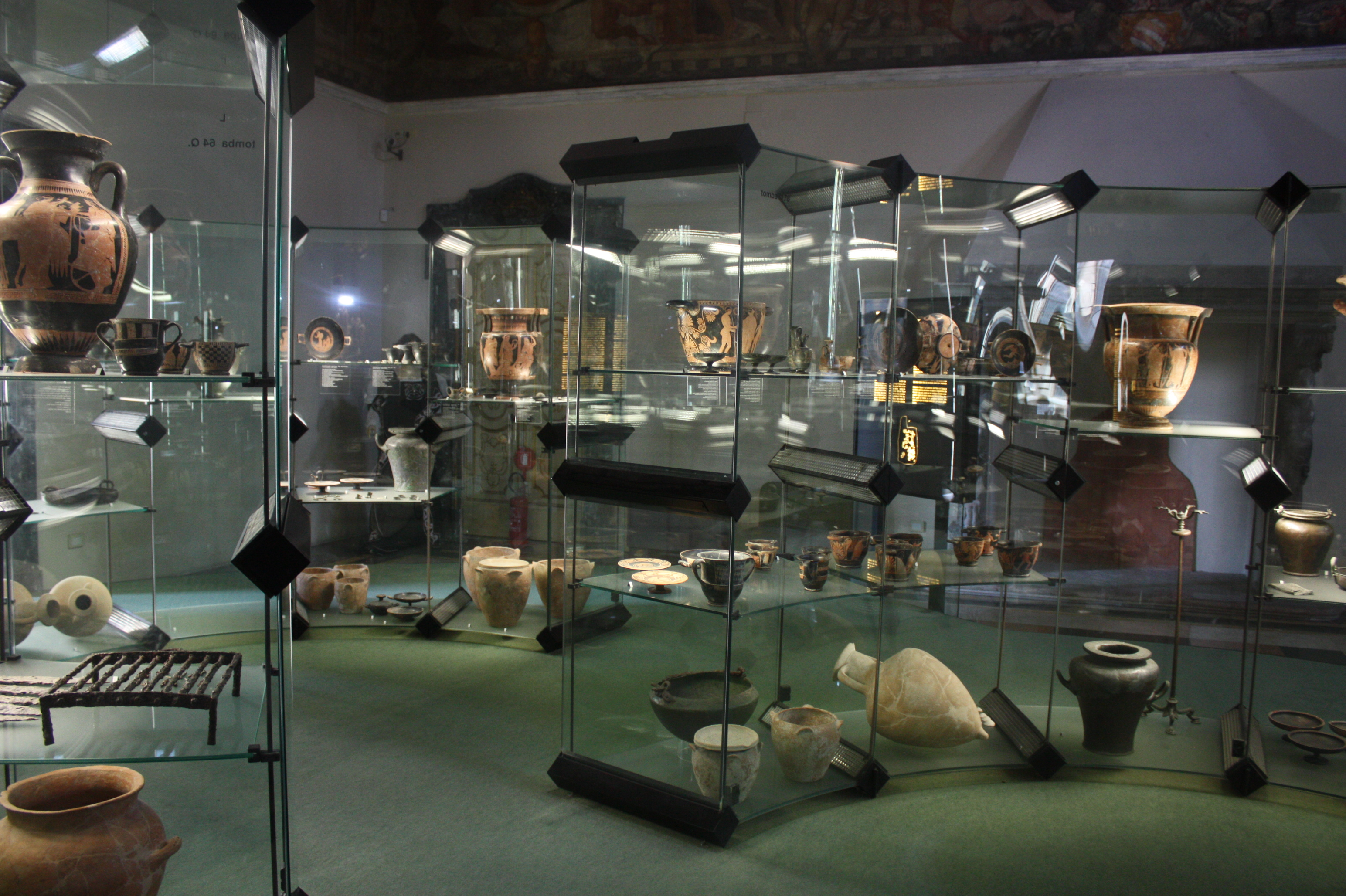
3) La sala 15, con la collezione di vasi greci da necropoli picene, nell'allestimento del 1998 di Franco Minissi

Alla fine della guerra, iniziarono lunghi e complessi lavori di recupero e restauro dei reperti danneggiati dai bombardamenti, condotti dal nuovo direttore e soprintendente, Giovanni Annibaldi. Per la riapertura del Museo Archeologico Nazionale delle Marche si dovette quindi attendere il 1958, quando fu allestito nell'attuale prestigiosa sede di Palazzo Ferretti, appositamente acquistata dallo Stato. All'inaugurazione erano già allestite e visitabili solo la sezione picena e la sala dei Bronzi Dorati di Cartoceto. Solo nel 1969 fu possibile riaprire anche la sezione romana e quella altomedievale.
Il soprintendente Giovanni Annibaldi promosse una serie di scavi che, alla pari di quelli precedenti di Innocenzo Dall'Osso, diedero risultati di un'importanza fondamentale per le collezioni del museo e per la storia antica delle Marche. Per quanto riguarda la sezione preistorica, venne scoperto e scavato il giacimento paleolitico inferiore di monte Cònero, ove si rinvennero i reperti più antichi delle Marche ora esposti nella sala 2, e furono riportati alla luce i reperti neolitici della sala 4. Per la sezione dell'Età dei metalli, furono rinvenuti i reperti protovillanoviani della sala 8. Per la sezione protostorica, gli scavi portarono al rinvenimento dei reperti villanoviani di Fermo della sala 4, della necropoli picena di Numana, che ha restituito i vasi greci della sala 15, e della tomba del principe sènone, i cui reperti sono esposti in sala 19. Inoltre, sotto la direzione di Annibaldi, tornarono alla luce i resti del santuario romano di Monte Rinaldo e del Tempio di Afrodite di Ancona.
Il forte terremoto che colpì Ancona nel 1972 costrinse ad una nuova chiusura, protrattasi fino al 1988, quando la direttrice e soprintendente Delia Lollini riaprì al pubblico la sezione protostorica, incentrata sulle civiltà picena e gallica. A partire da allora, il museo ha gradualmente riaperto altre sue sezioni: tra il 1990 e il 1997 la preistorica, quella dell'Età del rame e quella dell'Età del bronzo; tra il 2010 e il 2015 quella dedicata ad Ancona ellenistica e romana; nel 2023 quella dedicata alla civiltà romana nel resto delle Marche.
Sia l'allestimento del 1958, sia quello del 1988 furono affidati all'architetto Franco Minissi (foto 3). 
Nel 2023 sono ancora chiuse la sezione altomedievale e la ricchissima collezione numismatica (circa 90.000 esemplari); per quanto riguarda quest'ultima, si segnala che nelle due sale della sezione romana sono esposte sessantacinque monete di epoca romana.
Il patrimonio archeologico del museo è molto consistente: le sue collezioni comprendono circa 190.000 pezzi, di cui 10.000 attualmente visibili nel percorso di visita, che si estende per 3.500 m².

#### Progetto di restauro architettonico e di riallestimento
Nel 2023 sono iniziati importanti lavori che riguardano il museo, che devono concludersi entro il 2026. Il progetto approvato, seguito dal direttore Diego Voltolini, interessa sia la sede, Palazzo Ferretti, sia l'allestimento delle collezioni.
Il primo intervento è stato il restauro dello scalone monumentale disegnato da Luigi Vanvitelli nel XVIII secolo; attraverso indagini stratigrafiche sugli intonaci, sono stati riscoperti i luminosi colori originari delle pareti e il bianco avorio degli stucchi e delle statue di Gioacchino Varlè. È prevista inoltre la revisione dell'allestimento di Franco Minissi, allo scopo di migliorare la godibilità delle collezioni. Il progetto prevede di rendere fruibili al pubblico anche i ricchi depositi museali, a cui i visitatori potranno accedere per osservare e studiare i vari reperti, con la stessa modalità con cui si consulta un libro antico in una biblioteca. Verranno allestite inoltre sei sale per mostre temporanee, dove saranno esposti a turno reperti provenienti dai depositi del museo o derivanti da prestiti. Durante i lavori, il museo non verrà chiuso e i visitatori potranno vedere procedere l'attuazione del progetto.
Verrà infine riaperta la terrazza sommitale, da cui i visitatori potranno ammirare le copie dei Bronzi Dorati di Cartoceto, la veduta sul golfo di Ancona, sul porto e sui rioni storici che vi si affacciano; l'ultima volta che è stato possibile accedere alla terrazza è stato nel 2013, in occasione delle celebrazioni dei 2400 anni dalla fondazione di Ancona da parte dei greci siracusani.

## Il ruolo del Museo nella protezione del patrimonio archeologico regionale

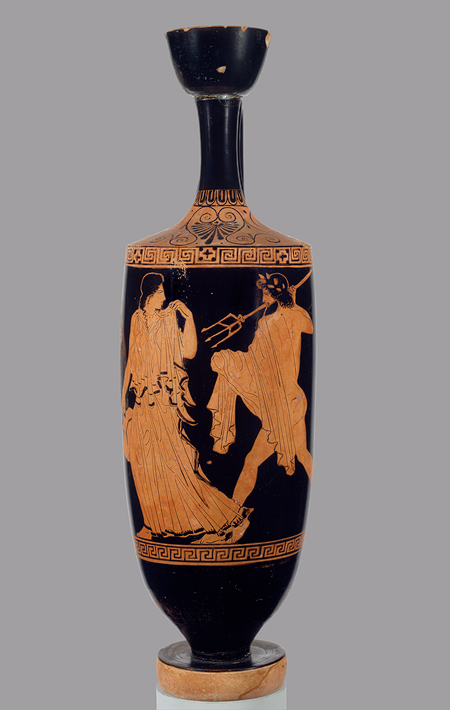
4) La lekythos ritrovata ad Ancona (Metropolitan Museum).

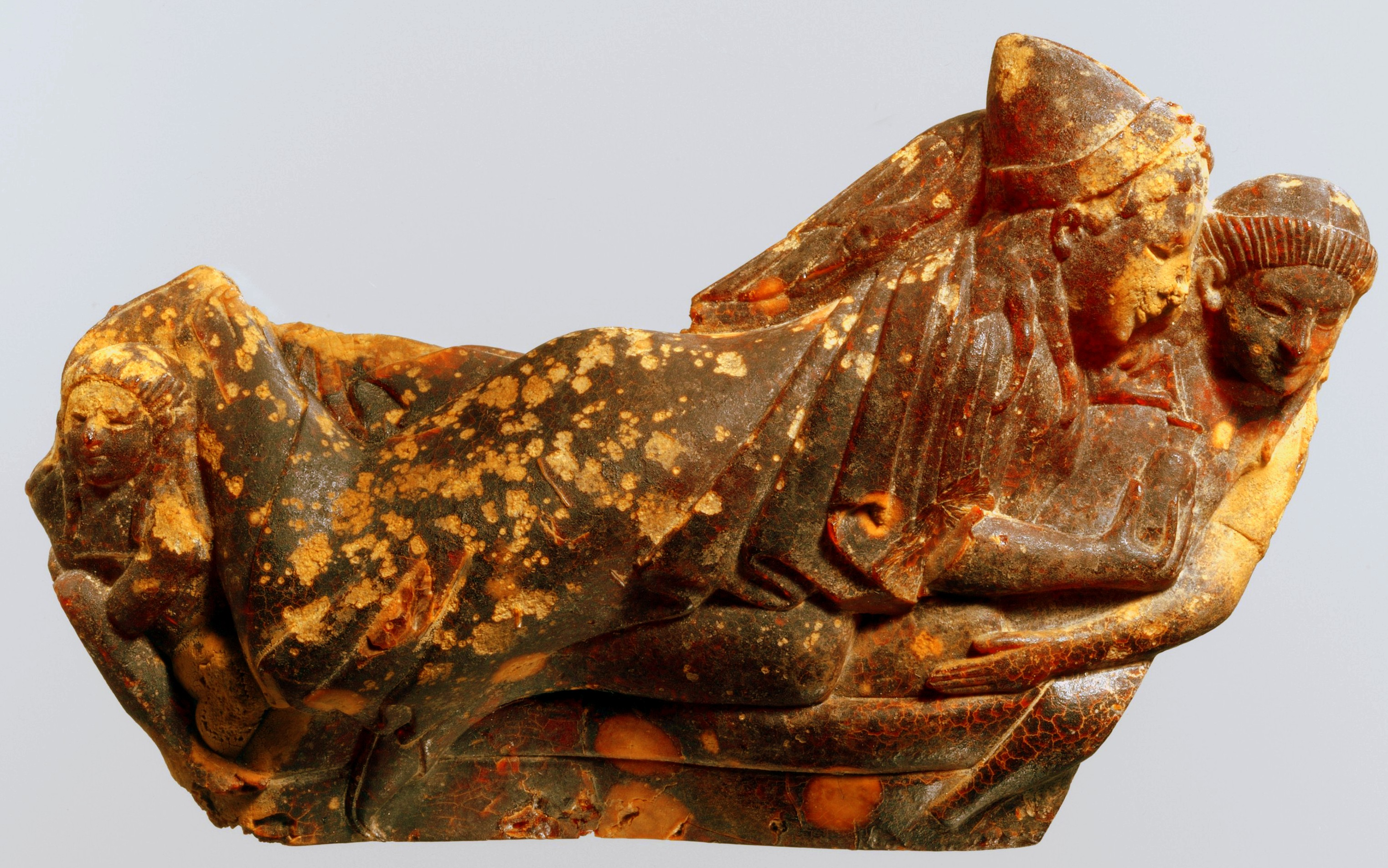
5) L'ambra etrusca con Afrodite ed Adone ritrovata a Falconara (Metropolitan Museum).

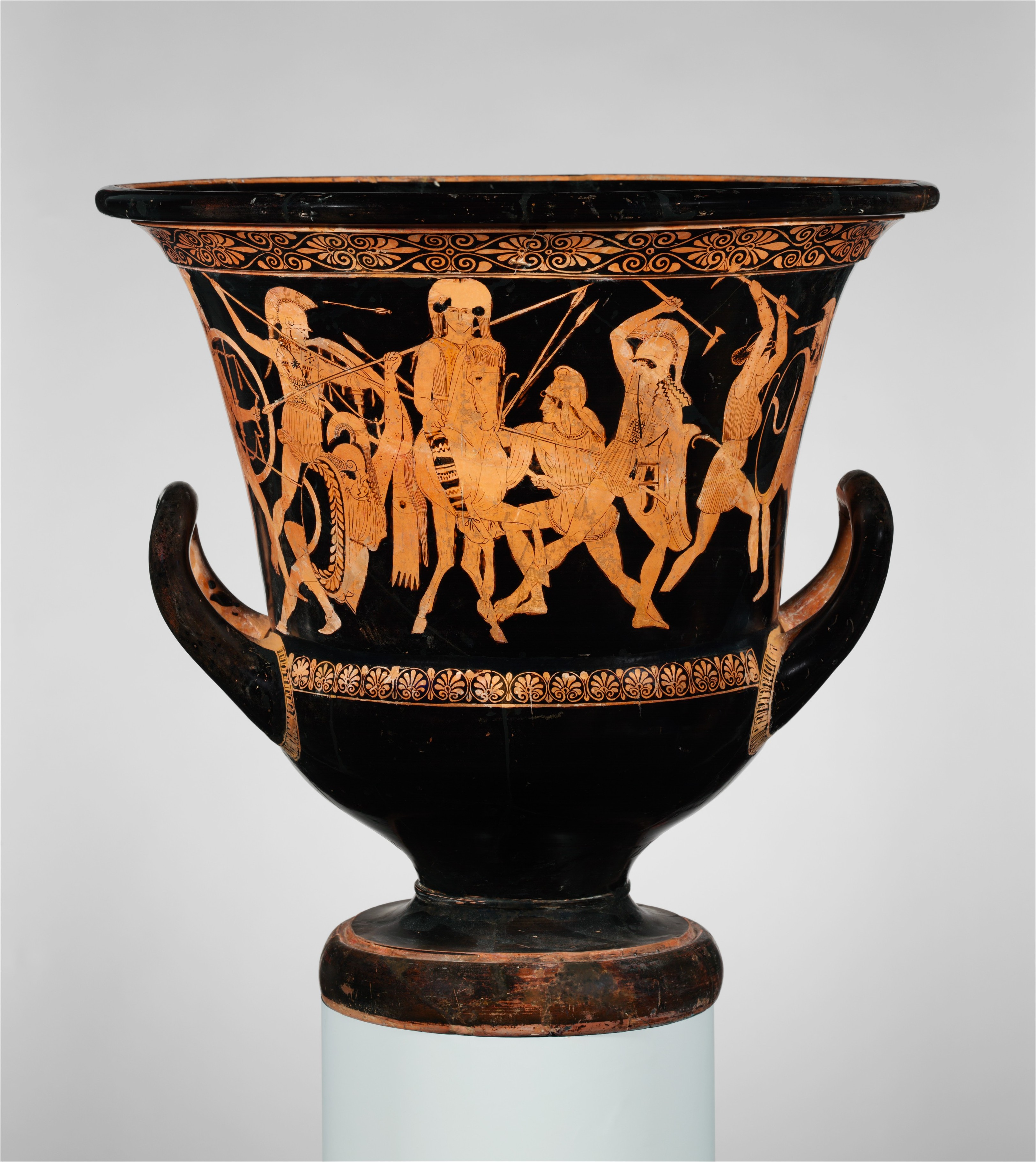
6) Il cratere con Amazzonomachia da Numana (Metropolitan Museum).

Il Museo Nazionale ha sempre svolto un attivo ruolo nel contrastare il fenomeno della vendita illegale all'estero di reperti che, come in tutta Italia, è presente anche nelle Marche. Esemplare in questo senso fu il recupero dei Bronzi dorati da Cartoceto di Pergola: nel 1946, nonostante i disagi derivati dai bombardamenti che avevano semidistrutto la sede del Museo, l'unico dipendente ancora in servizio, Nereo Alfieri, si recò sul luogo del ritrovamento e apprese che il proprietario del terreno si era recato urgentemente a Roma. Sospettando che il viaggio improvviso fosse dovuto all'intenzione di contattare il mercato antiquario clandestino, il dipendente sequestrò i reperti nel nome dello Stato e fece in modo di farsi consegnare altri frammenti precedentemente occultati. Fu così che, dopo un lungo restauro ad opera di Bruno Bearzi, fu possibile, dal 1959, esporre al pubblico il celebre gruppo statuario.
In negativo, il ruolo del Museo è deducibile dal fatto che, prima della sua istituzione, preziosi reperti trovati nelle Marche finirono all'estero; valgano i seguenti esempi:
- alcuni crateri monumentali da Numana, capolavori della ceramica greca, che finirono al Metropolitan Museum di New York[28]:

- il cratere a calice con Amazzonomachia attribuito al pittore dell'hydria di Berlino (foto 6);
- il cratere a campana con satiri e menadi, attribuito al pittore di Methyse;
- il cratere a volute con centauri e lapiti, attribuito al pittore dei satiri villosi;
- la statuetta di bronzo del IV secolo a.C. raffigurante Poseidon, proveniente da Ancona ed ora conservata al Museum of Fine Arts di Boston[29]
- la statuetta in ambra intagliata con Afrodite e Adone (foto 5), proveniente da Falconara Marittima ed ora al Metropolitan Museum of Art di New York, di arte etrusca o di uno scultore che si ispirò a questa arte[30], risalente al 500 a.C. circa. In tale scultura Afrodite fa innamorare Adone facendogli odorare un profumo contenuto in un alabastron, come narra il mito[31][32].
- la lekythos con Amimone insidiata da Poseidon (foto 4), del pittore della phiale, datata al 430 a.C. circa, reperto testimoniante la fase più antica di Ancona greca; proveniente da Ancona, anch'essa è conservata al Metropolitan Museum of Art di New York[33].

## Mappe del museo e itinerari di visita
Le mappe sottostanti sono ordinate in base all'itinerario di visita effettuato in ordine cronologico, ossia dalla sezione preistorica (secondo piano) alla sezione romana (piano terra e seminterrato).
La numerazione delle sale segue quella presente nelle targhette affisse alle pareti, che corrisponde a quella del catalogo generale dei beni culturali e a quella della guida alla sezione protostorica del museo, e non alla numerazione presente in alcuni pieghevoli illustrativi. 

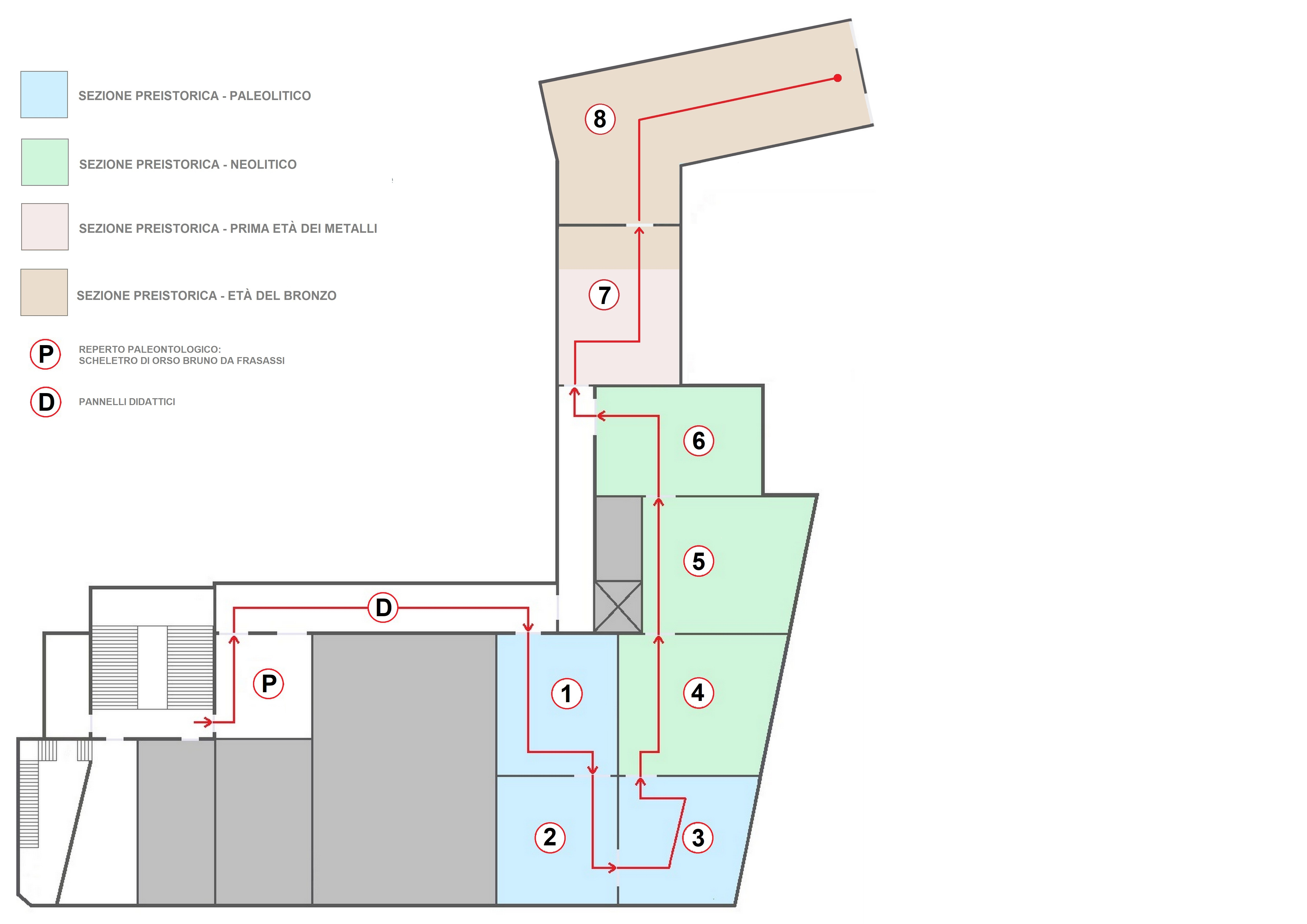
Mappa del secondo piano: sezione preistorica (Paleolitico, Neolitico, Età dei Metalli).
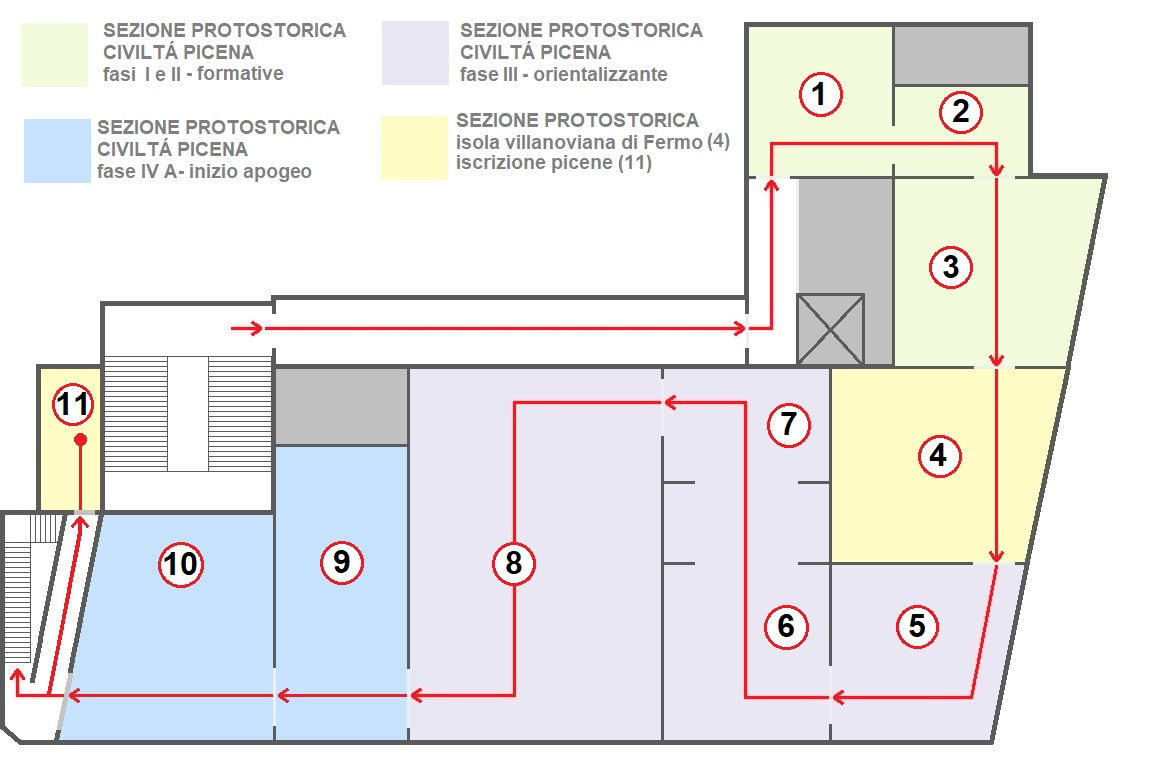
Mappa del terzo piano: sezione protostorica (fasi I, II, III, IVa della civiltà picena)
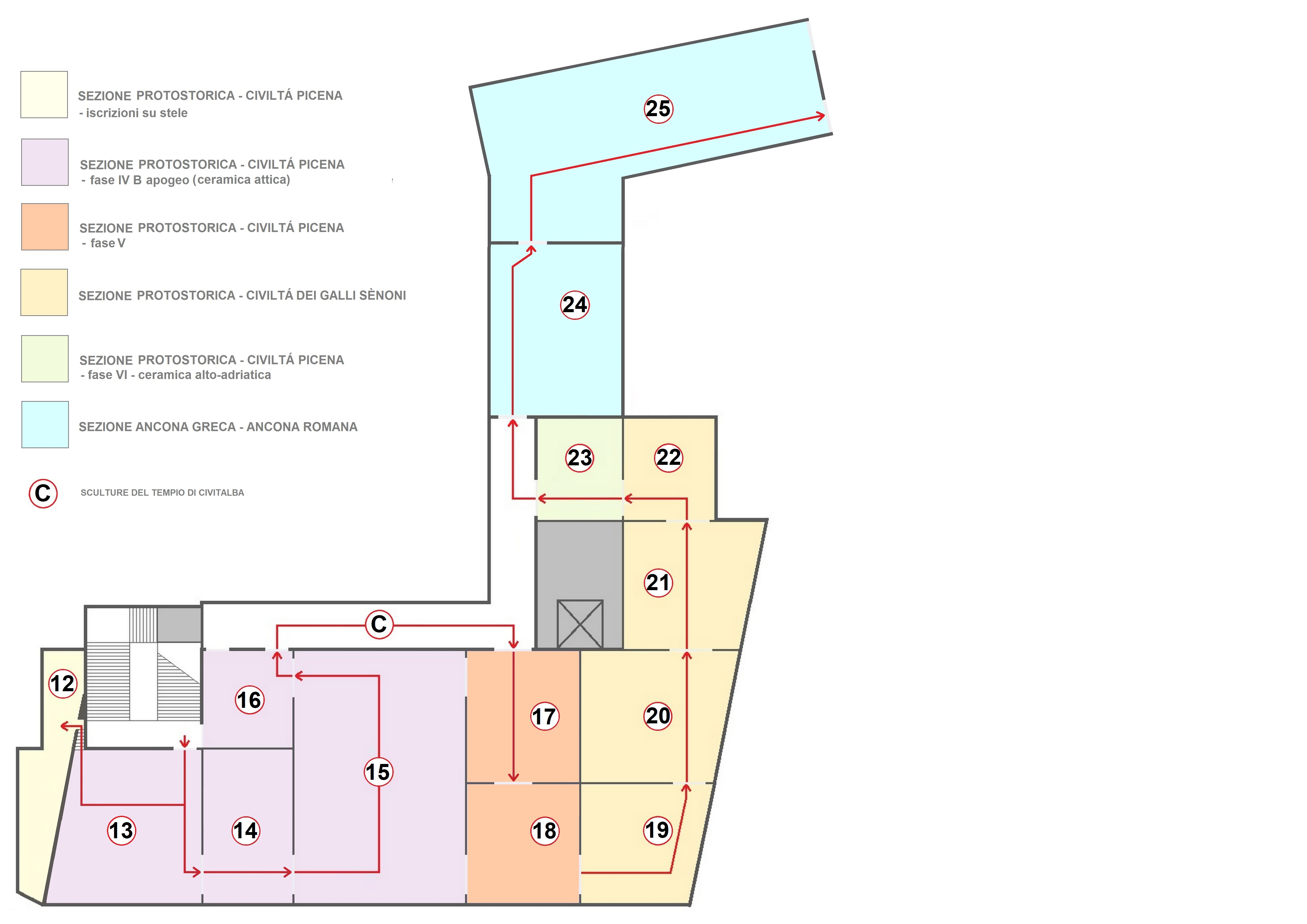
Mappa del primo piano: sezione protostorica (fasi IVb, V, VI della civiltà picena e civiltà gallica), sezione di Ancona greca e romana.
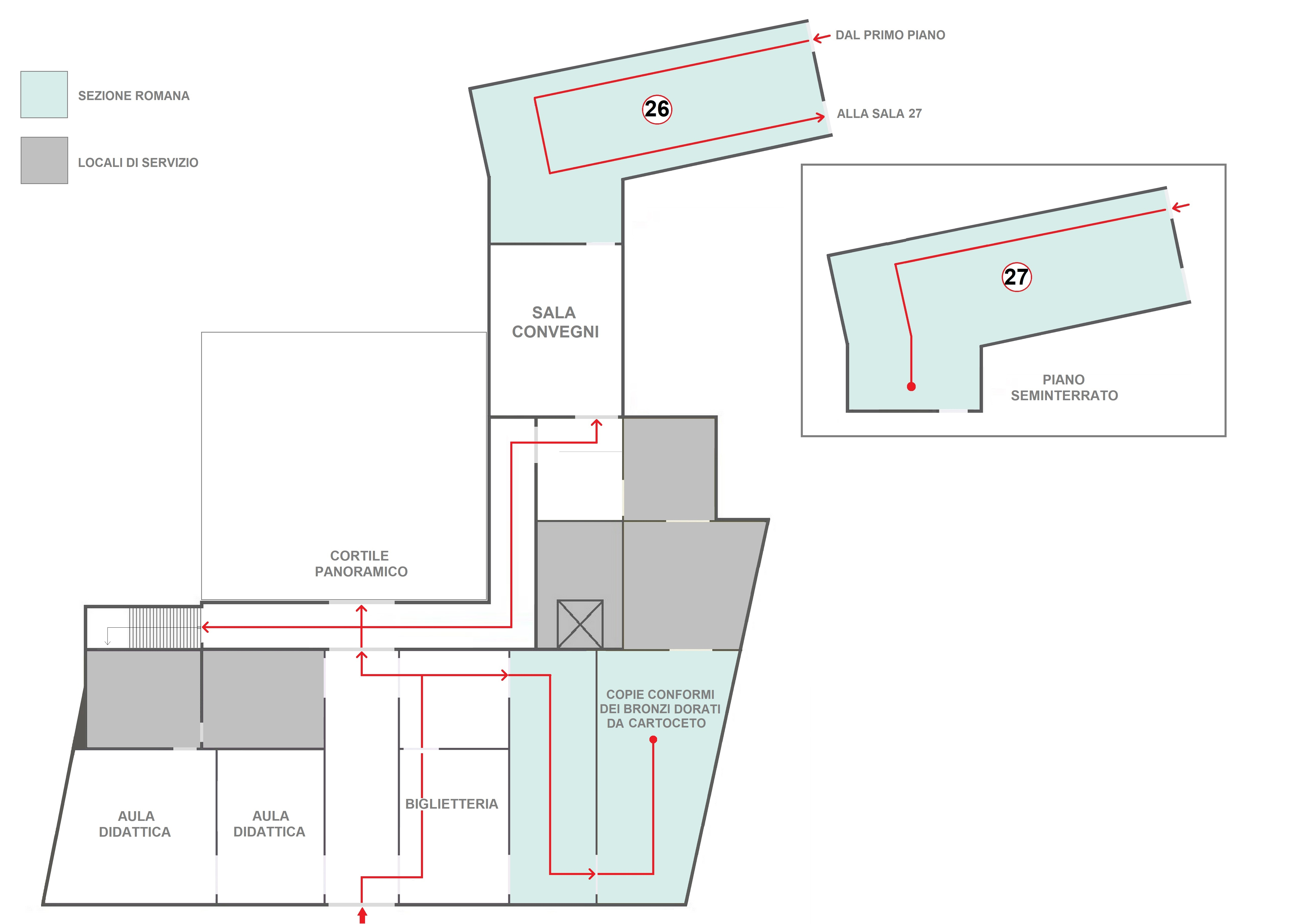
Mappa del piano terra e del piano seminterrato: sezione romana

## Sezione preistorica
La sezione preistorica è allestita nel secondo piano del palazzo, corrispondente al mezzanino. Comprende tre settori:

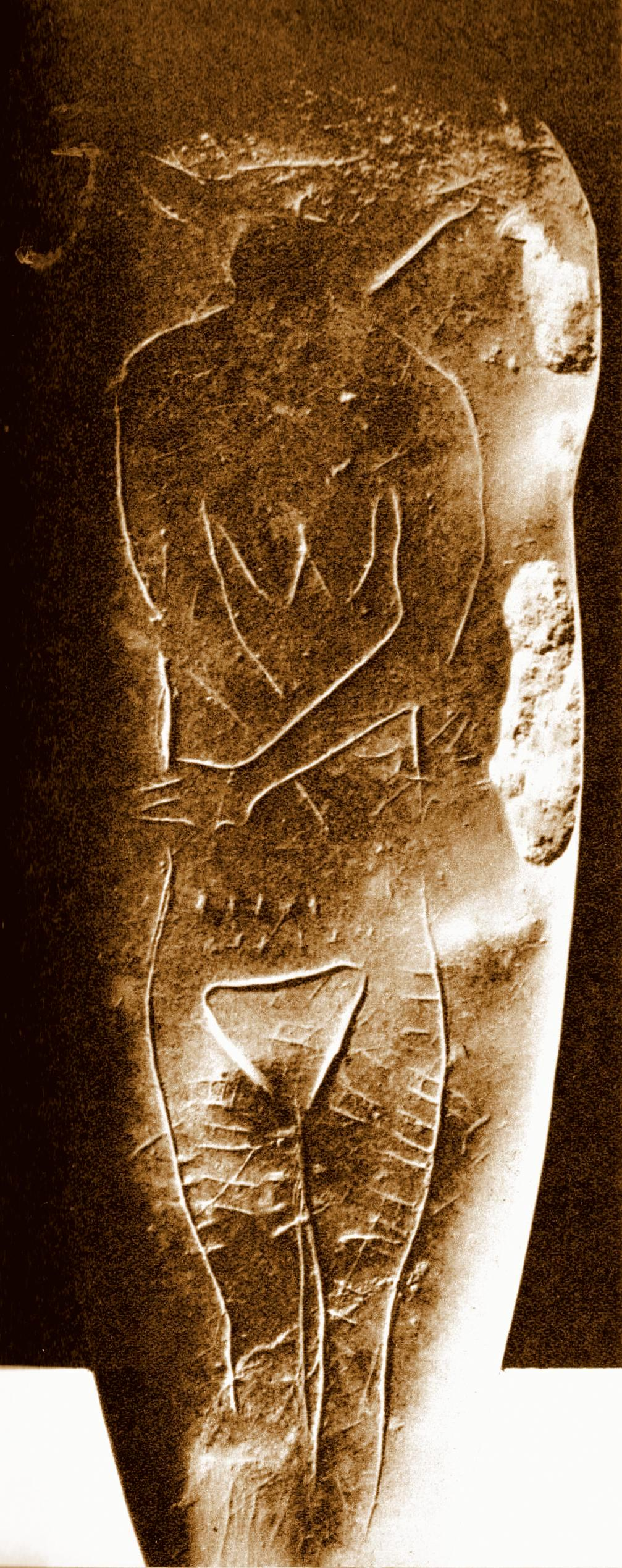
7) Ciottolo con incisione paleolitica: la donna-lupo (sala 3)

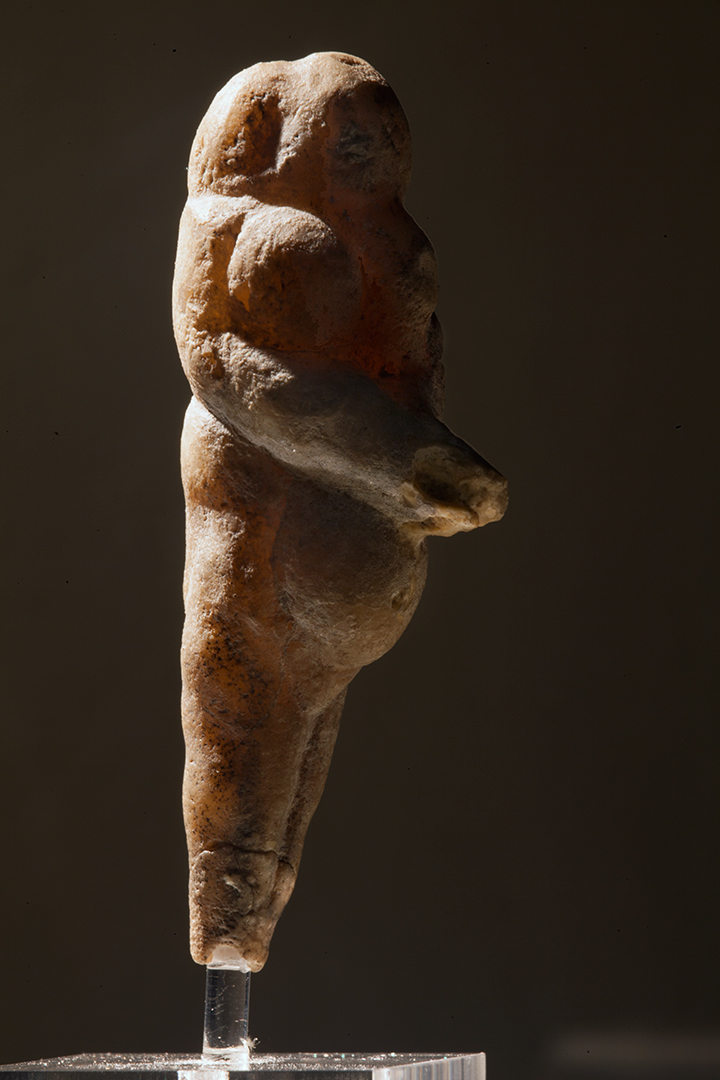
8) La "Venere di Frasassi" (sala 1)

- Paleolitico (sale 1, 2, 3)
- Neolitico (sale 4, 5, 6)
- Età dei metalli (sale 7, 8)

### Paleolitico
Sala 1
Prima dell'inizio del percorso cronologico, si trova la sala della Venere di Frasassi (foto 8); venne ritrovata nel 2007 all'interno della Grotta della Beata Vergine di Frasassi, poco distante dalla Grotta Grande del Vento; è stata realizzata utilizzando una stalattite. Si tratta di una figura femminile dalle forme generose, con gli avambracci piegati in avanti e con le mani congiunte, in un gesto di preghiera e di offerta; il ventre mostra che la donna è incinta. Il reperto è una venere paleolitica; in Italia esistono solo altri dieci esemplari simili. Risale a circa 20.000 anni fa, ossia al Paleolitico superiore, periodo Gravettiano o Epigravettiano antico.
Sala 2
Inizia in questa sala il percorso cronologico. Sono qui esposti i reperti più antichi mai rinvenuti nelle Marche: quelli della zona sommitale di Monte Conero, la cui presenza è stata segnalata nel 1963 da un soldato di leva della vicina base militare, durante i lavori di costruzione di un'antenna della RAI. Il giacimento paleolitico risale a circa 300.000 anni fa (Paleolitico inferiore). Si tratta di chopper, chopping tool, bifacciali (o amigdale) e di manufatti su scheggia di cultura acheuleana. Più recenti sono i reperti realizzati con la tecnica Levallois.
Sala 3
Sono esposti oggetti realizzati con tecnica microlitica, piccoli manufatti di forma geometrica (triangolo, trapezio, mezzaluna...) che venivano poi montati su un supporto grazie all'utilizzo di resine e leganti, realizzando in tal modo un risparmio di selce, non dovunque reperibile con facilità.
Reperto specificatamente artistico è il ciottolo graffito con la figura femminile avente testa di lupo (foto 7), datata in un arco cronologico tra 35.000 e 9.500 anni fa (Paleolitico superiore). Fu rinvenuto nel 1884 a Tolentino dal conte Aristide Gentiloni Silverj, archeologo autodidatta, che lo inviò all'archeologo di spicco dell'epoca, Luigi Pigorini. Il Pigorini non credette all'autenticità del reperto, perché riteneva l'espressione artistica impossibile per l'uomo del Paleolitico e perché credeva che in Italia non ci potessero essere testimonianze paleolitiche. Solo il direttore del Museo di Ancona, Innocenzo Dall'Osso, sfidando l'autorità di Pigorini, si interessò al reperto e perciò il Gentiloni glielo inviò.
A causa dell'opinione di Pigorini, il reperto è stato quindi ignorato per più di un secolo, fino al 1997, quando è stato riscoperto e considerato, per la fusione di caratteristiche umane e animali, una importante testimonianza artistica con un significato rituale-religioso legato allo sciamanesimo. 

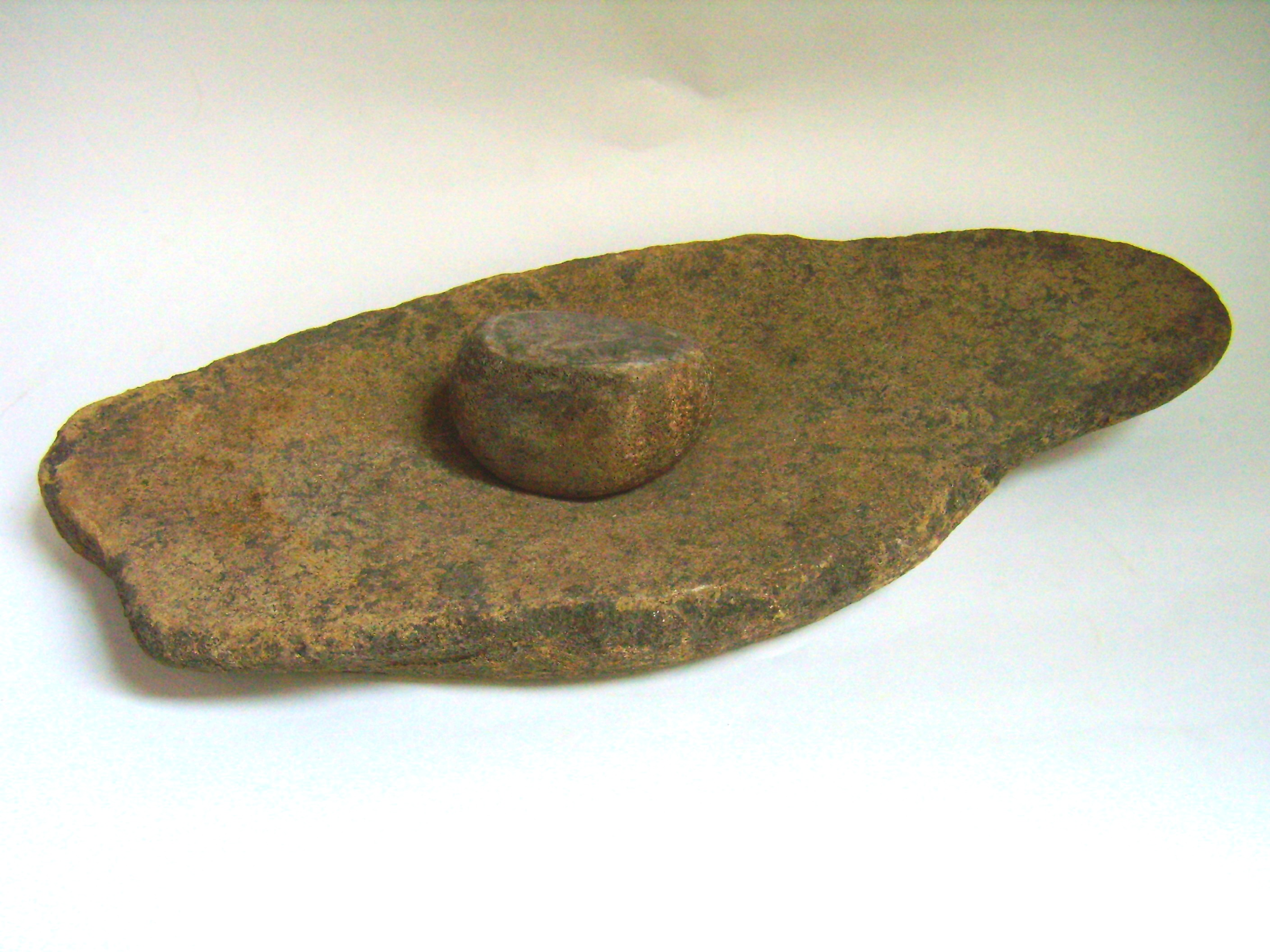
9) Macina e macinello (sala 4)

### Neolitico
Sale 4, 5, 6
È illustrata esaurientemente la Rivoluzione neolitica, che nelle Marche si attuò nel VI millennio a.C. Espone infatti le prime testimonianze dell'agricoltura (macine e macinelli - foto 9), dell'addomesticazione e dell'allevamento (ossa di animali domestici), del commercio (oggetti realizzati con ossidiana e steatite, provenienti rispettivamente dalle Eolie e dalla Scandinavia), della divisione del lavoro (vasi fittili, rocchetti e fuserole per la tessitura), della costruzione di villaggi (resti di intonaco e di focolari domestici). Presenti anche i primi manufatti in pietra levigata.

### Età dei metalli
Sale 7 e 8

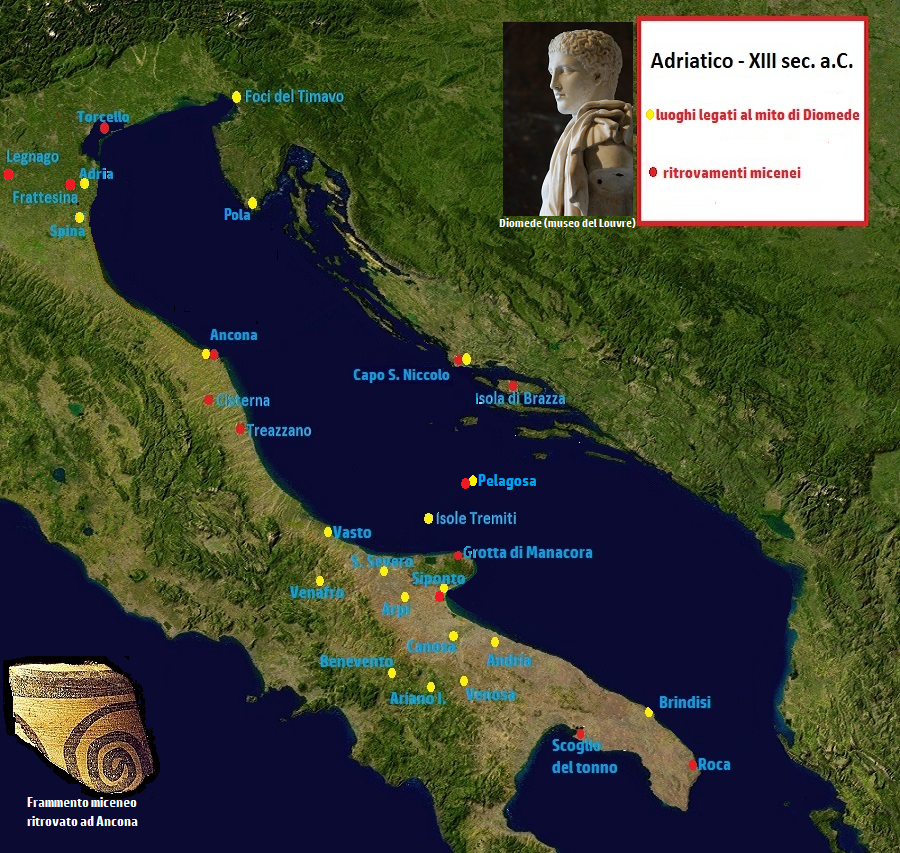
13) Mappa dei luoghi legati al mito di Diomede e ritrovamenti micenei.

Le prime vetrine sono dedicate all'Età del rame e presentano i primi esempi di manipolazione dei metalli, praticata mentre tutti gli oggetti d'uso venivano ancora realizzati con pietra levigata o con gli altri materiali tipici del Neolitico. In particolare, sono esposte diverse asce-martello (foto 10) in cui, come è tipico di questa categoria di oggetti, la levigazione della pietra raggiunge la perfezione, proprio nel momento in cui sta per essere abbandonata a favore della metallurgia.
Al Museo, l'Età del rame è indicata nei pannelli esplicativi con il nome di "Prima Età dei Metalli", in quanto il rame usato in questo periodo era sempre impuro e in lega con altri elementi. I reperti metallici testimoniano come le comunità diventino sempre più dipendenti dall'approvvigionamento dei metalli, disponibili solo in alcune zone geografiche. 
Risalgono all'Età del bronzo antica i reperti provenienti dal più antico villaggio sorto nella zona di Ancona, i cui resti sono stati rinvenuti nel corso di scavi al Campo della Mostra.
Interessanti sono gli insiemi di pugnali di bronzo ritrovati in ripostigli (foto 11), di produzione locale dell'inizio del II millennio a.C.. L'occultamento in ripostigli poteva avere due possibili scopi: una forma di tesaurizzazione (ad esempio delle scorte di un artigiano metallurgo itinerante, o la riserva collettiva di un intero villaggio) oppure una deposizione rituale, cioè un'offerta alle divinità di beni di alto valore economico, che non prevedeva il recupero successivo degli oggetti.

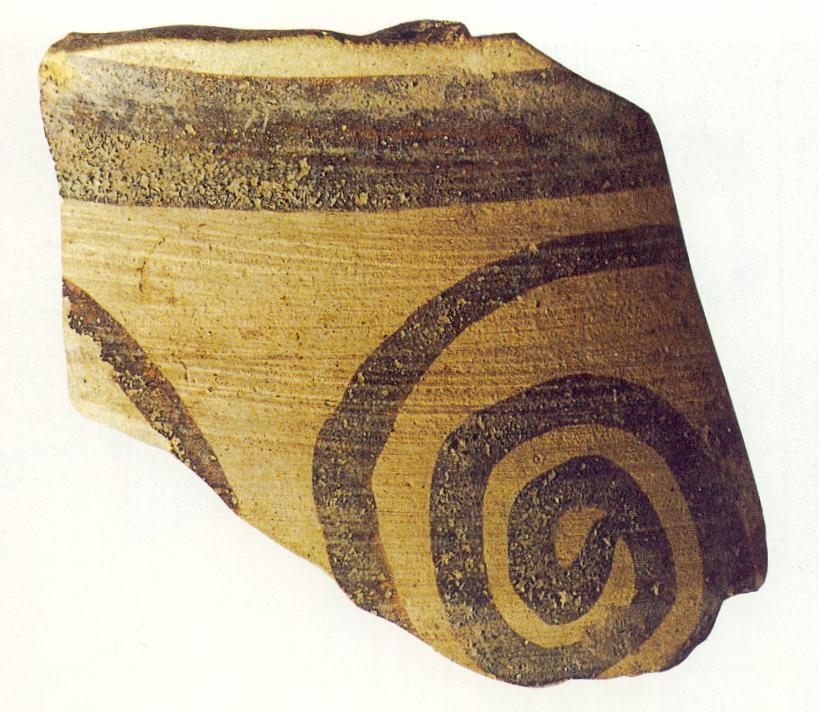
12) Frammento di vaso miceneo, trovato ad Ancona (al Montagnolo). Su di esso compare l'antico simbolo della spirale (sala 9)

Le ricche testimonianze della ceramica dell'Età del bronzo di produzione locale appartengono alla civiltà appenninica, che era diffusa in tutta l'Italia peninsulare. I reperti in ceramica esposti mostrano le caratteristiche decorazioni ad incisione e intaglio ed anse a figurazione plastica.
I reperti ceramici della civiltà appenninica contrastano nettamente, per fattura e decorazione, con i frammenti di ceramica micenea esposti nella stessa sala, che rispetto ad essi presentano una decorazione non incisa, ma dipinta, a volte con motivi simbolici, uno spessore più sottile, un'argilla più fine, depurata e con scarsi inclusi.
Quelli esposti risalgono alla fase neo-palaziale e provengono da Ancona (Montagnolo - foto 12), Tolentino (Cisterna) e Monsampolo del Tronto (Treazzano). L'importanza di questi frammenti micenei è dovuta al fatto che essi testimoniano i primi contatti che i navigatori provenienti dalla Grecia stabilirono con la costa delle attuali Marche, in particolare con la zona in cui sarebbe sorta nel 387 a.C. la colonia greca di Ankón (Ancona).
È singolare la coincidenza tra alcuni luoghi di ritrovamenti micenei e quelli legati alla fase adriatica del mito di Diomede, l'eroe greco che partecipò alla guerra di Troia e poi diffuse la civiltà greca lungo le coste adriatiche (mappa 13). Ciò ha portato a pensare che la navigazione micenea in Adriatico abbia diffuso questo mito nella costa marchigiana. Con il ritrovamento dei frammenti micenei acquista nuova luce l'informazione proveniente dalle fonti classiche, che affermano che Ancona considerava Diomede come "proprio benefattore".

## Sezione protostorica
La sezione protostorica illustra le culture che interessarono le Marche nell'Età del ferro. Testimonia due diverse civiltà: la picena e la gallica.
- Settore della civiltà picena

La civiltà picena caratterizzò tutto il territorio regionale dal IX al III secolo a.C. Le sue testimonianze sono esposte al terzo piano (sale dalla 1 alla 11) e al primo piano (sale dalla 12 alla 18 e sala 23). L'esposizione cronologica è interrotta da tre sale tematiche; la 4, la 20 e la 21; le ultime due sono localizzate all'interno della suggestiva torre medievale del palazzo.
- Settore della civiltà gallica

I Galli Sènoni invasero il territorio piceno settentrionale nel corso del IV secolo a.C. e poi si fusero con la popolazione picena preesistente. Le loro testimonianze sono esposte al primo piano (sale dalla 19 alla 22).

### Civiltà picena
La collezione di reperti piceni del Museo costituisce la più completa testimonianza della vita e dell'arte del popolo che diede unità etnica alle Marche nell'Età del ferro e il cui totem (il picchio verde) è raffigurato nello stemma della regione. La collezione picena comprende anche una ricca raccolta di ceramica greca e alcuni pregevoli reperti etruschi, testimonianze di scambi commerciali.
Sale 1, 2, 3
- fasi Piceno I e Piceno II (IX e VIII sec. a.C. - 900-700 a.C.)

Si segnalano i reperti del villaggio protovillanoviano e poi piceno di Ancona, che testimoniano le attività della pesca (ami, arpone, fiocina, gusci di Glycymeris) della caccia (oggetti in corno di cervo), dell'allevamento (ossa di animali domestici), della tessitura (rocchetti e fusaiole) e dell'agricoltura (vanghette in corno di cervo). I corredi funebri maschili comprendono una singolare ricchezza di armi (foto 14). I pettorali in bronzo raffigurano il mito della barca solare ornitomorfa, ossia con protomi di anatra selvatica a prua e a poppa (foto 15, 16 e 17). Caratteristiche sono le fibule ad occhiali (foto 18).

14) Spada ad antenne, dalla necropoli picena di Ancona. (sala 2)
15) Pettorale piceno con barca solare, da Canavaccio di Urbino. (sala 2)
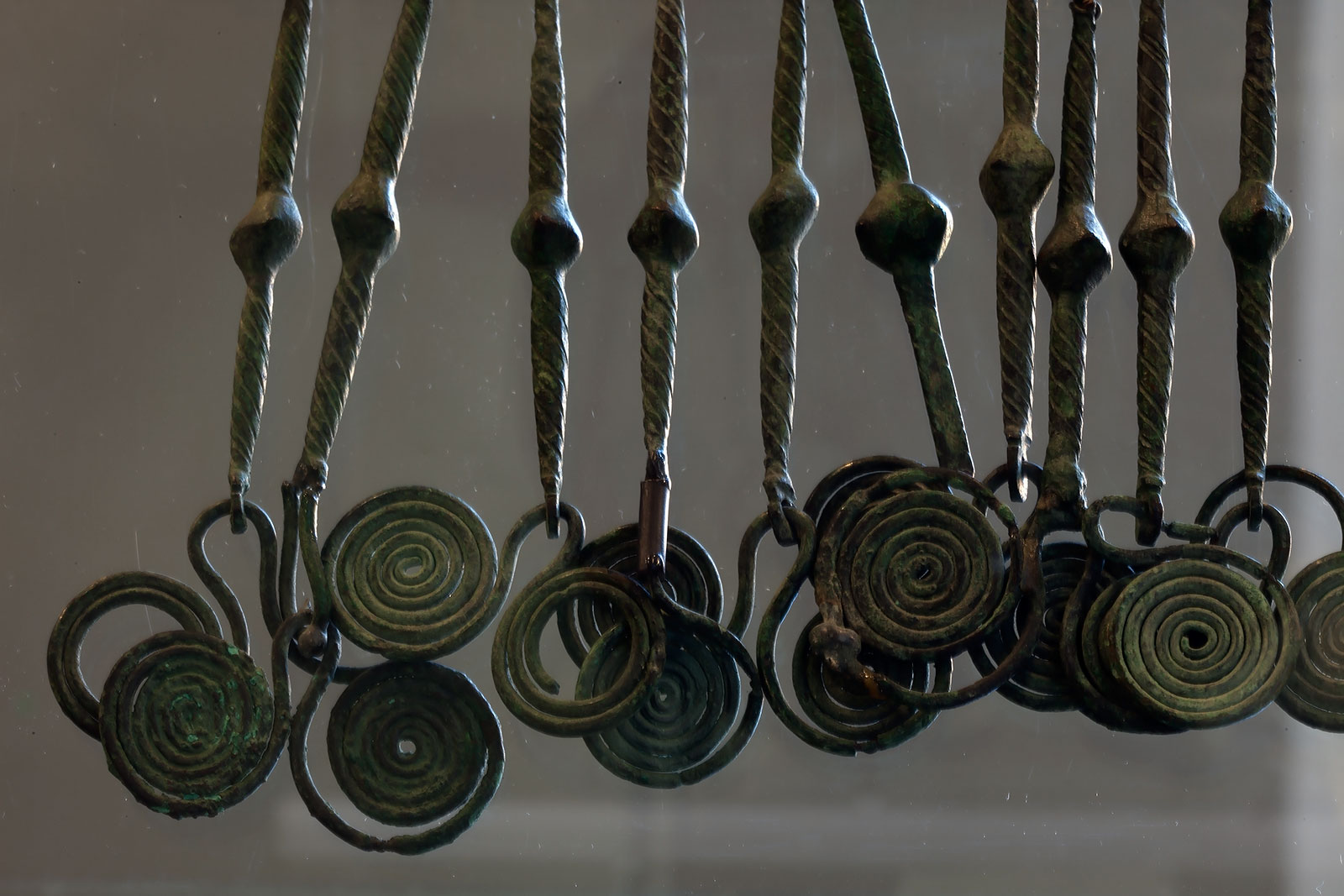
16) Particolare del pettorale con barca solare da Canavaccio (sala 2)
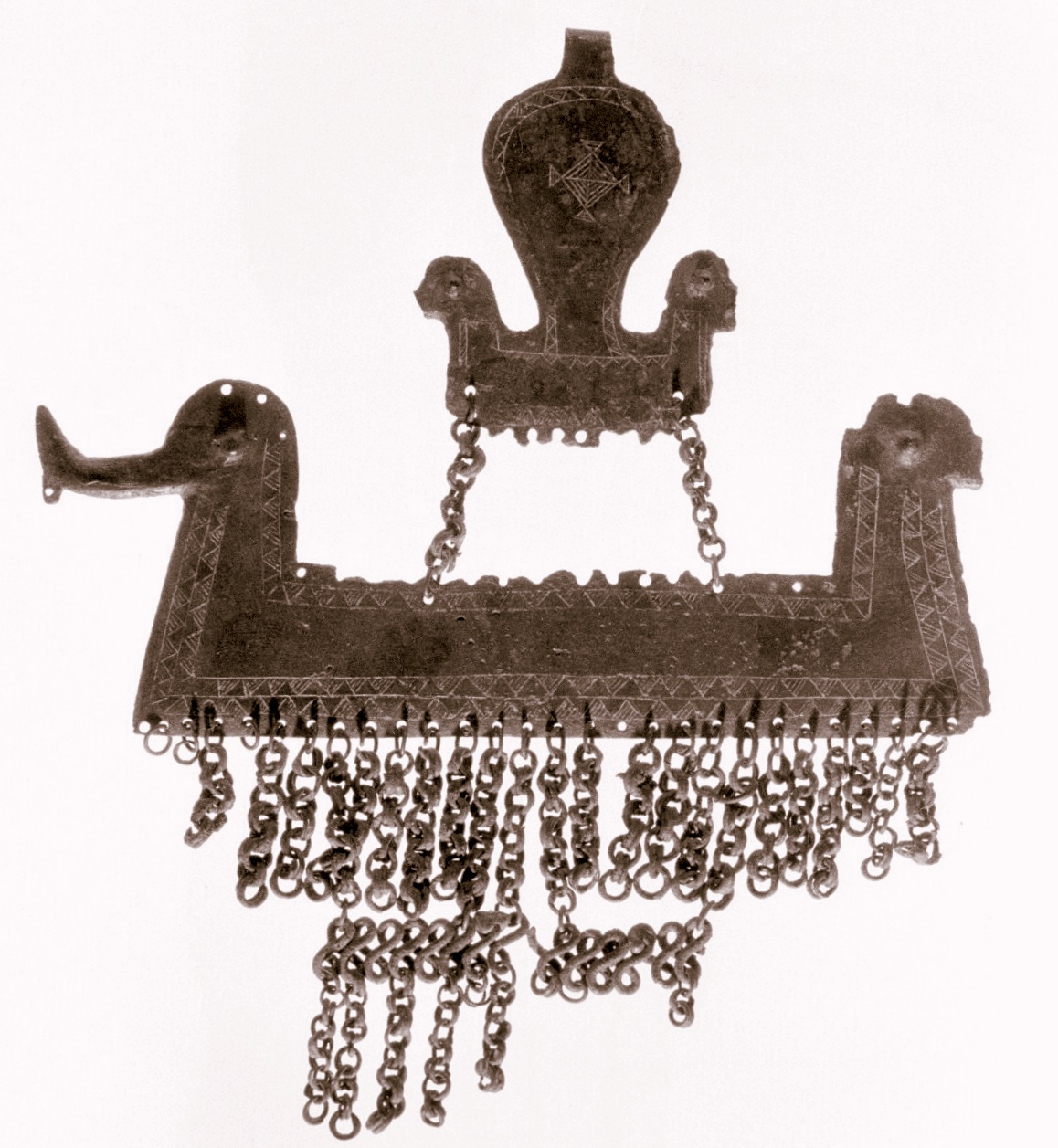
17) Pettorale piceno con barca solare, da Ancona. (sala 2)
18) Fibula picena del tipo "ad occhiali". (sala 3)

Sala 4

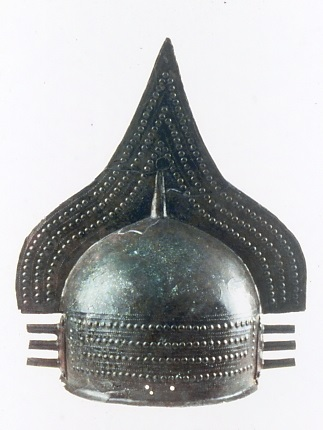
19) Elmo villanoviano a cresta, da Fermo (sala 4)

24) Pettorale degli amuleti, da Numana, (sala 5)

- sala tematica - necropoli villanoviana di Fermo

Sono esposti i reperti dell'enclave culturale villanoviana di Fermo, che caratterizzò questo centro nel IX e nell'VIII sec a.C. e che si dissolse nel corso del VII, assorbita dalla circostante civiltà picena. Non sono chiari i motivi di questa specificità fermana; si è ipotizzato che piccole comunità etrusche provenienti dall'Etruria meridionale si fossero stabilite qui. Si segnalano i tipici elmi a cresta decorata sui due lati, nella zona mediana, da tre file di borchiette limitate da linee di puntini; tre elementi cilindrici sporgono dai due lati (foto 19).
Sale 5, 6, 7
- fase Piceno III (VII sec. a.C. e inizio del VI - 700-580 a.C.)

Questa fase costituisce il periodo orientalizzante della civiltà picena, in cui è forte l'influenza dell'arte del Mediterraneo orientale e del Vicino Oriente antico; essa continua comunque a produrre oggetti altamente originali. Anche in questa fase, i corredi di armi picene esposti si distinguono per aggiornamento e completezza.
Tra i reperti più interessanti si segnala il pettorale bronzeo da Numana, con elementi simbolici (foto 23 e 24): cinque figure umane che si tengono per mano, di altezze degradanti dalla centrale a quelle laterali, sette figure umane con mani sui fianchi e collegate tra loro da anelli e infine tre pendagli, di cui due a forma di mano e un terzo al centro, a forma anulare con sei nodi, di significato ignoto. Il pettorale pende da una fibula.
Tra gli oggetti più caratteristici dell'arte picena, sono qui esposti alcuni dischi per stola traforati (foto 20), e i dischi-corazza (foto 21 e 22) con animali fantastici e figure umane, nel tipico stile sintetico piceno, alcuni dei quali forse rappresentanti il Signore degli animali.

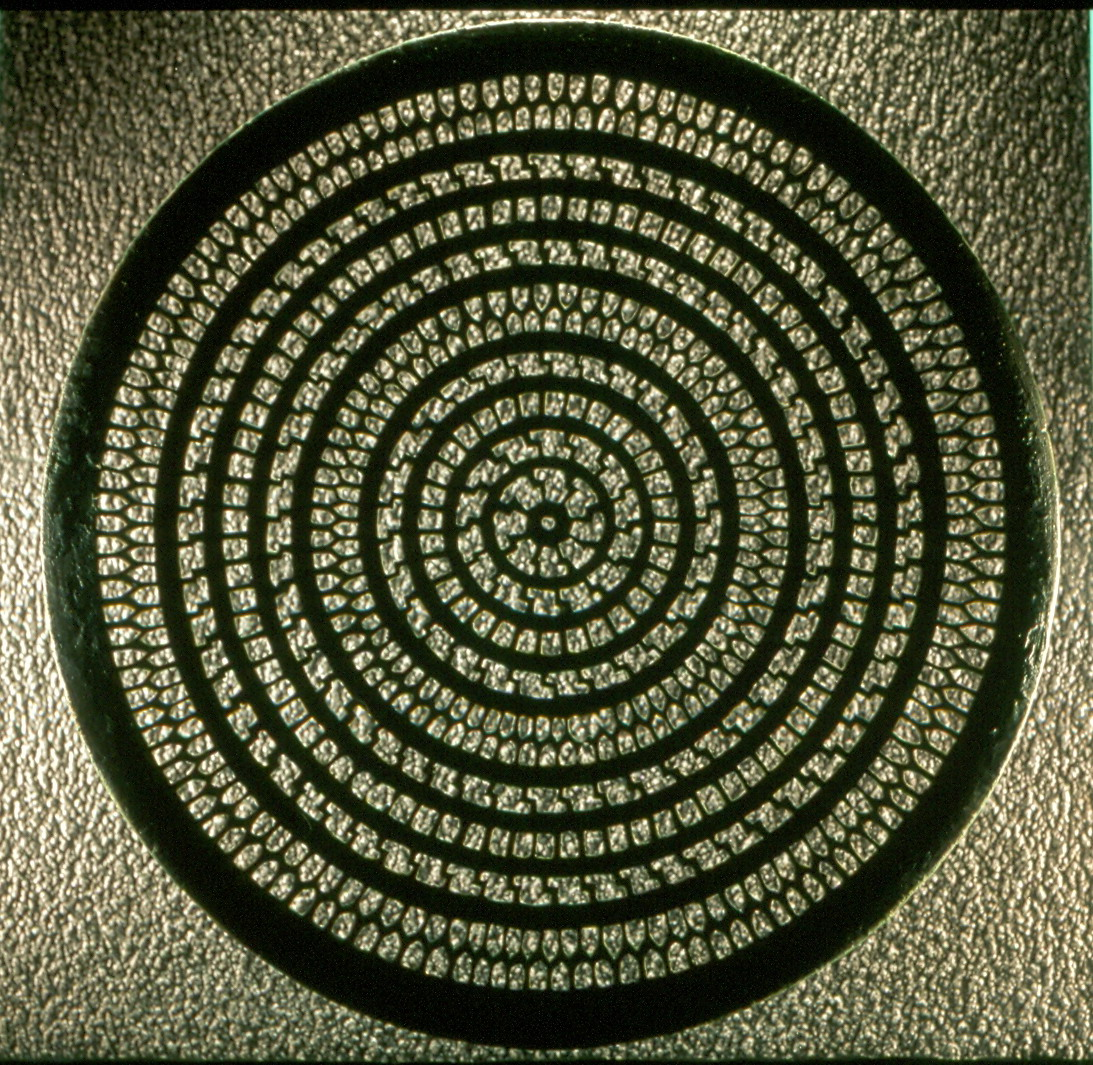
20) Disco per stola. (sala 5)
21) Disco-corazza, rappresentante forse un Signore degli animali. (sala 7)
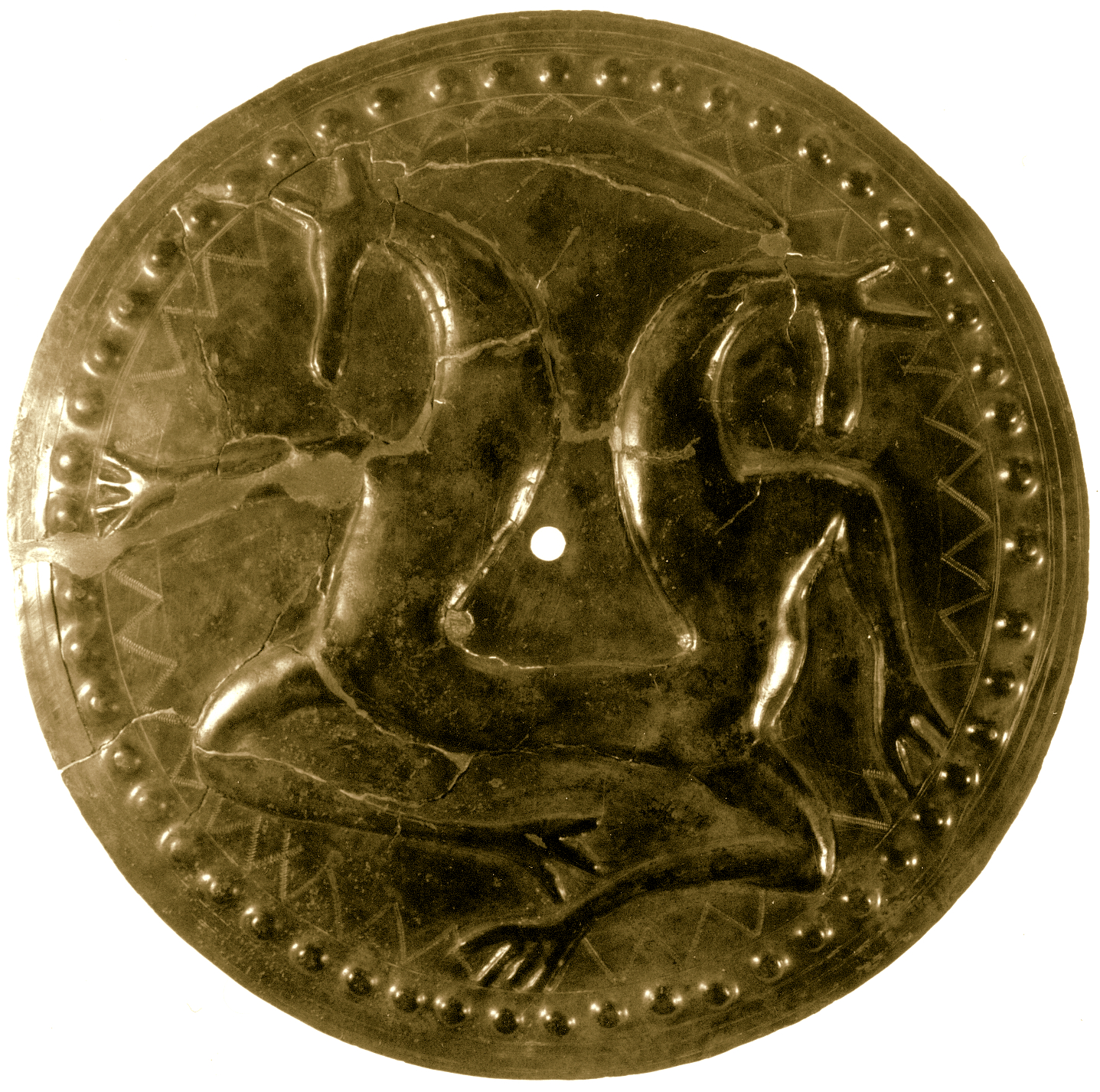
22) Disco accoppiato con il precedente. (sala 7)
23) Parte superiore del pettorale piceno esposto all'Antiquarium statale di Numana, del tutto simile a quella dell'analogo reperto del museo di Ancona (sala 5)

25) Coperchio bronzeo con statuine di guerrieri intorno ad un totem (sala 7).

Uno dei reperti più noti e caratteristici dell'arte picena è il coperchio bronzeo di una situla (foto 25) con due coppie alternate di statuine di guerrieri nudi e muniti di elmi dai lunghi cimieri, in danza rituale attorno ad un palo di totem con teste di lupo. Una coppia è costituita da opliti con grande scudo rotondo e due lance, di cui una brandita con la destra in posizione di lancio e l'altra tenuta verticale dietro allo scudo. L'altra coppia è formata invece da arcieri, colti nell'atto di scoccare una freccia. Il reperto fornisce preziose informazioni sul culto e sul totemismo piceni, richiamati anche dall'etnogenesi tradizionale. Risale al 620-600 a.C.
In queste sale e in quella successiva sono esposti vari esempi di ceramiche picene, caratterizzate dall'originalissima foggia (foto 26, 27, 28 e 33). Tra i reperti orientalizzanti si segnala una rara e preziosa oinochoe (foto 29) il cui corpo è realizzato con un uovo di struzzo graffito a cornici vegetali e figure zoomorfe, tra cui alcuni grifoni. La bocca trilobata è configurata a testa femminile (foto 30), con le mani che stringono le trecce ai lati del volto; è realizzata in avorio intagliato e presenta inserzioni d'oro. L'oggetto è di fattura orientale e risale al periodo compreso tra il 620 e il 580 a.C; il piede e il collo non si sono conservati perché in materiale organico deperibile.
Frutto di scambi commerciali con l'Egitto è la statuetta del dio Bes (foto 31), con le sue tipiche smorfie, la sua posizione a gambe arcuate, le penne di struzzo sulla testa e la sua coda.

26) Coppa picena con coperchio a presa plastica (sala 7)
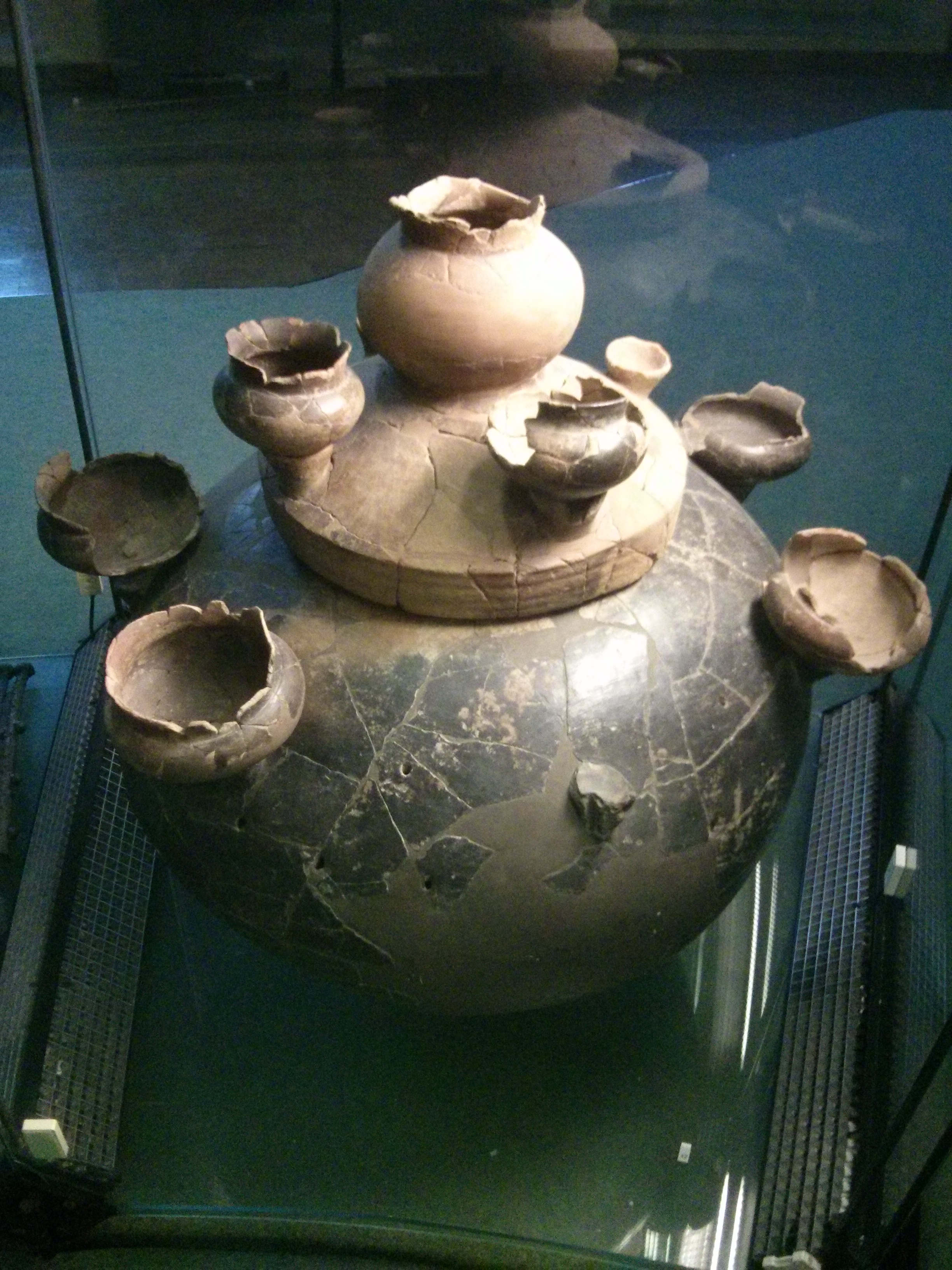
27) Olla picena con coppette mobili. (sala 7).
28) Tipica forma vascolare picena: la pisside a corolla. (sala 7).
29) Corpo di un'oinochoe in uovo di struzzo. (sala 7)
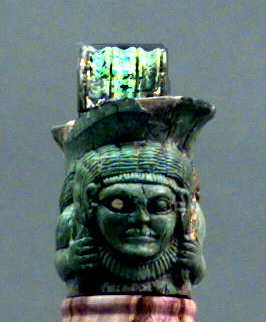
30) Oinochoe in uovo di struzzo - particolare. (sala 7)
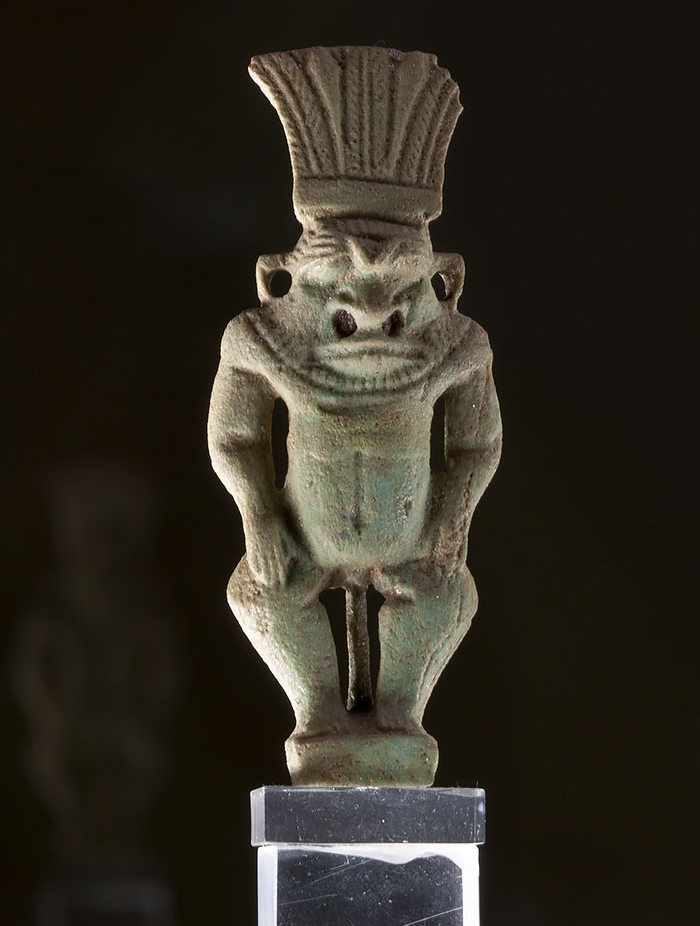
31) Statuetta di Bes. (sala 7)

Sala 8

31b) Testa in calcare di guerriero piceno

La sala 8, all'epoca in cui il palazzo era ancora una dimora nobiliare, era il salone delle feste; nell'allestimento del 1988 ospitava le vetrine in cui erano raccolti i reperti più significativi della fase orientalizzante della civiltà picena (fase "Piceno III"). Nel 2018, i reperti sono stati spostati in altre sale, gli affreschi cinquecenteschi sul soffitto sono stati restaurati e l'ambiente è stato destinato ad esposizioni temporanee, concerti e manifestazioni particolari. 
Precedentemente esposto nella sala 8, è stato spostato nel panoramico corridoio adiacente un raro esempio di scultura italica preromana di grandi dimensioni: la testa di guerriero in calcare da Numana, risalente alla metà del VII sec. a.C., ossia alla fase Piceno III (foto 31b). La scultura apparteneva ad una statua monumentale, più grande del naturale; stilisticamente fa parte di un ristrettissimo gruppo al quale appartiene anche il Guerriero di Capestrano.
Sale 9 e 10
- fase Piceno IVa (pieno VI sec. a.C. - 580-520 a.C.)

Questa fase segna l'inizio dell'apogeo di questa civiltà, che culminò tra la fine del VI e l'inizio del V sec. a.C.

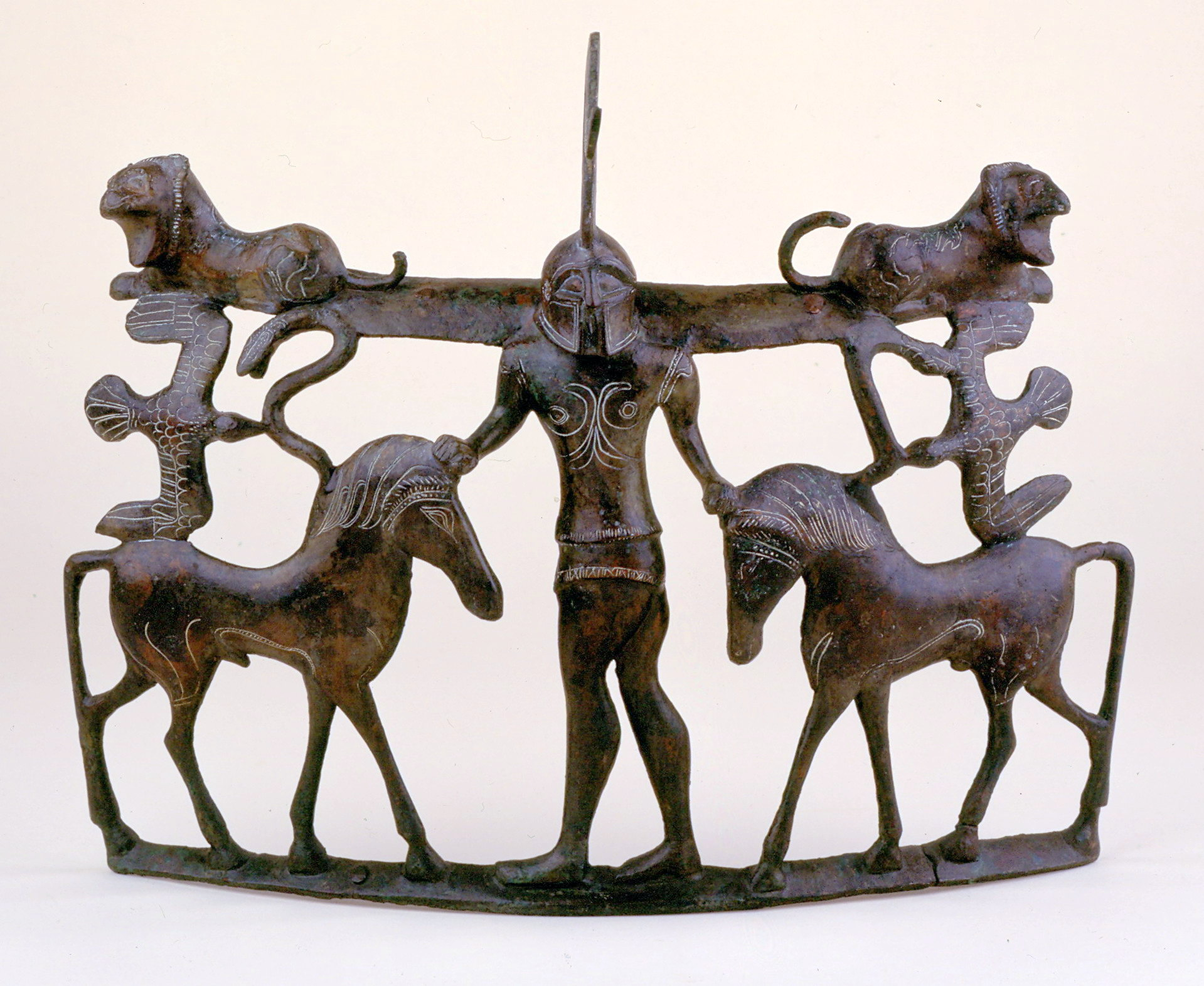
32) Ansa figurata rappresentante il Signore degli Animali (sala 10)

Si notano due anse di idrìa che rappresentano un'entità sovrannaturale: il Signore degli animali, qui attorniato da due leoni, due cavalli, due rapaci e due serpenti (foto 32). Questo modo di rappresentare il Signore degli animali è tipico quasi esclusivamente del territorio piceno. Il Signore degli animali è una figura sovrannaturale la cui origine si può far risalire sino alle società paleolitiche di cacciatori; era l'essere da cui si riteneva dipendesse l'esito della caccia e quindi la sopravvivenza del gruppo.
Sono notevoli alcune ambre scolpite, tra cui quella che rappresenta un leone che sovrasta una leonessa (foto 34), di produzione picena e originariamente collocato sull'arco di una fibula. In Italia si sono rinvenute trentatré ambre figurate rappresentanti felini, in genere accovacciati, provenienti per la maggior parte dall'Etruria padana o dal Piceno. Il reperto qui esposto si distingue, rispetto agli altri, per la riconoscibilità del leone, per presenza della leonessa e per il miglior stato di conservazione. L'associazione tra l'ambra e il leone, che per le loro caratteristiche ricordano il Sole, rinforza i significati simbolici di entrambi. A proposito degli oggetti in ambra, si ricorda che il popolo piceno era stato soprannominato "popolo dell'ambra" per l'amore che mostrava nei confronti di questo materiale, che ricorda il Sole per il colore, per la traslucida luminosità e per la misteriosa energia che rivela quando, per strofinio, si elettrizza. Il Piceno era un terminale della "via dell'ambra" che partiva dal Mar Baltico ed arrivava al Mediterraneo.
Si segnala anche la statuetta in avorio che raffigura la dea Cupra (foto 35), una delle più importanti del pantheon piceno, in qualche modo assimilabile ad una Magna Mater o alla Bona Dea; la faccia era in ambra, ma si è persa a causa dei bombardamenti che, durante la Seconda guerra mondiale, colpirono il museo.
Sono qui esposti anche alcuni enigmatici anelloni a sei nodi (foto 36), oggetti assurti nei primi anni del Novecento a emblema dell'intera civiltà picena. Detto anche "ruota di Cupra", l'anellone a sei nodi ha un significato che sfugge: forse è un simbolo solare o di femminilità e fertilità, usato in riti collegati alla dea Cupra. Il numero dei nodi, in alcuni reperti, non è sei, ma varia da quattro a otto.
I due dischi-corazza da Rapagnano, posti a confronto con quelli esposti nelle sale precedenti, fanno notare come l'arte picena abbia subito l'influsso di quella greca, andando verso rappresentazioni più realistiche. Risalgono alla metà del VI sec. a.C. Uno dei due dischi è una riproduzione galvanoplastica ottenuta nel 1914 dall'originale, conservato in proprietà privata e poi perduto; esso raffigura una scena di guerra con cavalieri, di cui uno è caduto a terra e si protegge con lo scudo. L'altro disco (foto 37) rappresenta invece un drammatico duello tra due soldati inginocchiati, uno dei quali tenta di sottrarre l'arma all'avversario.
Notevole è anche il collare con sirene e cavalli marini (foto 37b)

33) Vaso piceno a triplice corpo. (sala 9)
34) Leone e leonessa in ambra. (sala 10)
35) Statuetta della dea Cupra. (sala 10)
36) Anellone piceno a sei nodi. (sala 10)
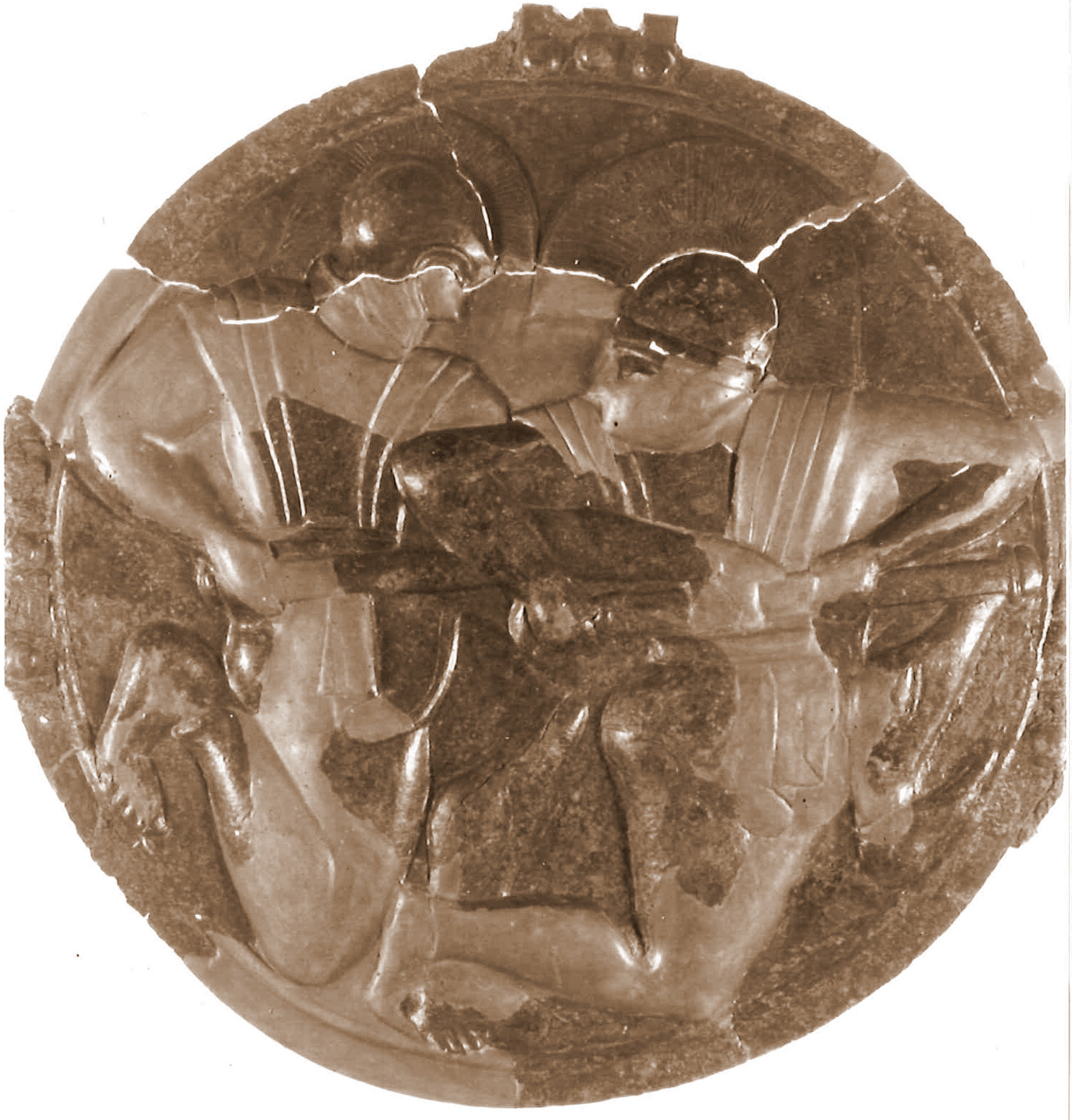
37) Disco-corazza da Rapagnano. (sala 10)
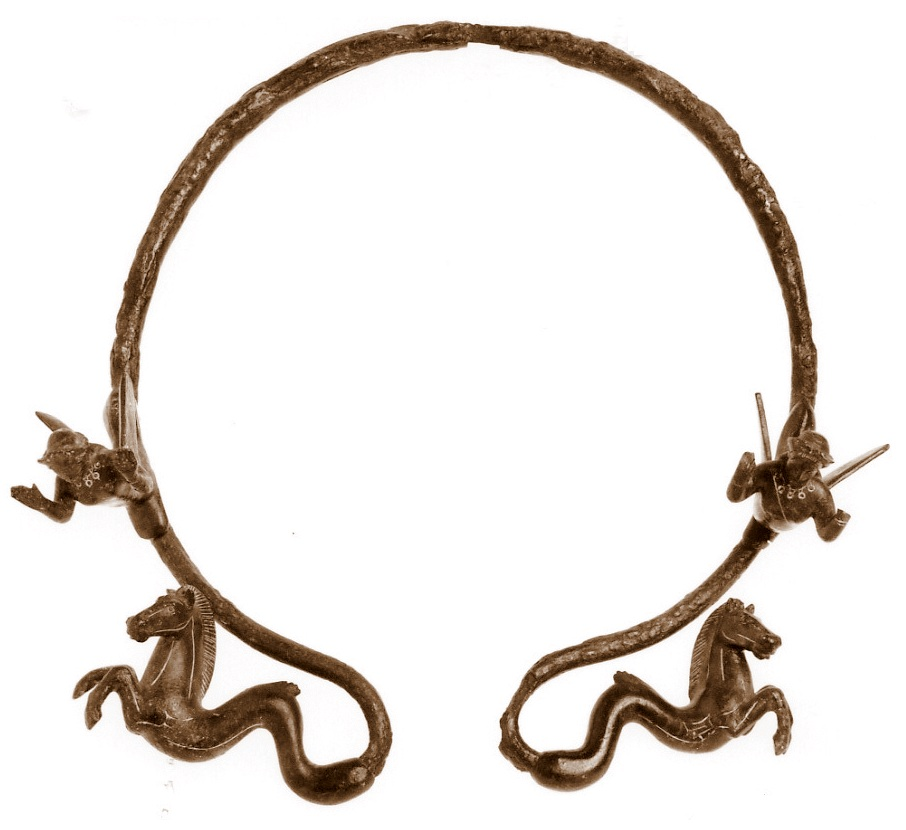
37b) Collare con sirene e cavalli marini. (sala 10)

Sala 11
- sala tematica (iscrizioni picene)

Vi è esposta una collezione di epigrafi picene, scritte nel caratteristico alfabeto usato nella regione durante l'Età del ferro, testimonianze fondamentali della lingua picena (foto 38, 39, 40 e 41). È inoltre presente un'epigrafe in cui è usato l'alfabeto e la lingua di Novilara (foto 42).
Il piceno è una lingua italica attestata da iscrizioni ritrovate in tutte le province delle attuali Marche, oltre che nell'Abruzzo settentrionale. La datazione delle ventisette iscrizioni picene sino ad ora ritrovate ne ha individuato la diffusione in un arco di circa 300 anni, compreso fra la fine del VII secolo a.C. e l'inizio del III secolo a.C..
L'alfabeto piceno è stato decifrato completamente solo negli anni ottanta del Novecento, a causa di una caratteristica rimasta per decenni incompresa: quella di usare dei punti al posto dei segni che in altri alfabeti sono tratti o circoli, come nella O, costituita da un punto al centro, e nella F, realizzata con due punti. Queste lettere venivano quindi scambiate per segni di interpunzione. La lingua picena rivela un'accuratezza nella trascrizione del sistema vocalico maggiore di quella delle altre lingue italiche, comprendendo l'uso di sette vocali: A, È (E aperta), É (E chiusa), Ò (O aperta), Ó (O chiusa), U, trascritte rispettivamente a, e, í, i, o, ú, u. Le consonanti sono sedici. L'elenco completo di tutte le lettere e il valore fonetico di ciascuna di esse è presente nella tabella "alfabeto piceno".
| alfabeto fonetico internazionale | [a] | [e] | [ɛ] | [i] | [ɔ] | [o] | [u] |
| -------------------------------- | --- | --- | --- | --- | --- | --- | --- |
| vocali italiane                  | A   | È   | É   | I   | Ò   | Ó   | U   |
| vocali picene                    |     |     |     |     |     |     |     |

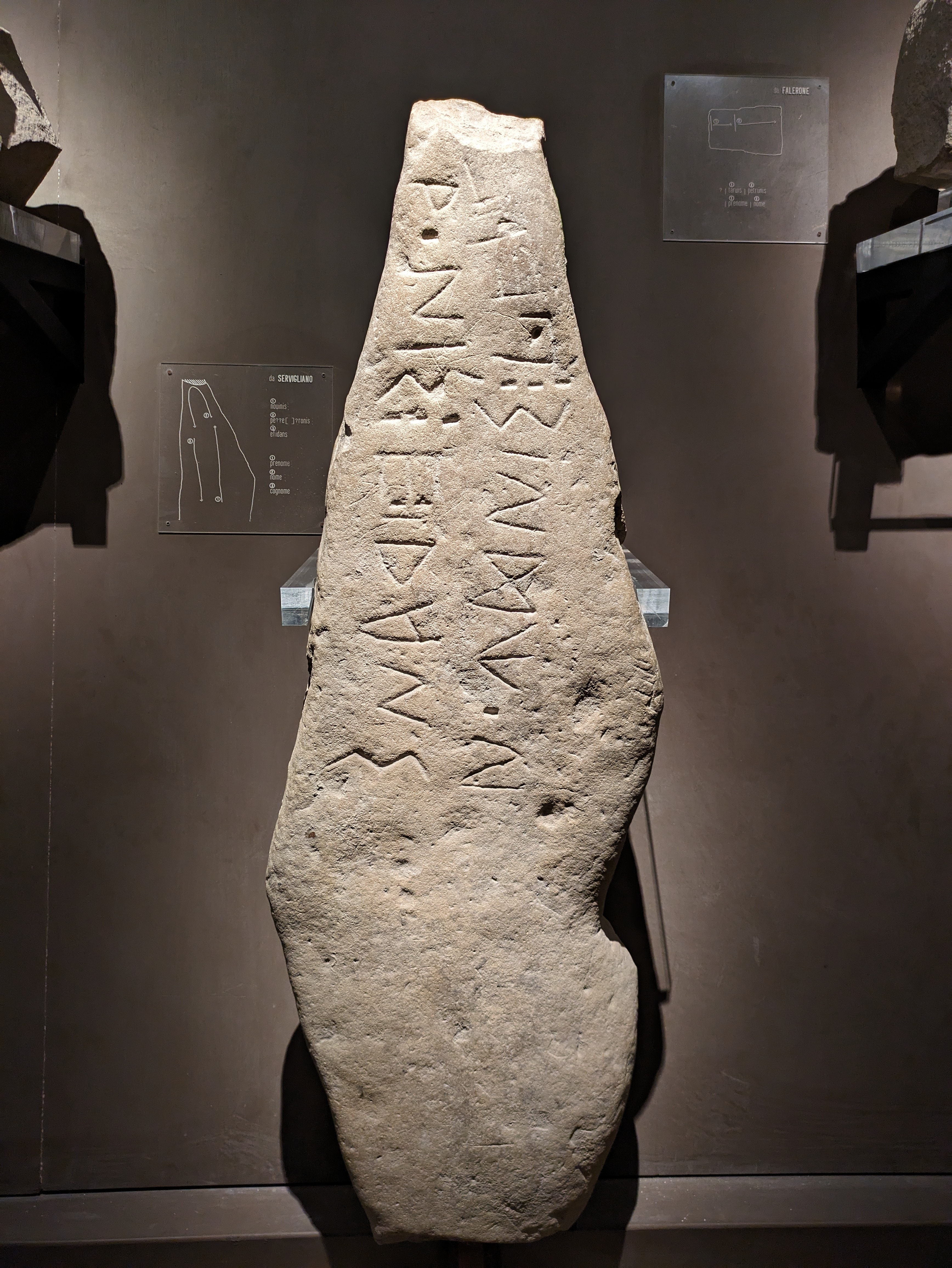
38) Iscrizioni picene - Stele di Servigliano, in lingua picena. (sala 11).
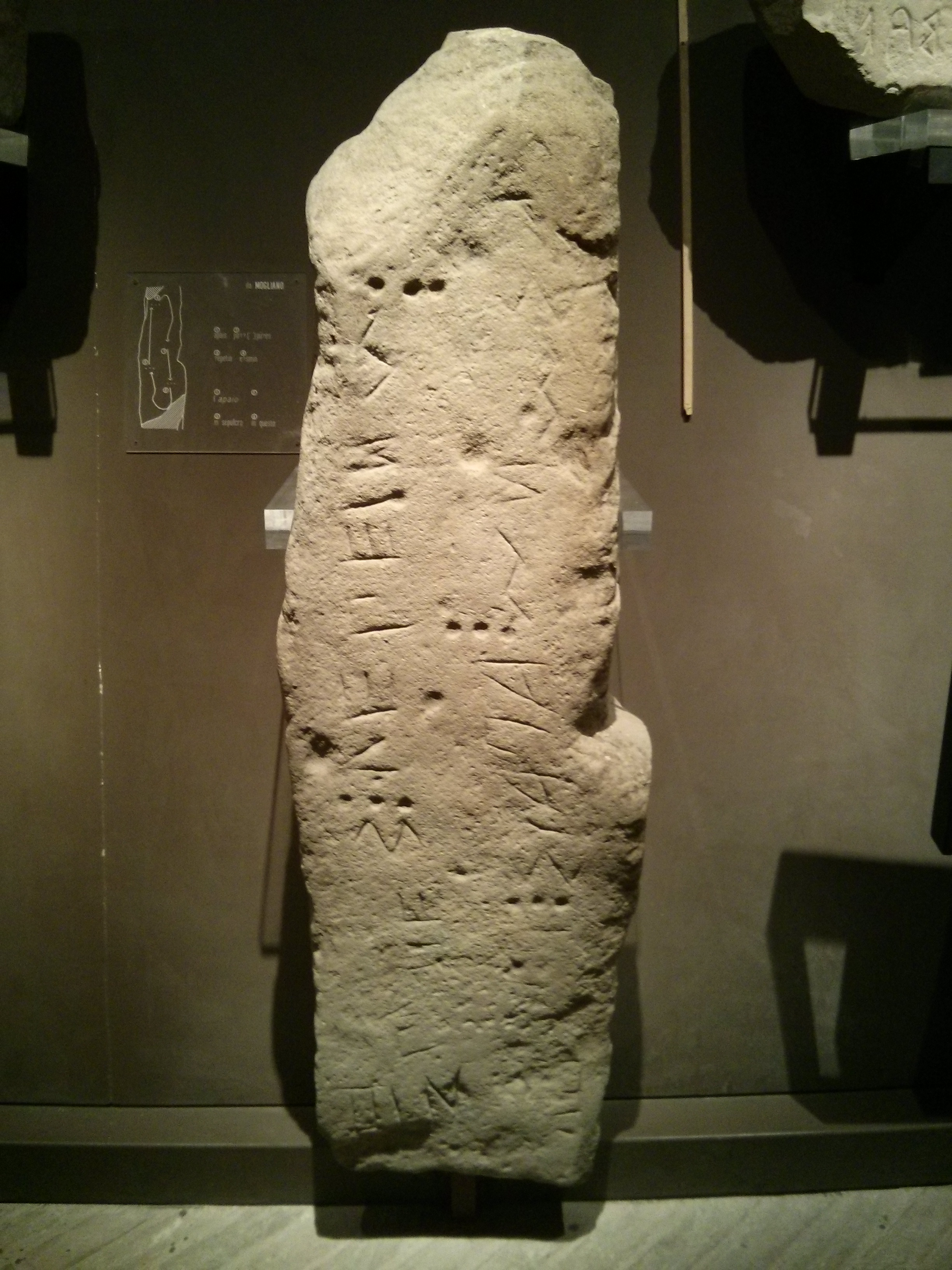
39) Iscrizioni picene - Stele di Mogliano, in lingua picena. (sala 11)
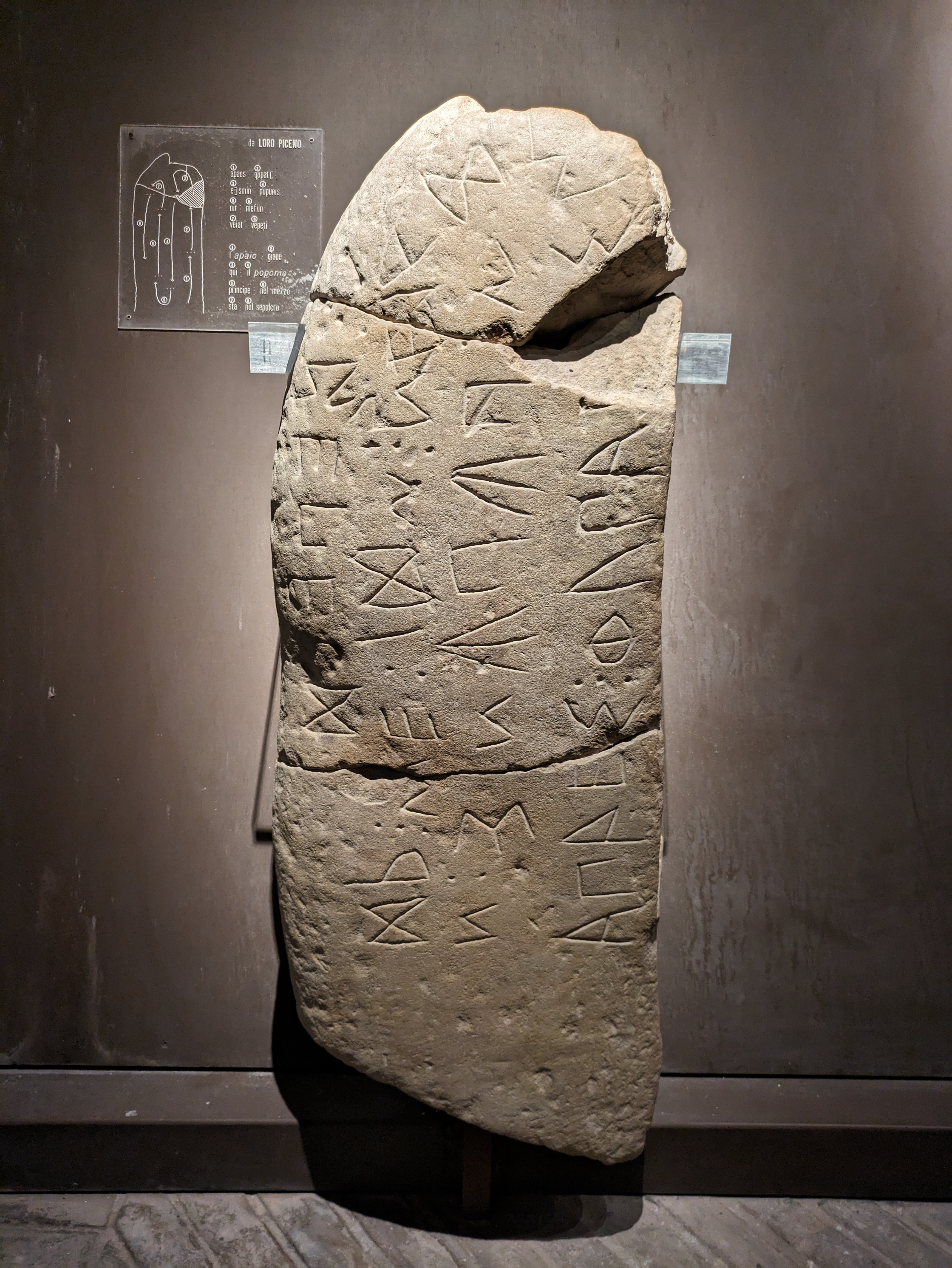
40) Iscrizioni picene - Stele da Loro Piceno, in lingua picena. (sala 11)
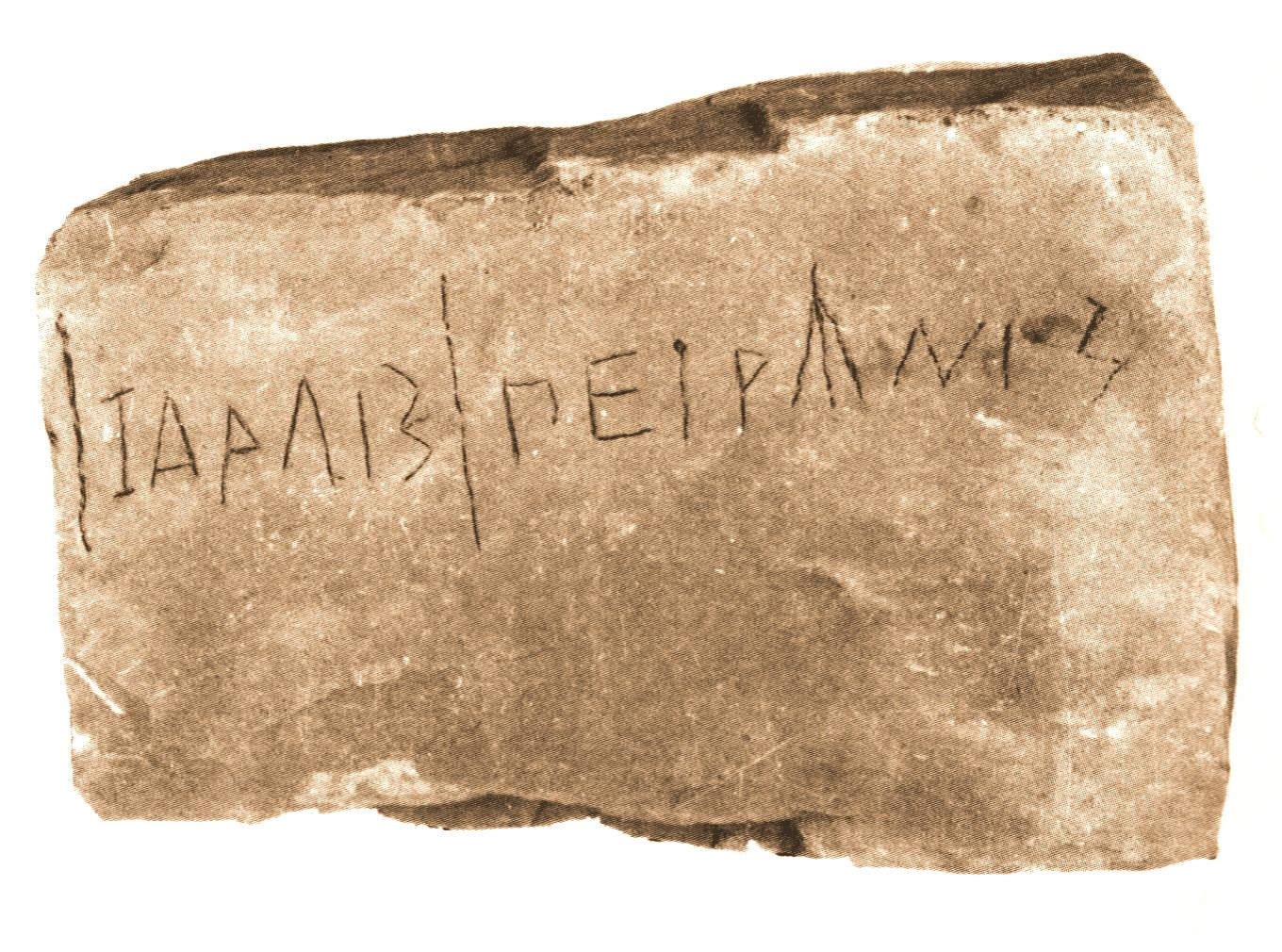
41) Iscrizioni picene - Stele di Falerone, in lingua picena. (sala 11)
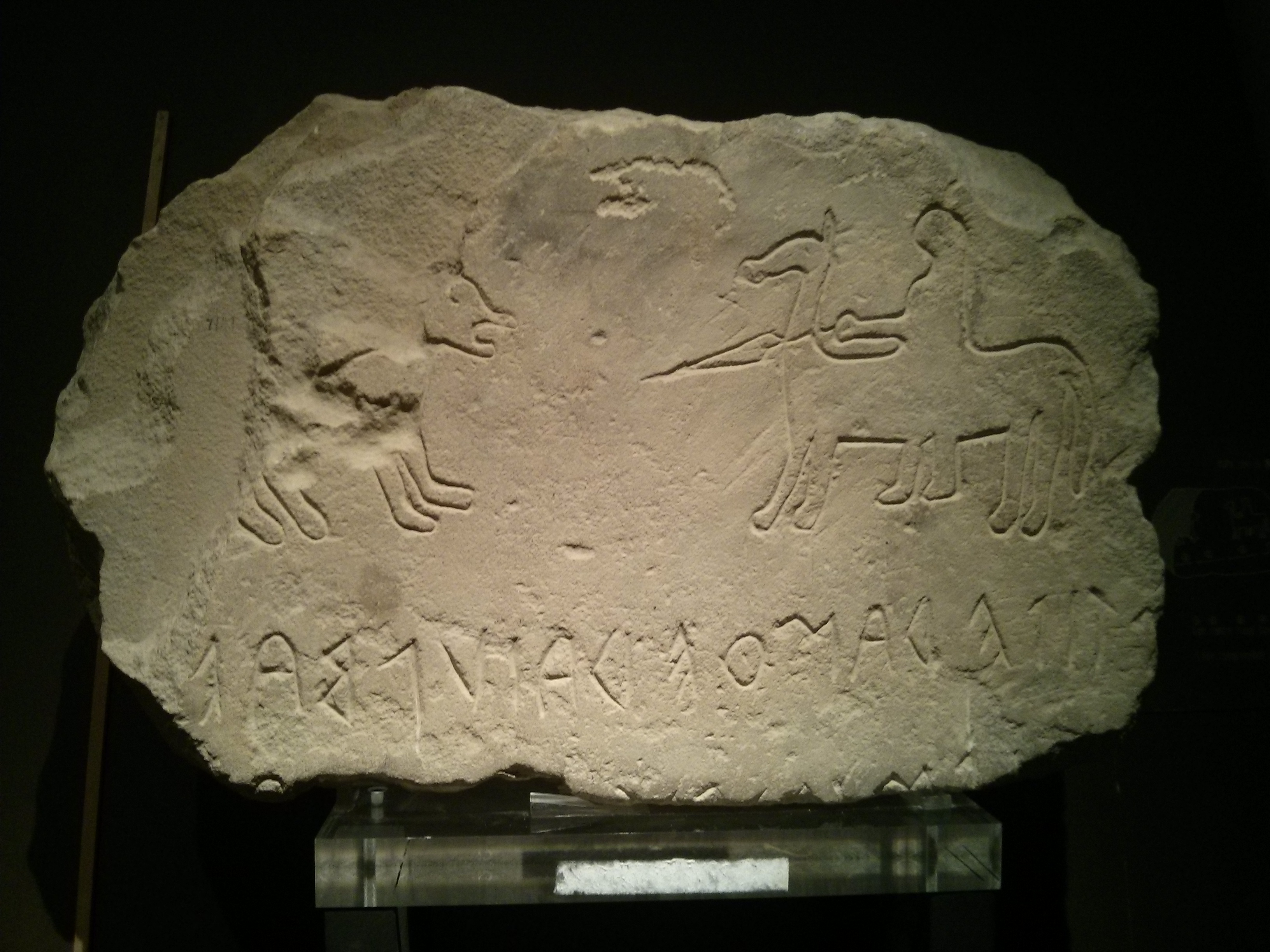
42) Stele figurata con iscrizione nella lingua di Novilara. (Sala 11)

Sala 12
- sala tematica (stipi votive picene)

Presenta testimonianze dei luoghi di culto e in particolare delle stipi votive; tra i reperti qui conservati si segnalano i caratteristici "Marti in assalto" e "Marti stanti" (foto 43 e 44), opere che esprimono tutta l'originalità e la forza della metallurgia locale. Si segnalano anche i minuscoli vasi miniaturistici (foto 45), tipici dei contesti votivi e cultuali di quest'età. Sono notevoli inoltre due opere di fattura etrusca: una testa bronzea di Marte (foto 46) e un piccolo kouros bronzeo. È di produzione locale una piccola statua bronzea di Ercole.
Sono qui esposte anche le allungatissime figure in lamina di bronzo (foto 47), della tipologia delle "ombre della sera", che comprende un ristretto gruppo di una ventina di esemplari rinvenuti di Toscana, Etruria padana, Umbria e Marche, sempre in contesti votivi. Il loro nome, coniato modernamente, deriva dall'aspetto simile alle ombre che al tramonto si allungano a dismisura, dato che il sole si trova quasi sull'orizzonte.

43) Marte stante, da deposito votivo (sala 12)
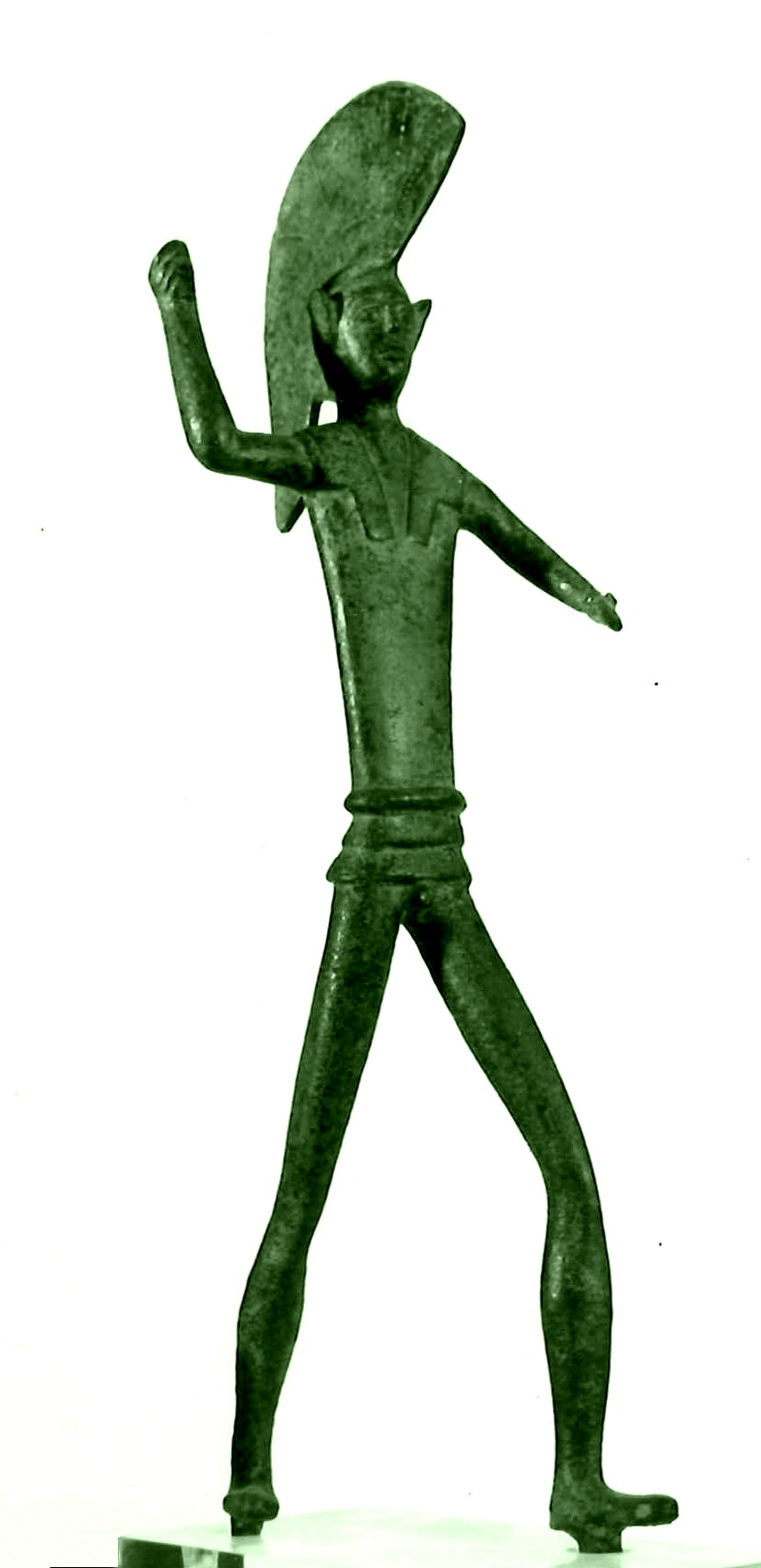
44) Marte in assalto, da deposito votivo. (sala 12)
45) Vasellame miniaturistico in ceramica, da deposito votivo (sala 12)
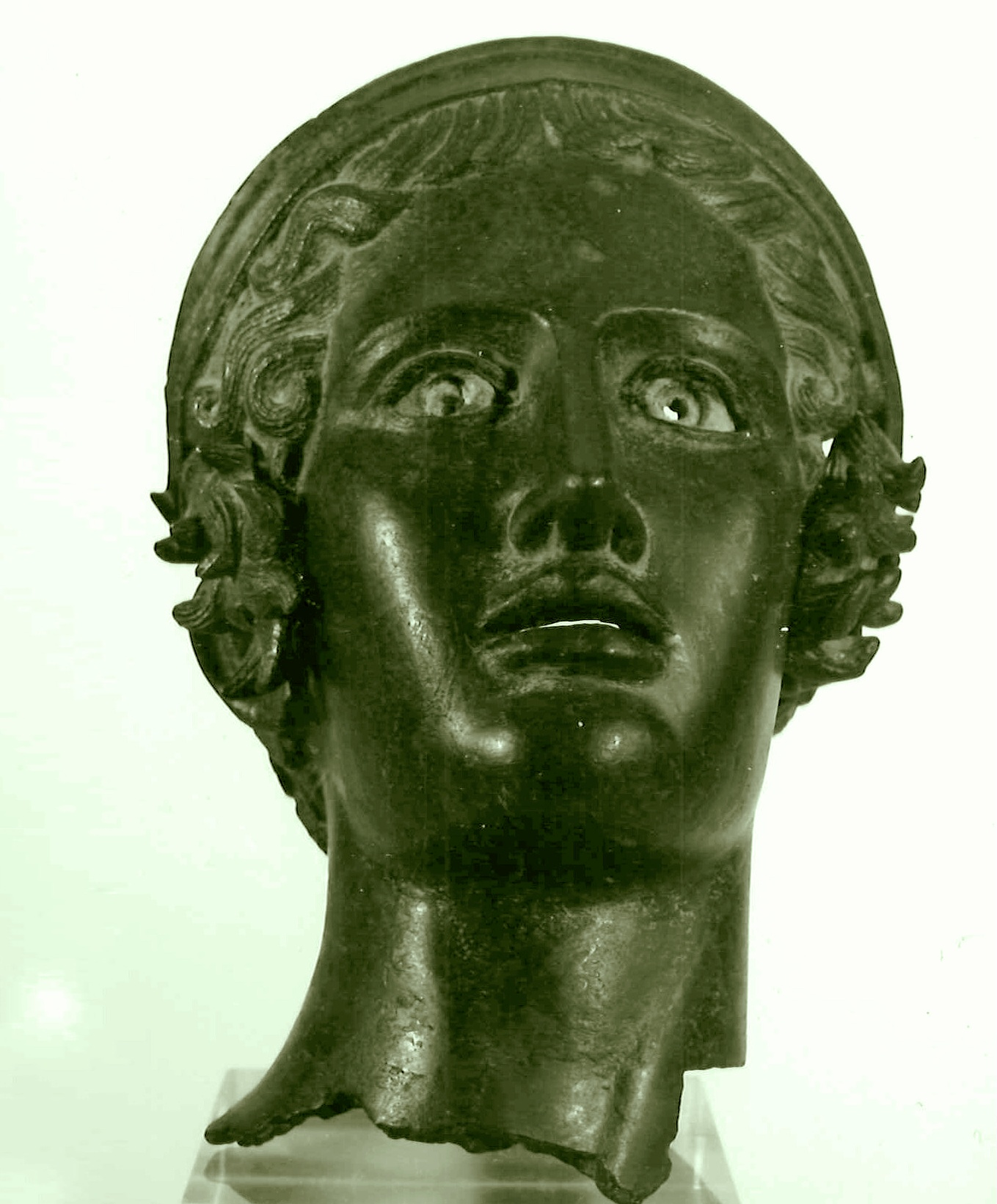
46) Testa bronzea di Marte, di arte etrusca. (sala 12)
47) Figure picene in lamina bronzea del tipo delle "ombre della sera". (sala 12)

Sale 13, 14, 15, 16
- fase Piceno IVb (fine del VI e l'inizio V sec. a.C. - 520-470 a.C.)

48) Cratere a calice con le nozze tra Bacco e Arianna e, sull'altro lato, Edipo e la sfinge (sala 15).

53) Cratere a volute con tre fasce di immagini, rappresentanti (dall'alto) scene di simposio, corse di carri, amazzonomachia (sala 15)

Questa fase è considerata l'apogeo di questa civiltà. Tra gli altri reperti spiccano numerosi vasi attici, molti dei quali di alta qualità (foto 1 e 44-54), che i Piceni acquistavano da mercanti-navigatori greci. Gli esemplari più monumentali sono esposti nella vasta sala 15; quest'ambiente, quando il palazzo era ancora una dimora nobiliare, era il salone dei ricevimenti.
Tra i vasi greci ci sono sia vasi a figure nere, sia vasi a figure rosse. Tra questi ultimi si segnalano soprattutto i seguenti, risalenti all'epoca aurea dell'arte greca: il V sec. a.C. corrispondente in gran parte con l'età di Pericle.

Cratere a calice che raffigura sul lato A le nozze tra Bacco e Arianna  e sul lato B Edipo e la sfinge Sul lato A (foto 1, 48 e 49), Bacco e Arianna siedono a fianco, vicino a Pothos. Tutta la scena è animata da satiri e menadi. Un satiro versa del vino da un'idrìa in un dinos e una menade porta un canestro di grappoli d'uva, mentre una danzatrice è intenta ad eseguire una danza pirrica, per la quale Eros le offre uno scudo e una lancia; essa porta in testa un kalathiskos, indossa una veste con corpetto aderente che lascia i seni scoperti e calza un solo sandalo. Sul lato B (foto 50) sono raffigurati Edipo e la sfinge attorniati da tebani, di profilo, che attendono l'esito della vicenda; la Sfinge è assisa su un pilastro roccioso. Edipo domina la scena, essendo l'unico personaggio raffigurato di tre quarti, con atteggiamento sicuro e sereno che contrasta con il nervosismo di coloro che assistono alla scena; ha l'aspetto del viandante: indossa il petaso e la clamide e porta lance leggere. Risale alla fine del V sec. a.C.
- Anfora di tipo panatenaico (foto 51)
Raffigura su un lato Zeus ed Era, rappresentati giovanissimi; posta tra i due coniugi, l'alata Iris reca in un'idrìa la temibile acqua del fiume Stige, che aveva il potere di smascherare coloro che affermavano il falso durante la siglatura di un patto. Sull'altro lato si trovano invece Apollo con la cetra ed Artemide in procinto di avviarsi su di un carro. Risale all'inizio del V sec. a.C.
- Cratere a volute a tre fasce (foto 53)
La fascia più bassa rappresenta un'amazzonomachia, quella centrale una corsa di cavalli e quella più alta un simposio su un lato e sull'altro un komos, ossia una processione festosa. Risale alla fine del V sec. a.C.
- 49) Particolare del vaso della foto 48: satiro seduto che suona il diaulos e un erote con armi
(sala 15)
50) Cratere a calice - Edipo e la sfinge. (sala 15)
51) Anfora con Iris tra Zeus ed Era. (sala 15)
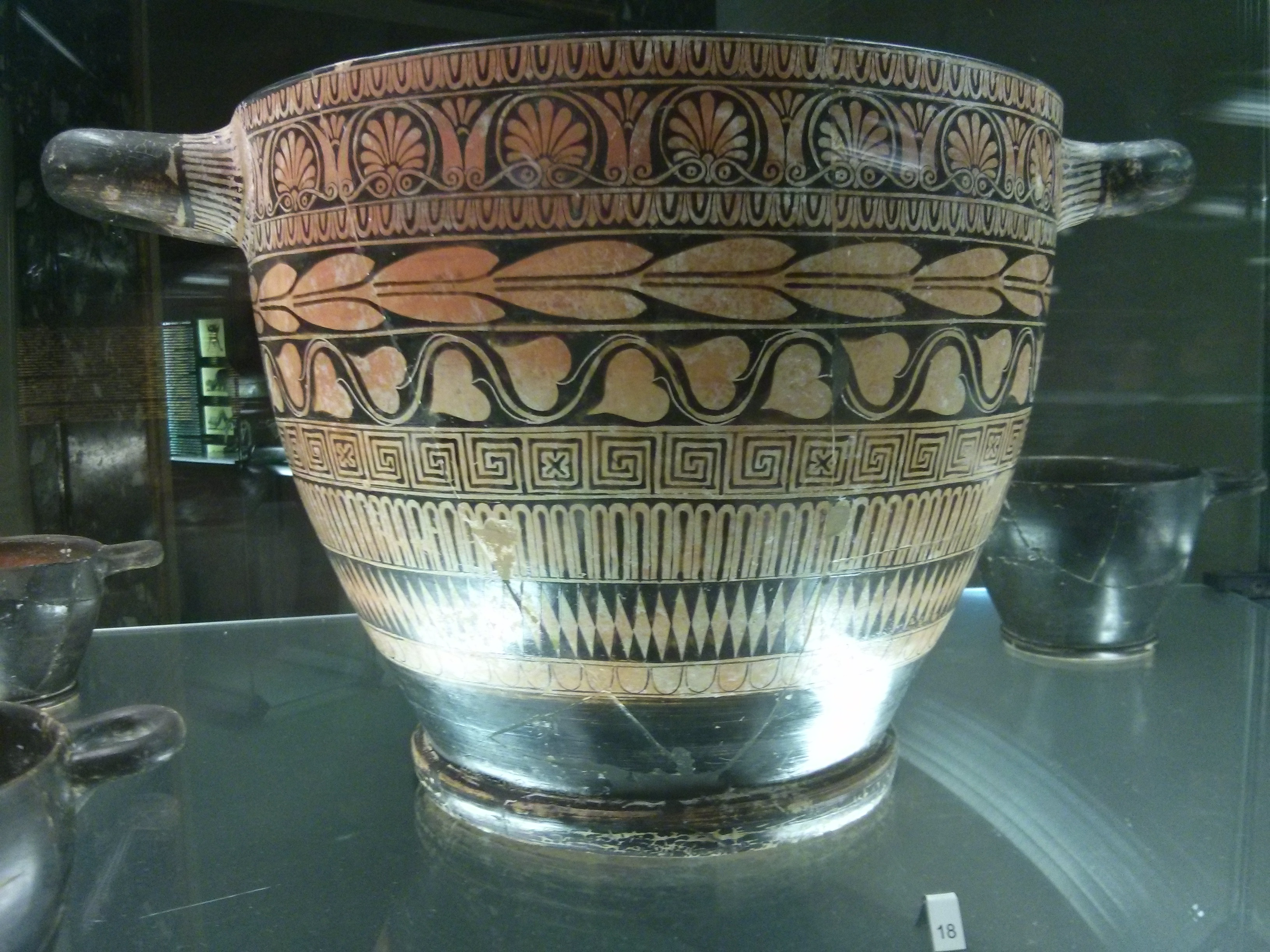
52) Cratere a campana con decorazioni fitomorfe (sala).

58) Dinos di Prometeo (sala 15)

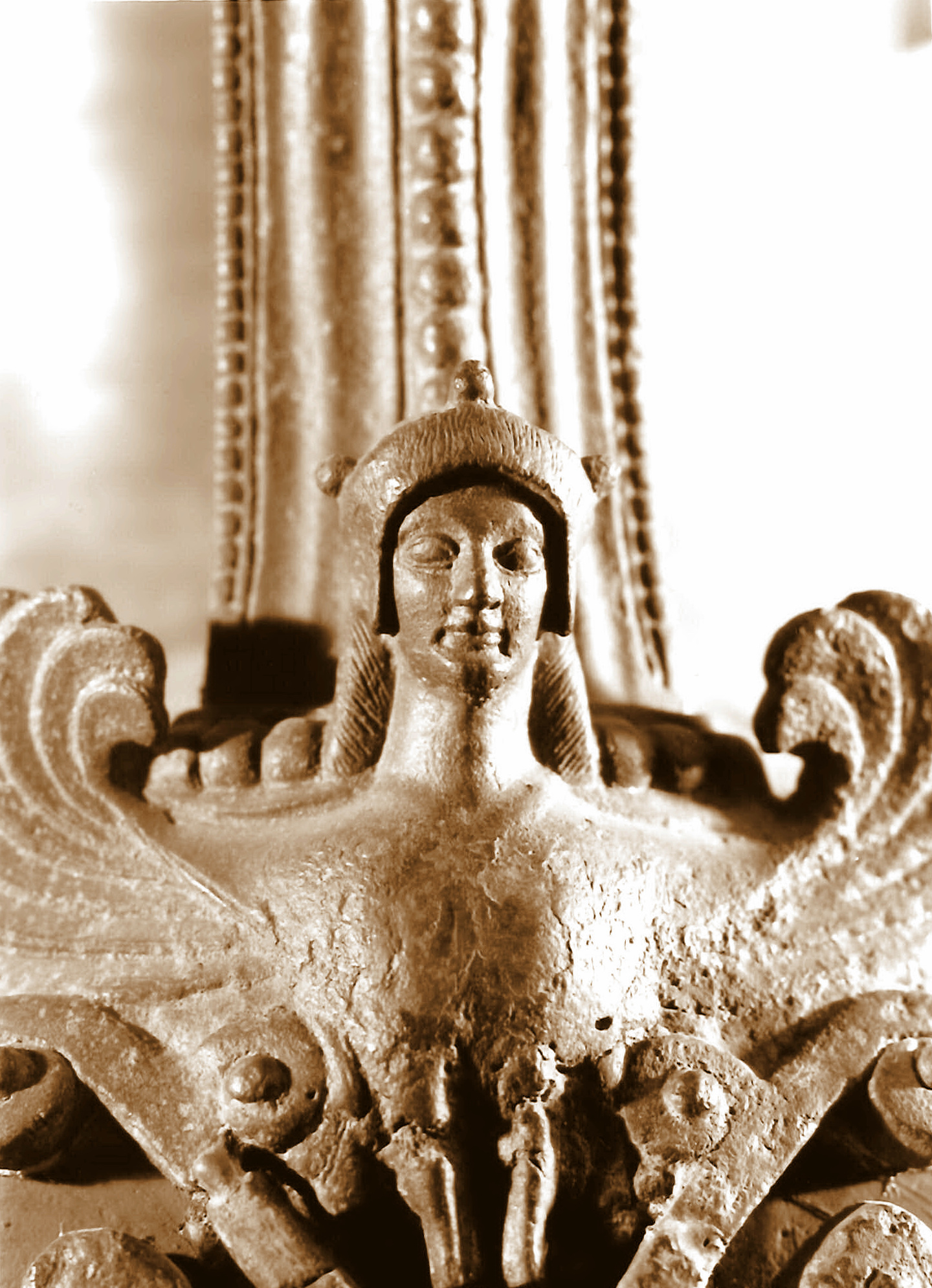
59) Particolare dell'idrìa con protome di sfinge (sala 15).

Piattello ad alto piede (foto 54) Il piattello ad alto piede è una tipologia ceramica che i ceramisti ateniesi producevano appositamente per il Piceno e per Spina; forse aveva la funzione di servire olive, come suggerisce la cornice di rami d'ulivo. Nell'esemplare esposto è rappresentato Eracle giovane ricoperto dalla pelle del leone nemeo. Risale alla fine del V sec. a.C.
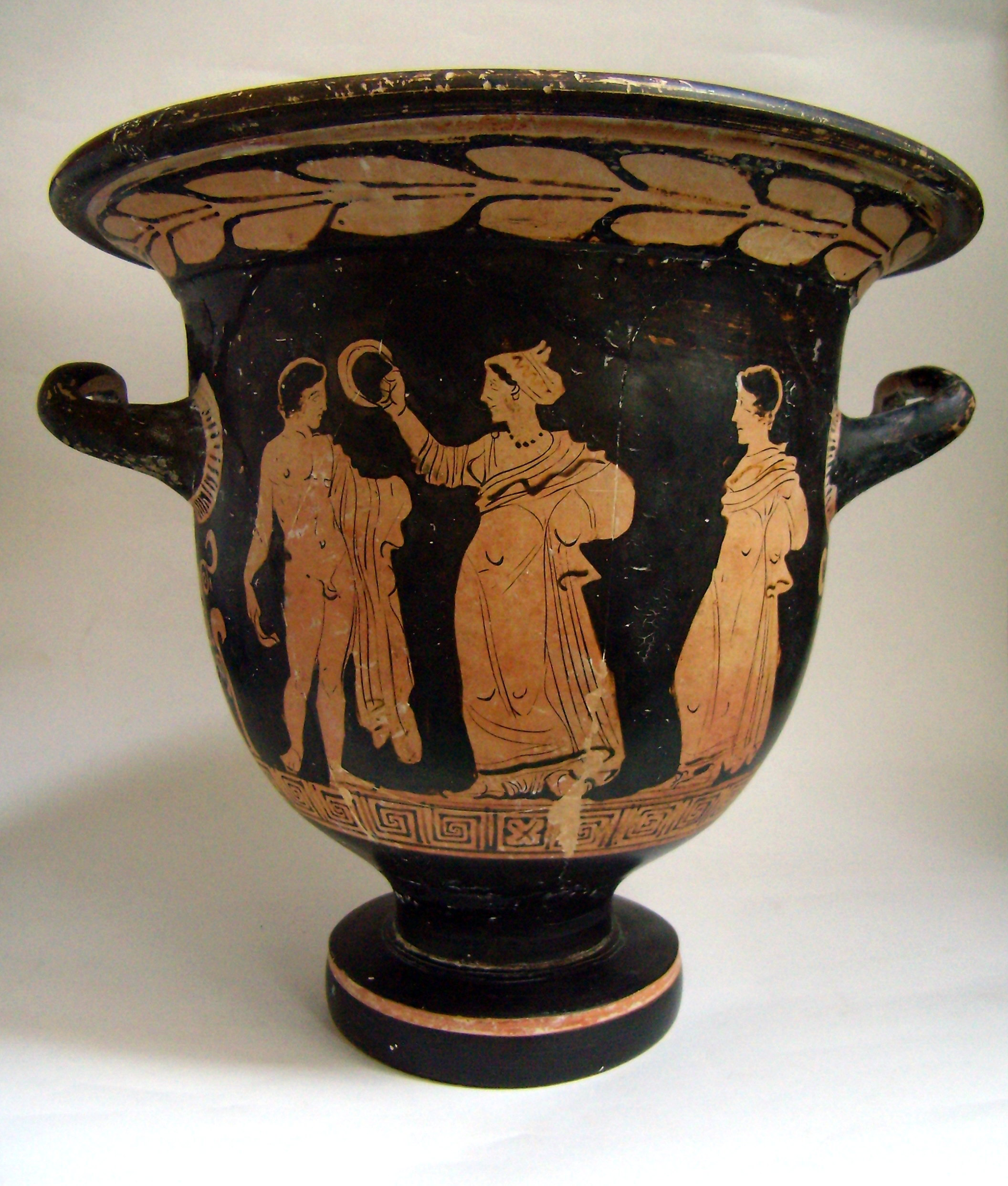
Cratere a campana con satiri e menadi (foto 55 e 56) Raffigura su un lato sei satiri e menadi in corsa e sull'altro lato l'incoronazione di un atleta che tiene uno strigile in mano e una clamide avvolta sul braccio. Risale alla fine del V sec. a.C.
- Dinos con Prometeo che consegna il fuoco ai satiri (foto 57 e 58)
Prometeo è seduto, benevolo e in nobile atteggiamento. Il fuoco, contenuto nel fusto cavo di una ferula, è consegnato ad un satiro, mentre un suo compagno, vista la scena, già prepara la legna da ardere. Intorno a loro satiri di ogni età accolgono il prezioso dono danzando e bevendo; un vecchio satiro con barba e coda bianca offre un rhyton ad un satiro giovane, che vi si avventa. Risale alla fine del V sec. a.C.
- 54) Piattello ad alto piede, raffigurante Eracle giovane.
(sala 15)
- 55) cratere a campana con satiri e menadi.
(sala 15)
56) Particolare del vaso della foto precedente, con giovane satiro. (sala 15)
57) Prometeo consegna il fuoco, contenuto entro un fusto di ferula, ad un satiro danzante (particolare del vaso della foto 58). (Sala 15)

Sono esposti anche vasi bronzei, sempre di fattura greca.

Dinos bronzeo poggiato su un tripode a zampe leonine e palmette rovesciate (foto 60, 61 e 62)
Presenta un orlo decorato da statuine di leone e di toro (quest'ultimo è un calco dell'originale perduto), in posizione di combattimento. Risale all'inizio del V sec. a.C.. Nel 1890, dopo il recupero fortuito, era finito indebitamente nelle mani di un antiquario che, scoperto, cedette il reperto al Museo nazionale etrusco di Villa Giulia; si pensa però che due statuette di leone e di cinghiale finite a Boston, siano da attribuire a questo stesso reperto.Il dinos bronzeo passò poi al Museo nazionale romano e tornò finalmente nelle Marche nel 1901, al museo archeologico di Ancona, che stava per ottenere la nazionalizzazione. Ridotto in frammenti a causa dei bombardamenti del 1943, fu pazientemente ricostruito.
- Due idrìe bronzee greche
Un'idrìa ha una protome di gorgone (foto 63) ed è datata alla fine del V sec. a.C.. L'altra ha invece una protome di sfinge (foto 59 e 64) e risale alla metà del V sec. a.C.. Le due protomi sono, in entrambi i casi, poste alla base dell'ansa.
- 60) Dinos in bronzo.
(sala 16)
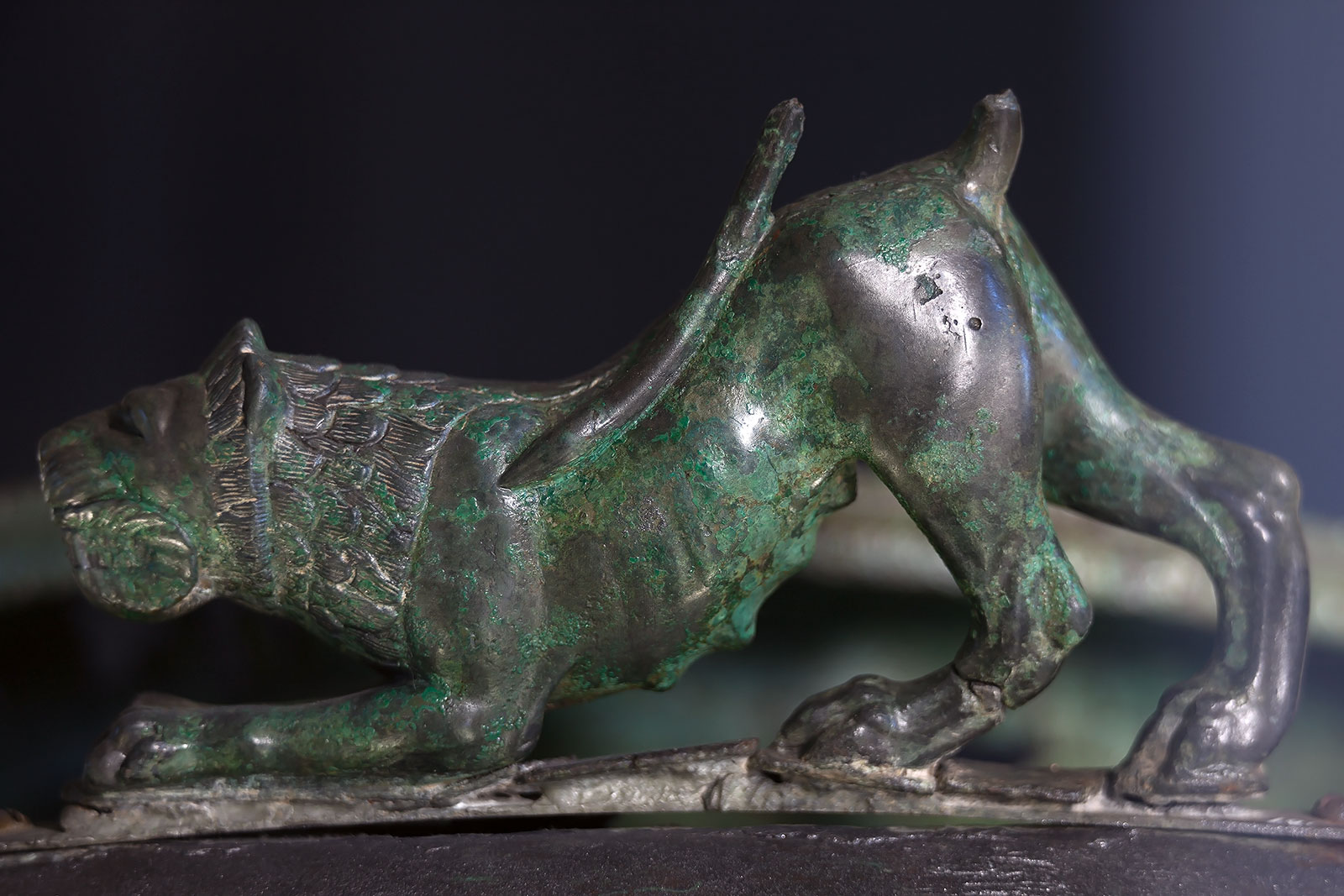
61) Particolare del reperto precedente: leone. (sala 16)
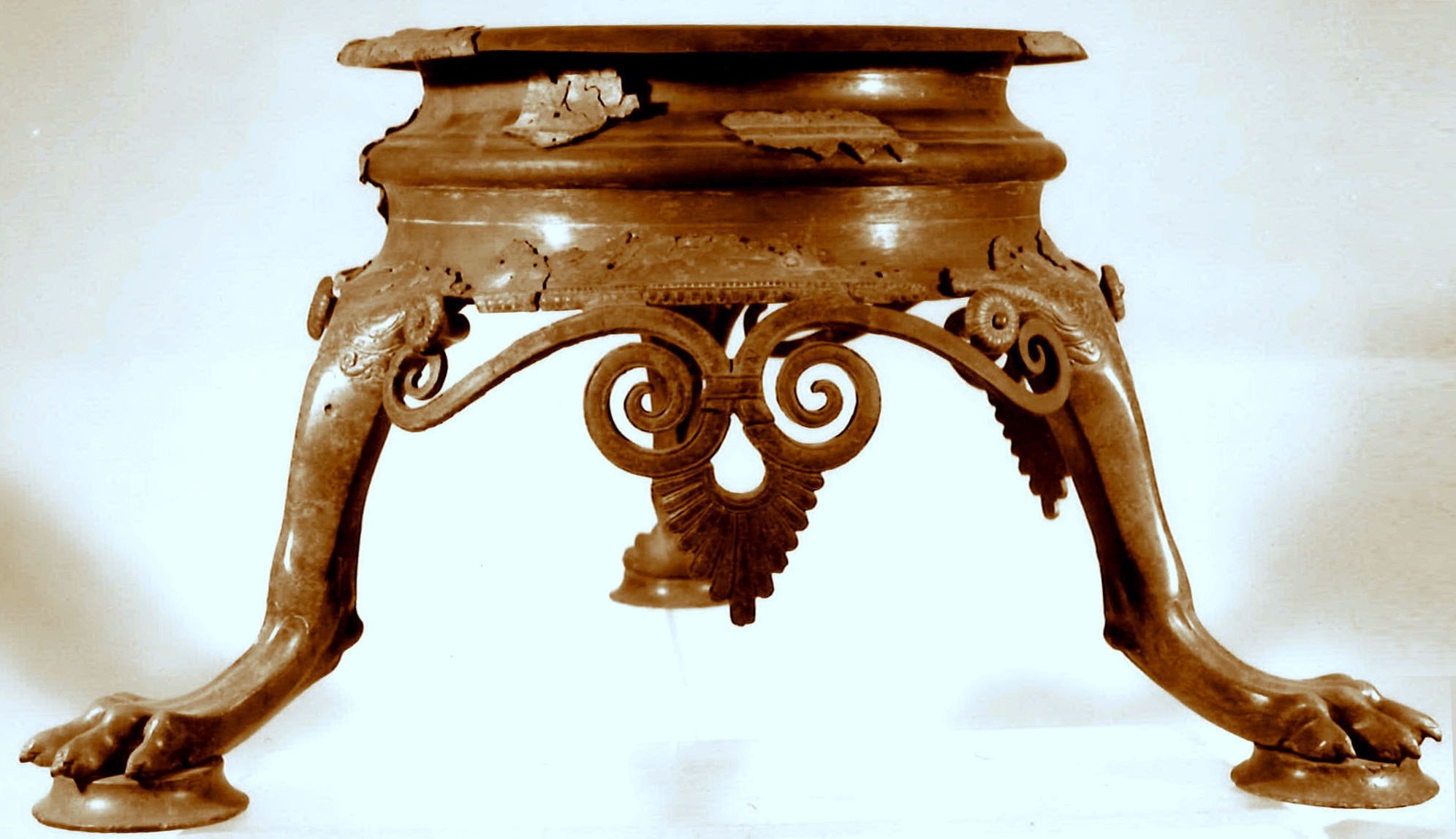
62) Tripode di sostegno del dinos bronzeo. (sala 16)
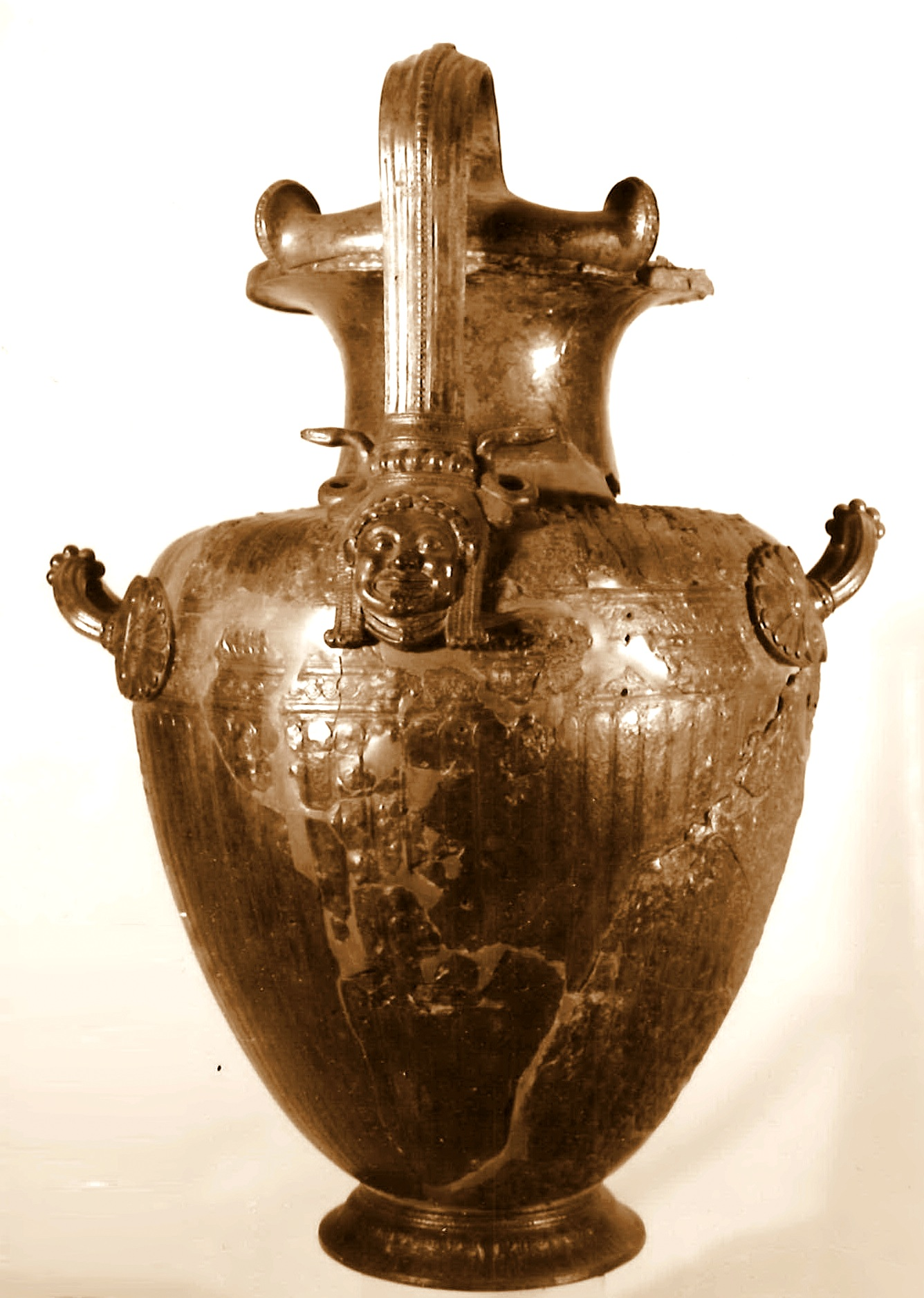
63) Idrìa bronzea con protome di gorgone. (sala 16)
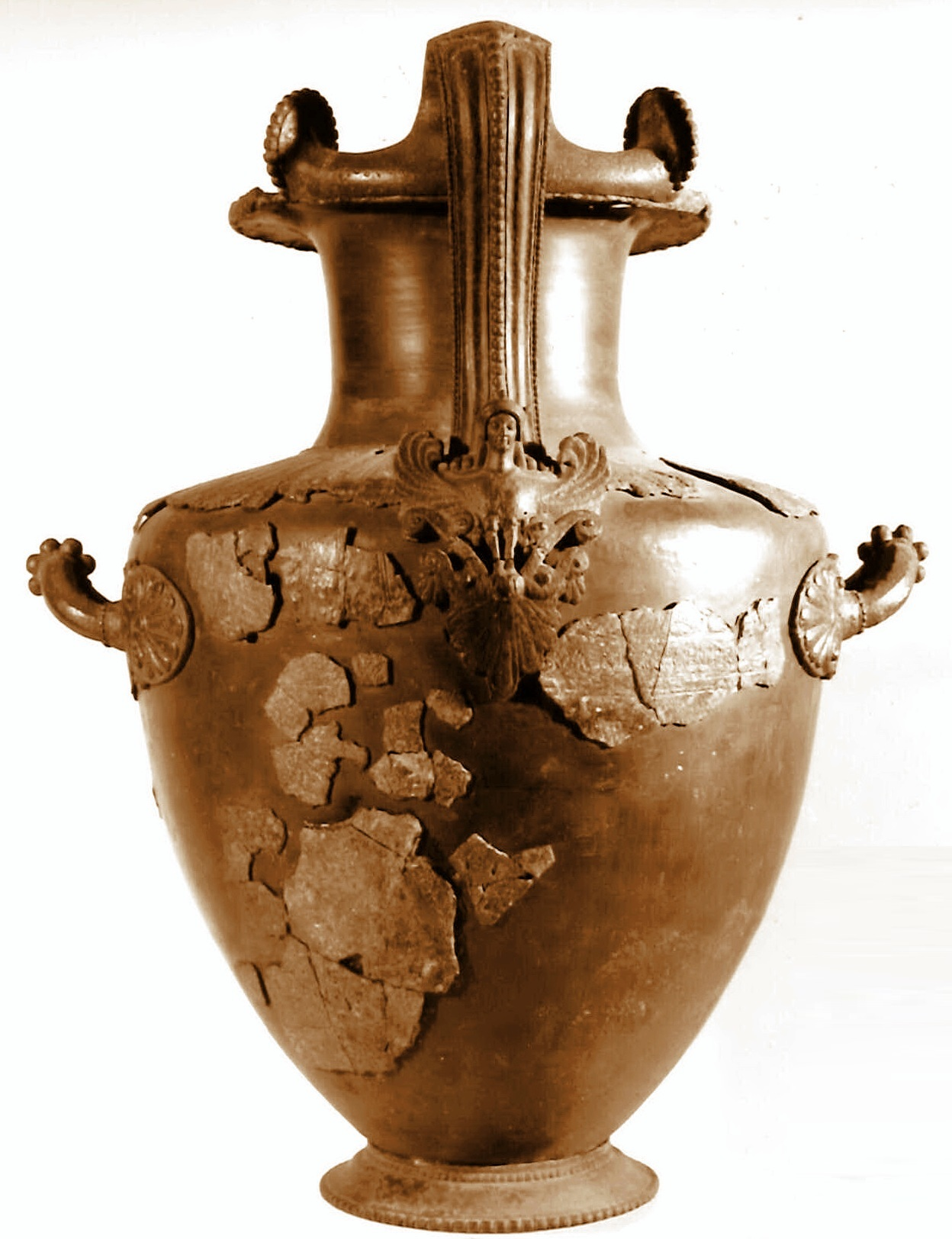
64) Idrìa bronzea con protome di sfinge. (sala 16)

Sale 17 e 18

65) Rhyton (sala 17).

- fase Piceno V (pieno V e l'inizio IV sec. a.C. - 470-385 a.C.)

Durante questa fase continua l'importazione di ceramica greca. Si segnalano:
- Rhyton con scene dionisiache (foto 65).
Il rhyton è modellato a testa di cane, forse un levriero, con orecchie aggettanti e occhi vividi e brillanti. L'imboccatura è ad angolo retto rispetto al muso dell'animale. Risale alla metà del V sec. a.C.
- Pisside a fondo bianco con la nascita di Afrodite alla presenza di Eros.
È notevole per la rarità del tema raffigurato e per la tecnica di realizzazione su un fondo color latte. Le divinità sono indicate con il nome, scritto a vernice nera: Afrodite, Peithṓ?, Eros, Zeus, Era. Risale alla metà del V sec. a.C.
Sala 23

66) Vaso alto-adriatico (sala 23).

- fase Piceno VI (pieno IV e prima metà del III sec. a.C. - 385-268 a.C.)

L'esposizione dei reperti piceni si interrompe con la sala 18 e riprende con la sala 23, perché nelle sale dalla 19 alla 22 sono esposti i reperti che testimoniano l'arrivo nel territorio piceno dei Galli Sènoni, descritti nella sezione Civiltà gallica.
La fase VI è l'ultima della civiltà picena, che va gradatamente fondendosi con altre, portate dagli stanziamenti gallici e dalla fondazione della colonia greca di Ankón (Ancona), dissolvendosi in una koiné celto-greco-italica. L'inizio della romanizzazione della regione iniziò con la battaglia del Sentino, data convenzionale di fine della civiltà picena. Si possono qui ammirare i vasi dello stile detto "alto-adriatico", prodotto dell'estremo periodo piceno, ispirato alla ceramica greca, ma in cui le figure, con la stilizzazione spinta dei profili e delle acconciature, tendono quasi all'arte astratta (foto 66).

### Civiltà gallica
Sale 19, 20, 21, 22.

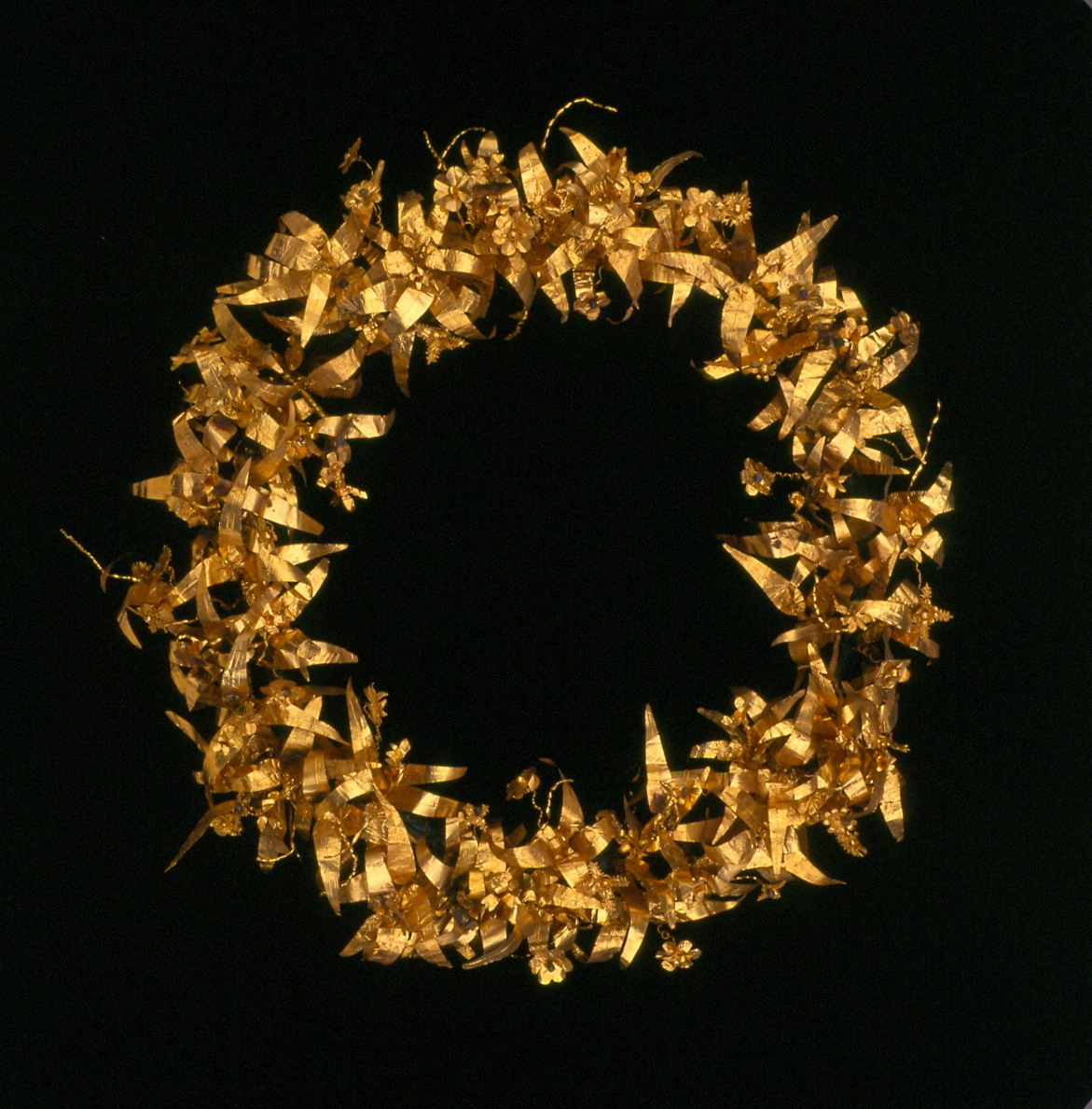
67) Corona rinvenuta in una tomba celtica, realizzata in lamina d'oro e smalti (sala 22)

73) Bracciale gallico-etrusco in oro con protome di serpente (sala 22)

La collezione gallica è costituita dai reperti relativi alla migrazione dei Galli Senoni, provenienti dalla regione storica francese della Champagne e stanziatisi attorno al 400 a.C. nel territorio piceno settentrionale, sino al fiume Esino, con punte di avanzamento anche più a sud. Tra essi era comune la pratica del mercenariato. A parte l'armamento, di produzione celtica, queste testimonianze sono prodotte da officine etrusche e greche e spesso sono in oro.
Da segnalare soprattutto le tre corone, di raffinatissima fattura, composte da fiori e foglie in lamina d'oro (foto 67); esse rappresentano dei pezzi unici in Italia di una rara tecnica orafa che era invece diffusa nei contesti regali della Grecia. Sempre in oro, si segnalano gli orecchini (foto 68), i collari (foto 69), le caratteristiche torqui (foto 70) e i bracciali (foto 73). 
Tra i numerosi oggetti che i Galli acquistarono dagli Etruschi, si segnala una teglia con le due anse raffiguranti coppie di guerrieri in lotta (foto 71), vestiti con corazza e corta tunica, inclinati l'uno verso l'altro sino a toccarsi con le teste; inoltre, ognuno dei due pone la mano sulla testa dell'altro (IV sec. a.C.).
L'originaria cultura celtica dei Sènoni, a contatto con i Piceni e con i Greci di Ancona, subisce un'evoluzione, dissolvendosi in una koiné celto-greco-italica, dove l'elemento celtico rimase tipico solo per ciò che riguarda l'armamento, ben rappresentato nella sezione; si segnalano gli elmi celtici con paragnatidi (protezioni delle guance e delle orecchie) e cimiero in ferro (foto 72) e le spade celtiche, che presentano il caratteristico stile di Waldalgesheim, nato in area celto-italica a sud del Po e dovuto alla fusione di arte celtica, greca ed etrusca.
Posto fuori dalla sezione gallica, il fregio fittile del Tempio di Civitalba (foto 99, 100 e 101), di arte romana, è estremamente interessante per capire la percezione che i Romani avevano dei guerrieri gallici, presentati come barbari sacrileghi. La sua descrizione è presente nella sezione romana, tra le "opere collocate in altre sale".

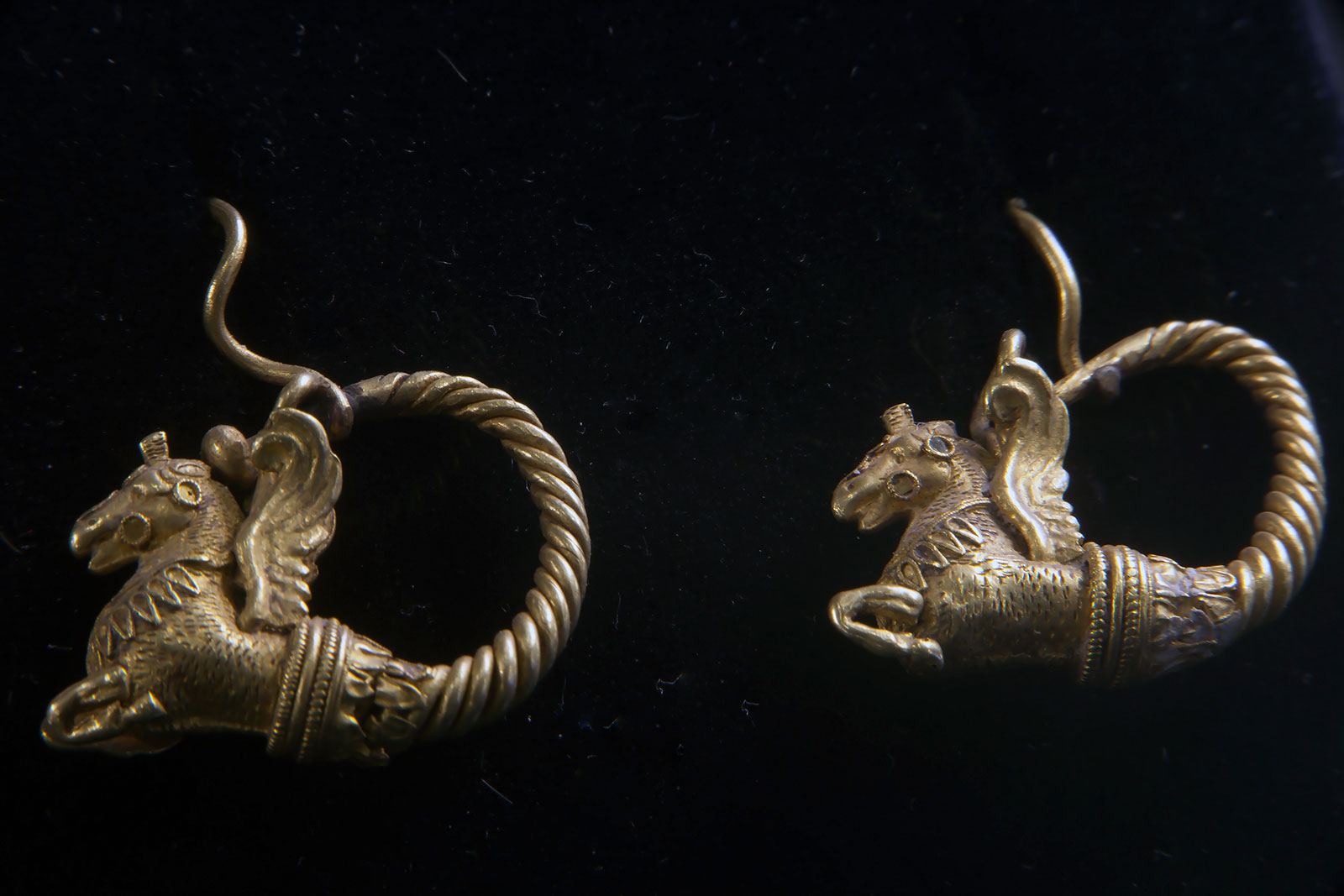
68) Orecchini d'oro rappresentanti cavalli marini, da necropoli gallica. (sala 22)
69) Collare in oro con pendagli etruschi. (sala 20)
70) Torque in oro. (sala 22)
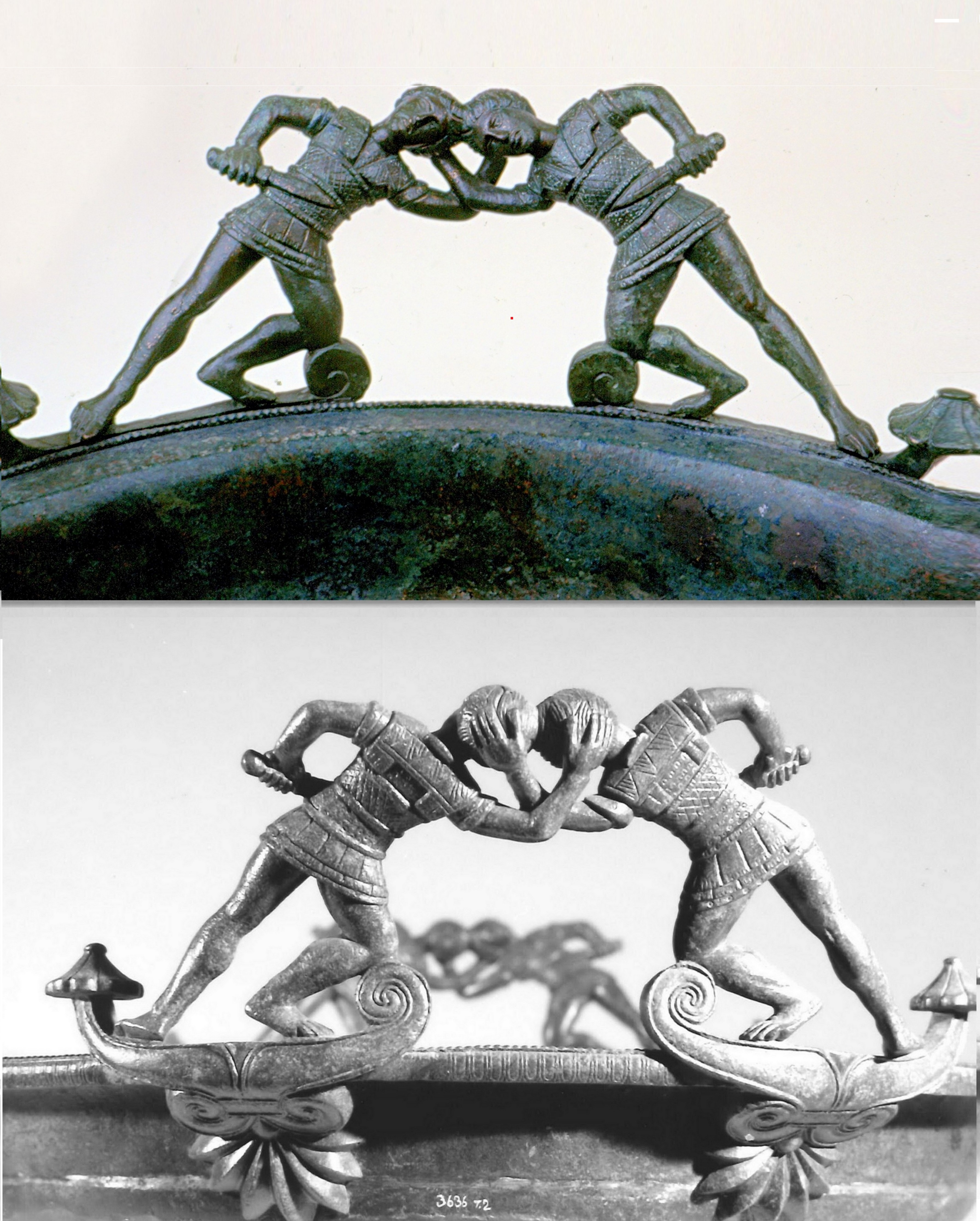
71) Anse della teglia etrusca, raffiguranti coppie di guerrieri. (sala 21)
72) Elmo gallico con cimiero in ferro e paragnatidi. (sala 20)

## Sezione "Ancona greco-ellenistica e romana"
I reperti greco-ellenistici e romani provenienti da Ancona sono esposti nelle sale 24 e 25.
Sala 24

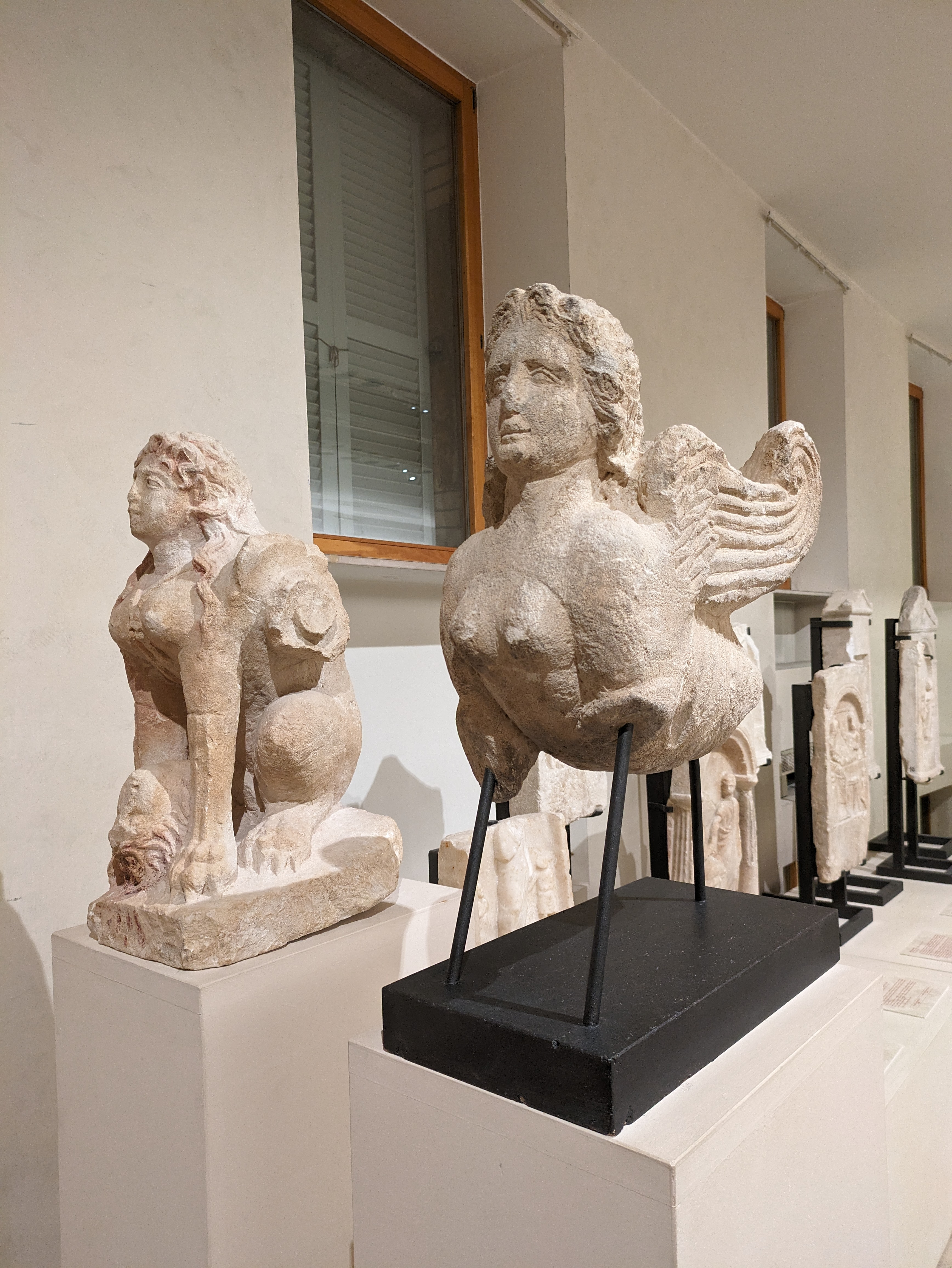
79) Le sfingi poste all'ingresso della sala 24

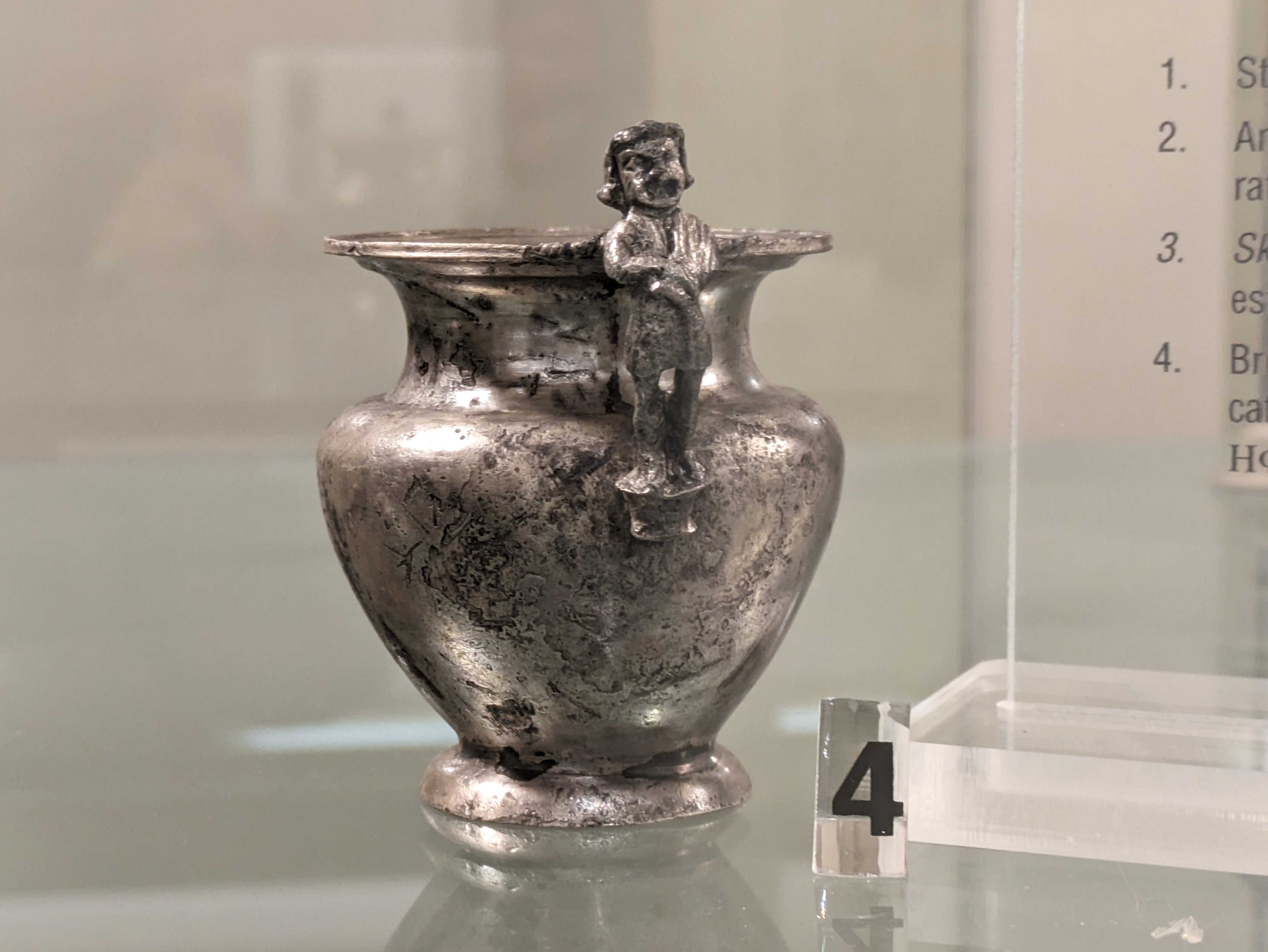
80) Urceolus (brocchetta) in argento con ansa figurata ad attore comico, che testimonia il culto del dio Dioniso e che reca, sul fondo, un augurio in lingua greca (sala 24)

La sala 24 è dedicata all'archeologo Nereo Alfieri, a cui spetta il recupero dei Bronzi Dorati di Cartoceto. Vi sono esposti i ricchi materiali provenienti dalla necropoli ellenistica di Ankón (Ἀγκών), nome di Ancona durante la sua fase di colonia greca, che si distinse per aver mantenuto il suo carattere greco anche dopo la romanizzazione della regione e persino dopo essere entrata a far parte dello stato romano.
All'ingresso della sala sono esposte due statue di sfingi (foto 79) del II-I sec. a.C., una delle quali stringe tra le zampe una testa decapitata; originariamente poste a guardia di aree funebri, hanno confronti solo in Veneto e nell'oriente mediterraneo. Le due sculture sono di produzione locale e recepiscono prototipi orientali, a testimonianza di rapporti di Ankón con il vicino Oriente.
Spiccano le stele funerarie con bassorilievi e iscrizioni in greco (alcuni esempi nelle foto 75-78), databili dalla fine del II agli inizi del I sec. a.C. Tra tutte le altre testimonianze funerarie coeve ritrovate in Italia, sono uniche per l'assoluta aderenza all'arte ellenistica, non trovando confronto neanche nelle città della Magna Grecia e della Sicilia: i loro modelli sono nelle isole Cicladi. Le immagini delle stele, i testi delle loro iscrizioni ed altri dettagli sono presenti nella voce "Scavi archeologici di Ankón", al capitolo "Le stele figurate e iscritte".
È esposta una delle sei monete greche di Ancona conservate al Museo (foto 74). Gli oggetti di prestigio della necropoli, che comprendono vasi e scodelle in vetro colorato, gioielli in oro e servizi domestici in argento (un esempio nella foto 80) sono testimonianze uniche nell'Adriatico e in generale a nord della Magna Grecia, e mostrano lo stretto legame esistente in epoca ellenistica tra Ancona e il mondo greco e in particolare Alessandria d'Egitto, centro principale dell'ellenismo mediterraneo. 
La civiltà greca è testimoniata, oltre che dai reperti provenienti dalla necropoli ellenistica di Ancona, anche dai notevoli esemplari di ceramica attica ritrovati nelle necropoli picene (foto 1, 48-58 e 63) e che sono dunque esposti nella sezione protostorica. Se ne sono date informazioni nel capitolo "Civiltà picena" (sale da 13 a 18).(sala 24)

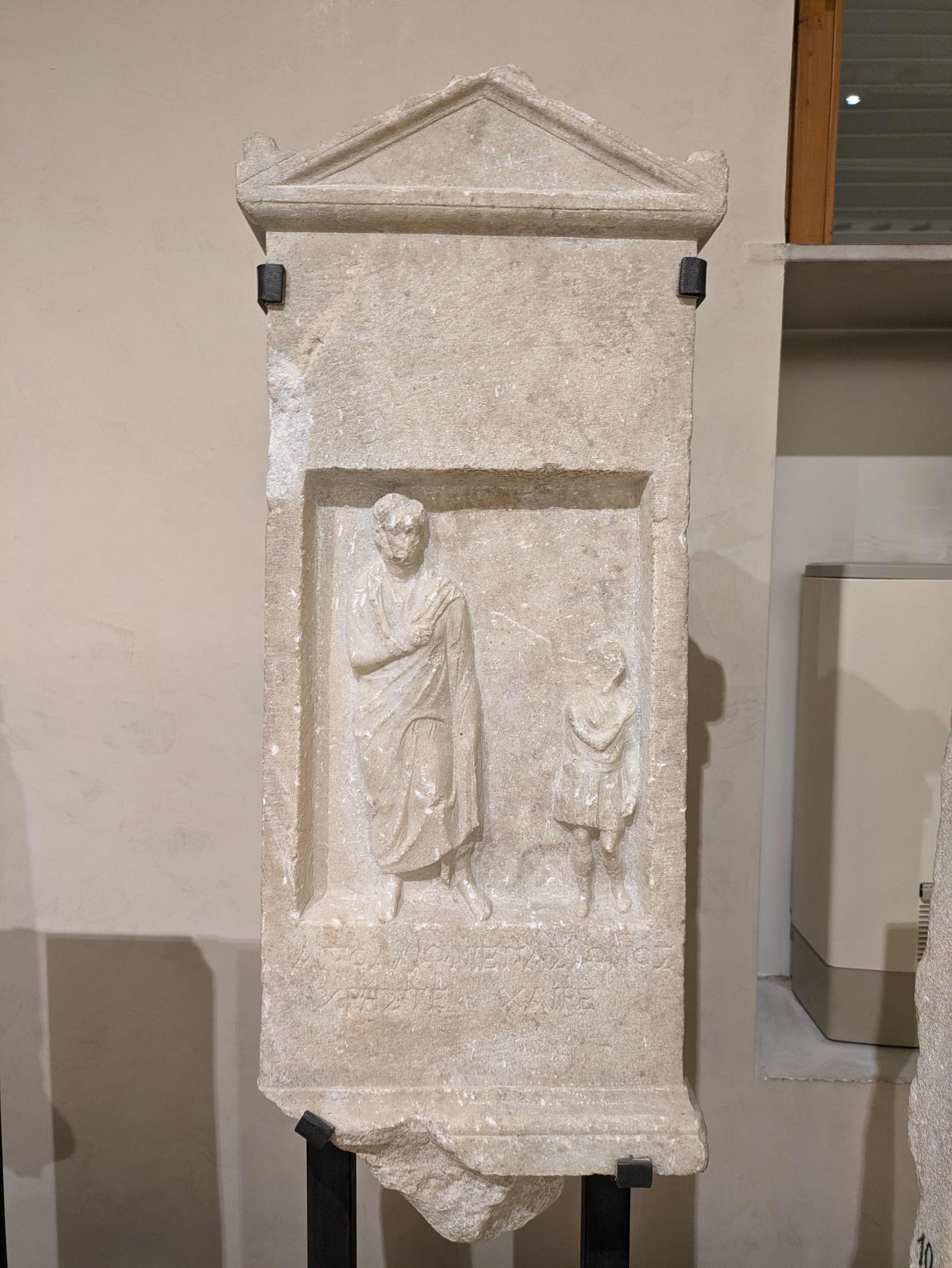
75) Stele di Apollonios - ΑΠΟΛΛΩΝΙΕ ΠΑΣΙΩΝΟΥ ΧΡΗΣΤΕ ΧΑΙΡΕ - Apollōnie Pasiōnou chrēste chaire (sala 24)
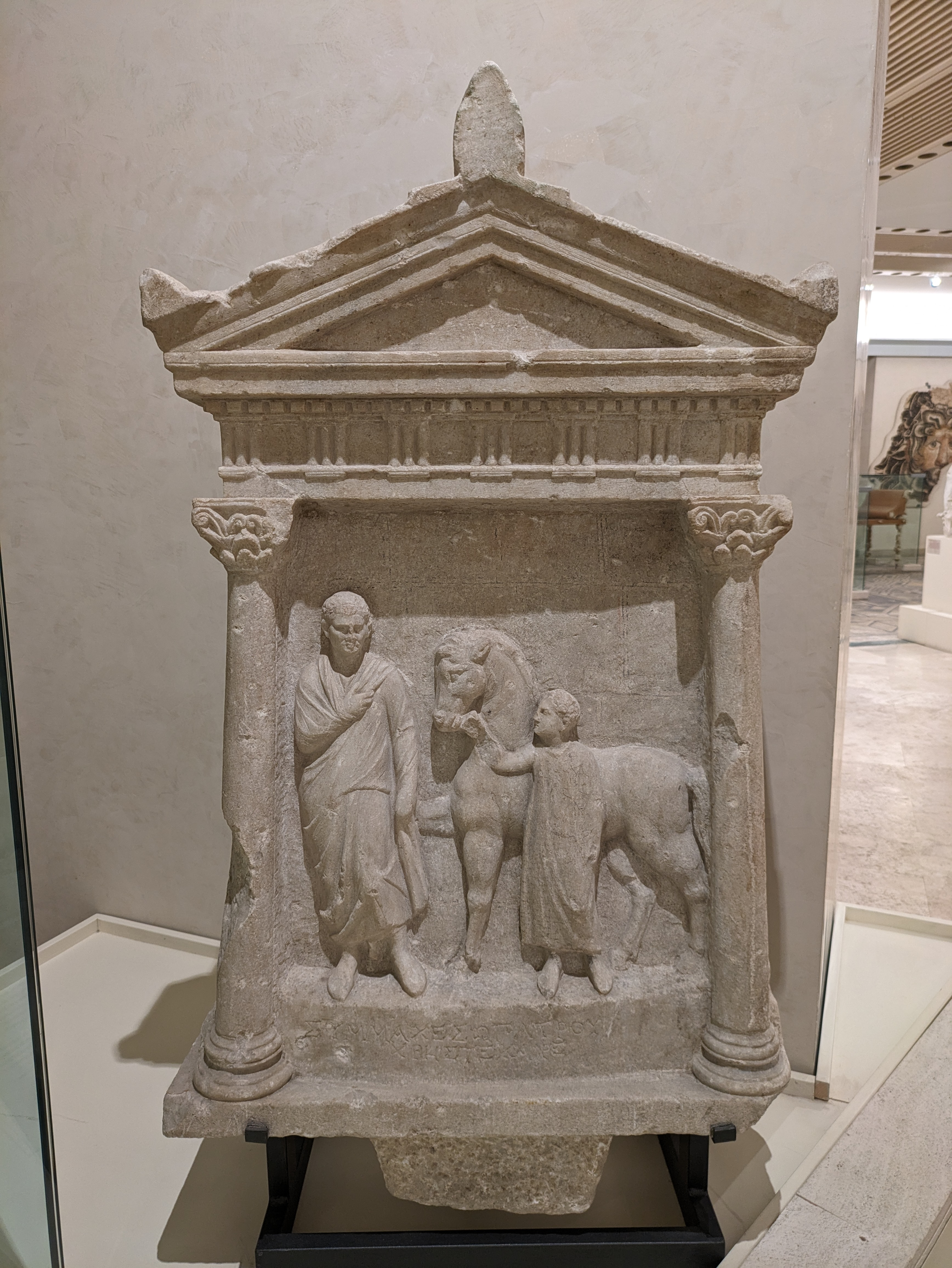
76) Stele di Symmachos - ΣΥΜΜΑΧΕ ΣΟΠΑΤΡΟΥ ΧΡΗΣΤΕ ΧΑΙΡΕ - Symmache Sopatrou chrēste chaire (sala 24)
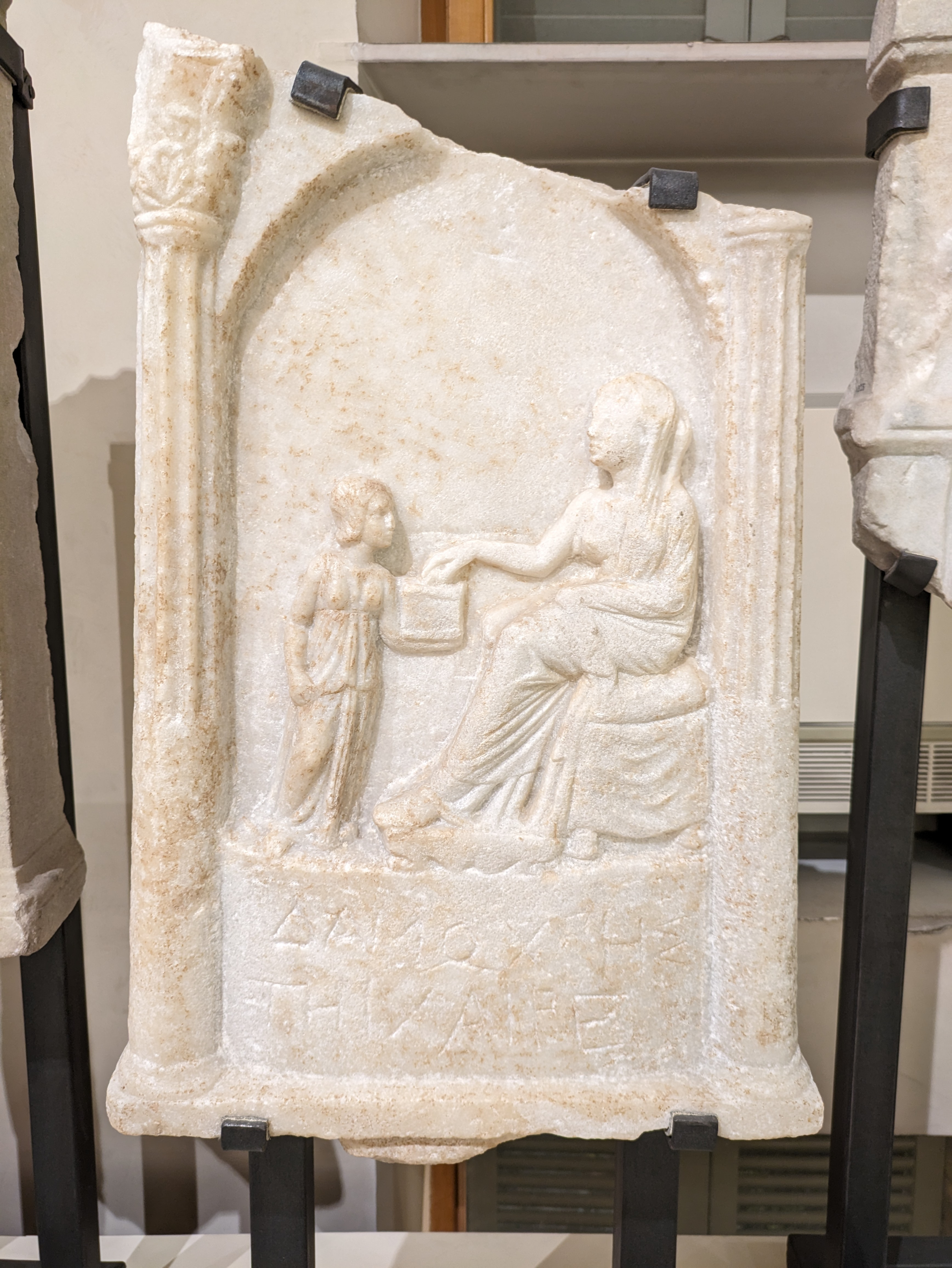
77) Stele di Damo - ΔΑΜΩ ΧΡΗΣΤΗΙ ΧΑΙΡΕ - Damō chrēstēi chaire (sala 24)
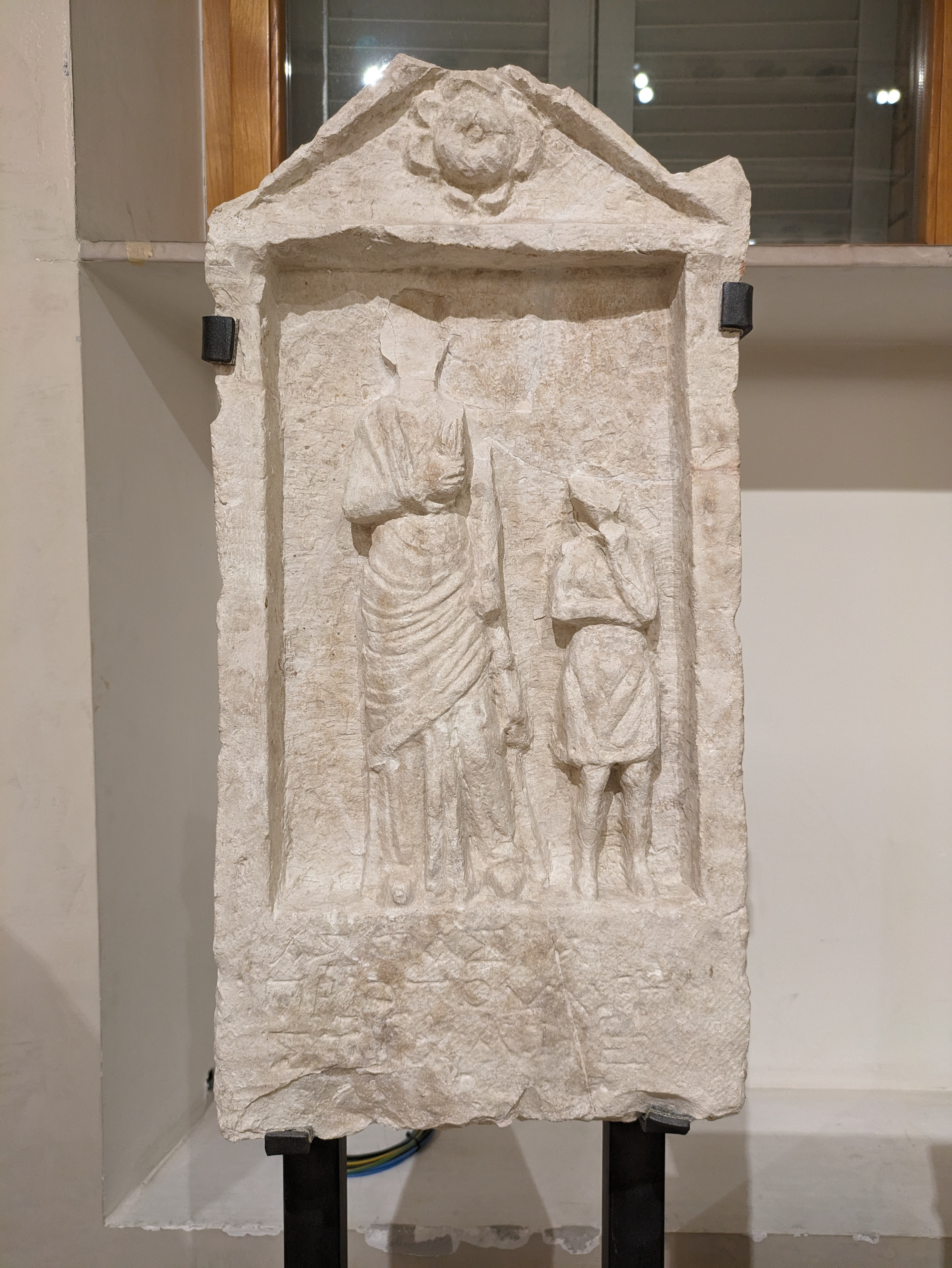
78) Stele di Aspasia - ΑΣΠΑΣΙΑ ΠΡΩΤΟΥ ΧΡΗΣΤΗΙ ΧΑΙΡΕ - Aspasìa Prōtou chrēstēi chaire (sala 24)

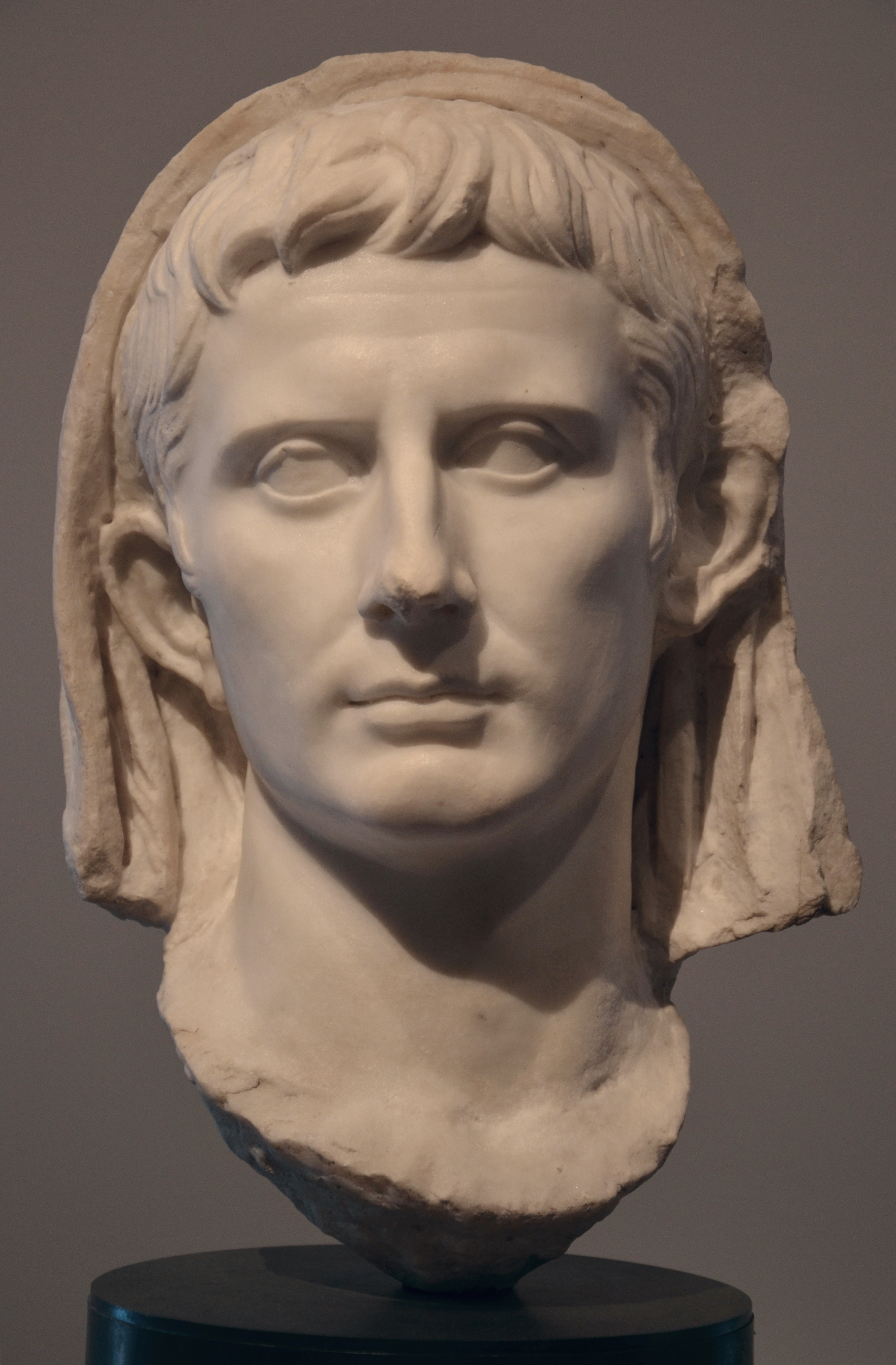
81) Ritratto di Augusto capite velato, da Ancona (sala 24), trovata nel 1863 al di sotto dell'attuale sede del Museo, ove in epoca romana era localizzato il foro.

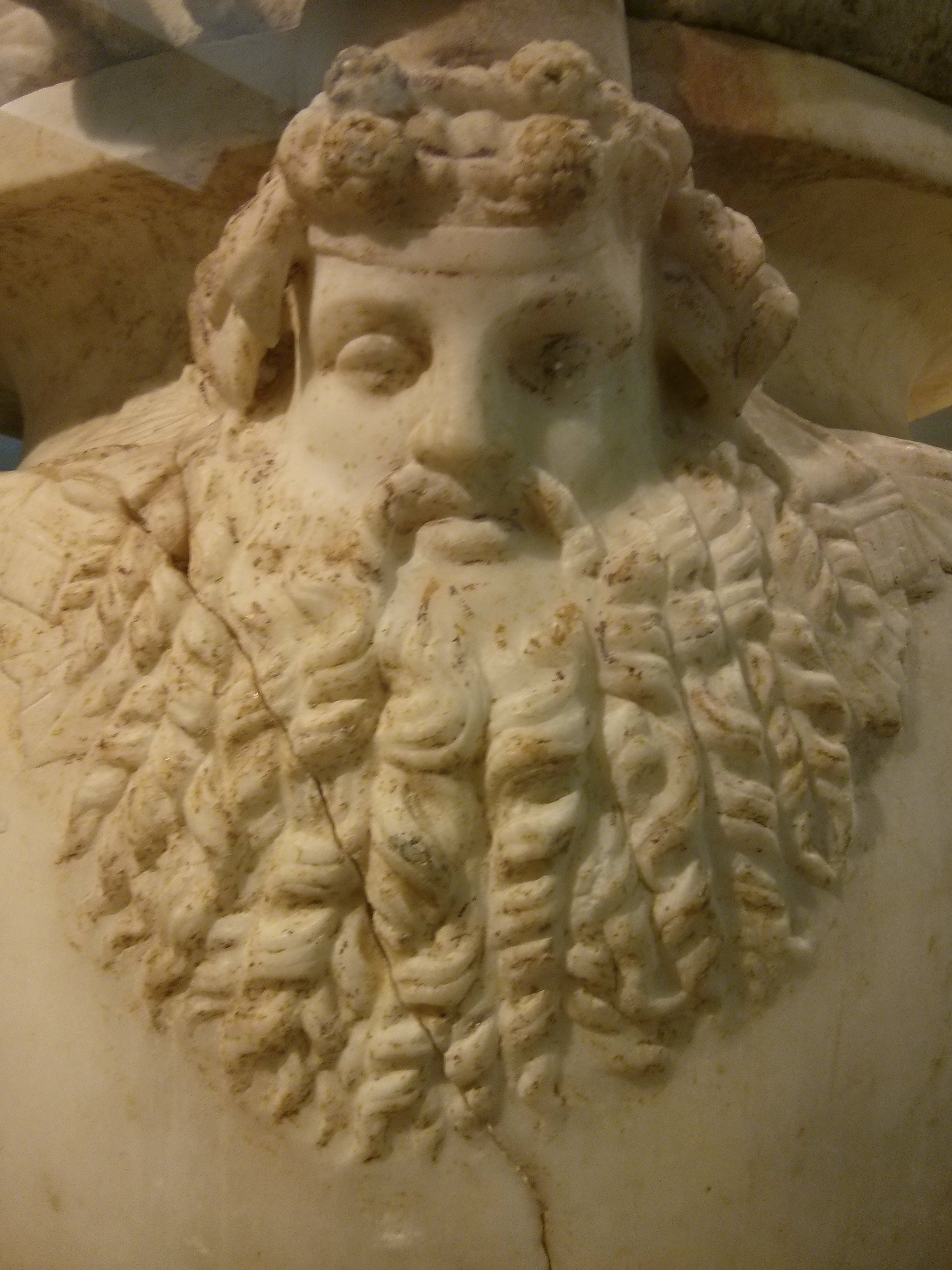
82) Situla funeraria in marmo, ansa con testa di Dioniso (sala 24)

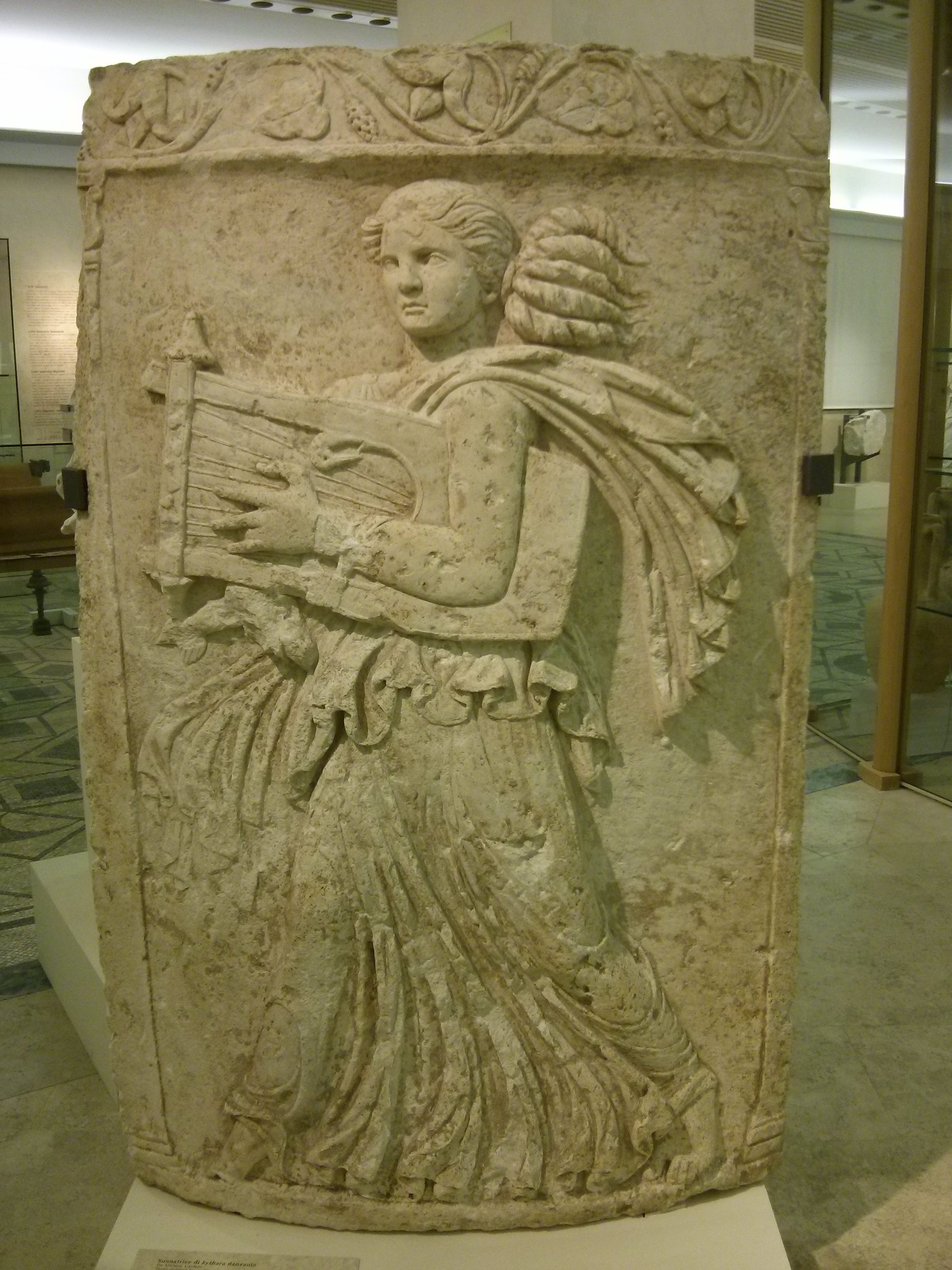
88) Bassorilevo con suonatrice di khitara (cetra) danzante (sala 25).

La sala accoglie anche alcuni reperti romani. Tra essi si segnala soprattutto il ritratto marmoreo di Augusto capite velato (foto 81), cioè con il capo velato come voleva la sua funzione di pontifex maximus, nell'atto rituale dell'offerta religiosa. In pressoché perfetto stato di conservazione e di ottima fattura, la scultura fu trovata nel 1863 al di sotto dell'attuale sede del Museo, ossia nell'area ove in epoca romana era localizzato il foro. L'imperatore è stato ritratto in un'età non più giovanile da una bottega scultorea di buon livello e situata in città, come mostra lo studio attento della fisionomia, che si discosta in qualche particolare dai ritratti di Augusto appartenenti alla stessa tipologia, ossia quella dell'Augusto di via Labicana. Per la sua importanza iconografica, dall'opera è stato ricavato un calco per esporlo nella sala di Augusto del Museo della civiltà romana di Roma.
Sempre di epoca romana, sono presenti delle pareti affrescate con motivi illusionistici: su un fregio continuo posto sotto ad archi dipinti, sono raffigurate delle scene nilotiche con anatre, un coccodrillo, foglie di loto e pigmei in barca. Gli affreschi provengono da una domus ritrovata in via Fanti e sono del "secondo stile": risalgono quindi alla metà del I sec. a.C..
Si trova nella sala anche una situla cineraria marmorea con volto di Dioniso (foto 82); il dio ha un'ampia barba a ventaglio e è incoronato di foglie, corimbi e grappoli di edera e di vite. Questo tipo di oggetti deriva da un archetipo molto più antico, custodito in un tempio egizio e legato ad Iside e alla rinascita ultraterrena. Di fattura greca, la situla è stata rinvenuta in una sepoltura ancora visibile lungo corso Matteotti. In marmo pentelico, risale all'inizio del I secolo d.C.
Si segnala infine un modellino ricostruttivo della fase romana del Tempio di Venere di Ancona, i cui resti si trovano nell'area archeologica sottostante il Duomo.
Sala 25
La sala 25 è intitolata all'archeologo Giuliano De Marinis, che diresse la soprintendenza ai beni archeologici dal 1995 al 2012. La sala conserva reperti risalenti alla fase romana di Ancona. Il pavimento della sala accoglie uno splendido mosaico proveniente da Helvia Recina, recante inserzioni di marmi colorati. 
Tra i reperti qui esposti si segnalano i seguenti.
- Il Bassorilevo con suonatrice di cetra danzante (foto 88).
Risale alla tarda fase ellenistica di Ankòn. Per rendere l'idea del volteggio, la chioma, raccolta in una vaporosa coda, è vista di prospetto, mentre il corpo è di profilo e il viso di tre quarti. La khitara è portata di traverso, stretta sotto il braccio, e la suonatrice usa un plettro a forma di pesce. Secondo alcuni, potrebbe rappresentare una musa.
- Le decorazioni in avorio e in bronzo di tre letti funebri.
I letti erano stati sepolti insieme ai defunti; le decorazioni sono esposte su letti in legno ricostruiti modernamente.
- Due mosaici policromi appartenenti alle domus della Valle degli Orti.
La Valle degli Orti è percorsa oggi dai tre corsi principali della città e all'epoca imperiale romana accoglieva l'espansione extramuraria della città; un mosaico proviene dall'area della Galleria Dorica ed è decorato con motivi acquatici (foto 83); l'altro proviene invece da corso Garibaldi (negozio Zamboni) e raffigura la testa del dio Oceano (foto 84).
- Il trapezoforo con busti femminili alati ed ornamenti vegetali ad acanti e foglie di palma (foto 2).
Questo reperto ispirò gli arredi della precedente sede del museo, il convento di San Francesco delle Scale.
- Il Sarcofago del Vinaio (foto 85).
Sul fronte è presente un bassorilievo raffigurante tre scene, separate da due colonne e coperte da tre arcate; la scena centrale mostra una compravendita di vino, con il venditore che tiene in una mano una spilla per botti e tini e nell'altra una patera; la scena di destra presenta il dio Mercurio con caduceo tra gallo e pecora, mentre in quella di sinistra si vede il dio Bacco con tirso e affiancato da una pantera. Il sarcofago risale al III sec. d.C. e proviene dalla chiesa di Santa Maria della Piazza. Per il suo interesse ne è stata tratta una copia, esposta al Museo della Civiltà Romana; infatti il reperto mostra che anche in epoca romana si usavano delle botti in legno come contenitori per il vino, mentre solitamente, nell'iconografia romana, questo liquido è contenuto in dolii e orci in terracotta.
- Tre piccole statue acefale di Venere.
Furono ritrovate nell'ultimo dopoguerra in un pozzo di Piazza del Comune (piazza B. Stracca); sono un'ulteriore testimonianza del culto che Ancona dedicava a questa divinità, attestato soprattutto dalla presenza nell'acropoli cittadina del tempio di Afrodite.
Si affiancano ai reperti i seguenti due modelli didattici.
- Il calco delle scene 58 e 59 della Colonna Traiana (foto 86) rappresenta l'imperatore e il suo esercito si imbarcano per la Dacia dal porto di Ancona. Si tratta del più antico panorama di Ancona; sono rappresentati il Tempio di Venere sull'acropoli, il colle Guasco percorso da una strada a tornanti, il sottostante Tempio di Diomede colpito dalle onde, l'Arco di Traiano, con le statue di Mercurio, Nettuno e Portuno, il molo fatto costruire da Traiano, il colonnato del foro, i magazzini portuali, il porto gremito di navi da guerra in procinto di partire, la folla che saluta i soldati, una scena di sacrificio di un toro. 
- Il modellino ricostruttivo dell'Arco di Traiano di Ancona (foto 87) raffigura il monumento all'epoca della sua costruzione, ossia con quattordici rostri e, sull'attico, le statue di Traiano, sua moglie Plotina, sua sorella Marciana, di Mercurio, Nettuno e Portuno. Le statue poste sull'arco nella scena della Colonna Traiana sono solo quelle delle tre divinità, perché essendo rivolte verso il mare, erano le sole visibili dall'ingresso del porto; quelle della famiglia imperiale erano invece rivolte verso terra, sopra alle iscrizioni che si riferiscono ai personaggi rappresentati.
Nella sala sono esposti anche i reperti provenienti dagli scavi del porto traianeo di Ancona, tra cui alcuni frammenti di statue in bronzo dorato, che tradizionalmente si attribuiscono alle statue poste nell'attico dell'Arco di Traiano prima del saccheggio saraceno dell'839. Tra i reperti rinvenuti nella stessa area, si segnala un piccolo frammento di scodella con una cruda scena in cui un orso si appresta a sbranare un uomo legato ad un palo; scene analoghe sono molto utilizzate nel IV sec. d.C..

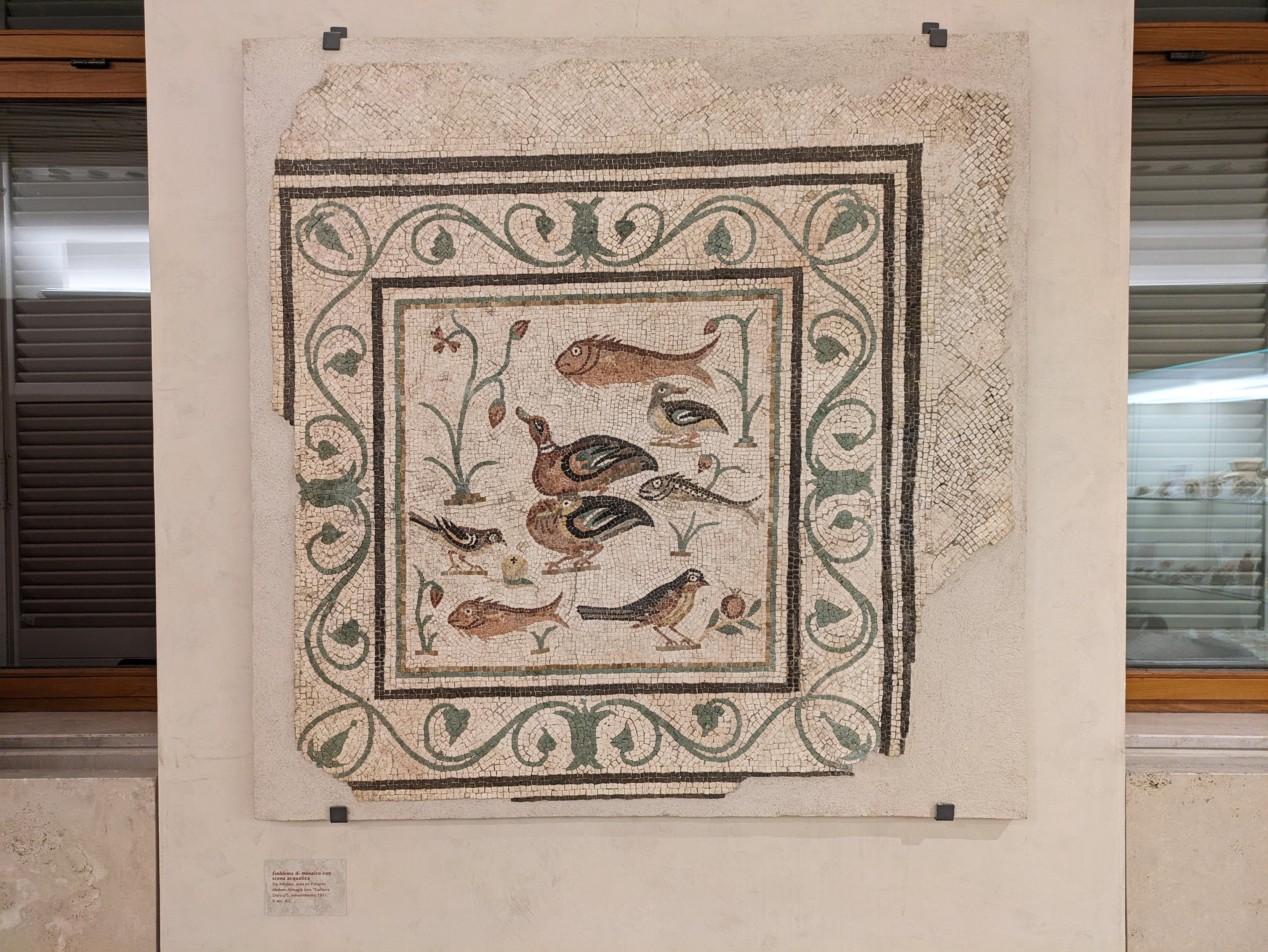
83) Mosaico pavimentale romano da Ancona, con scene di vita acquatica (sala 25)
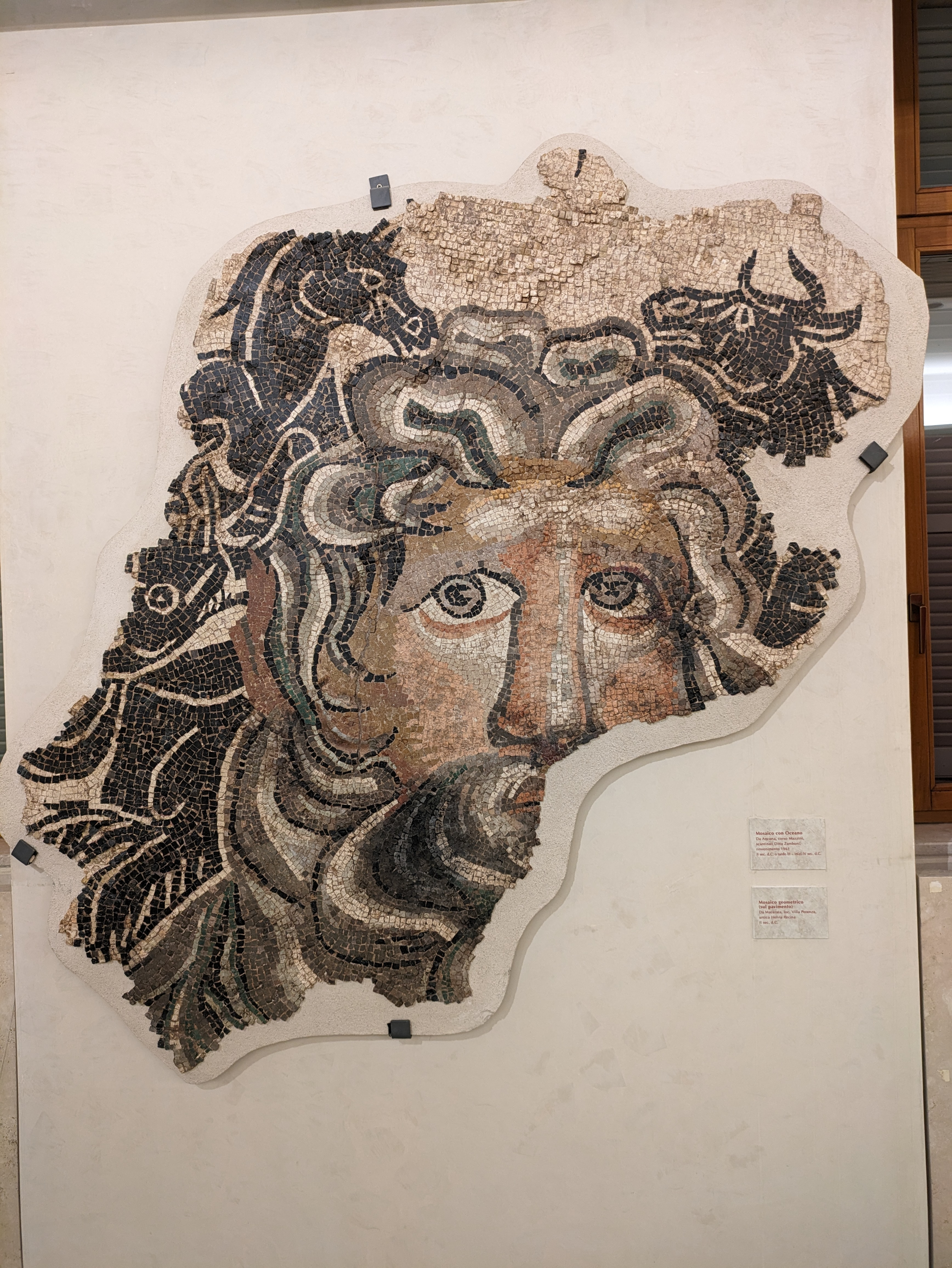
84) Mosaico pavimentale romano da Ancona rappresentante Oceano. (sala 25)
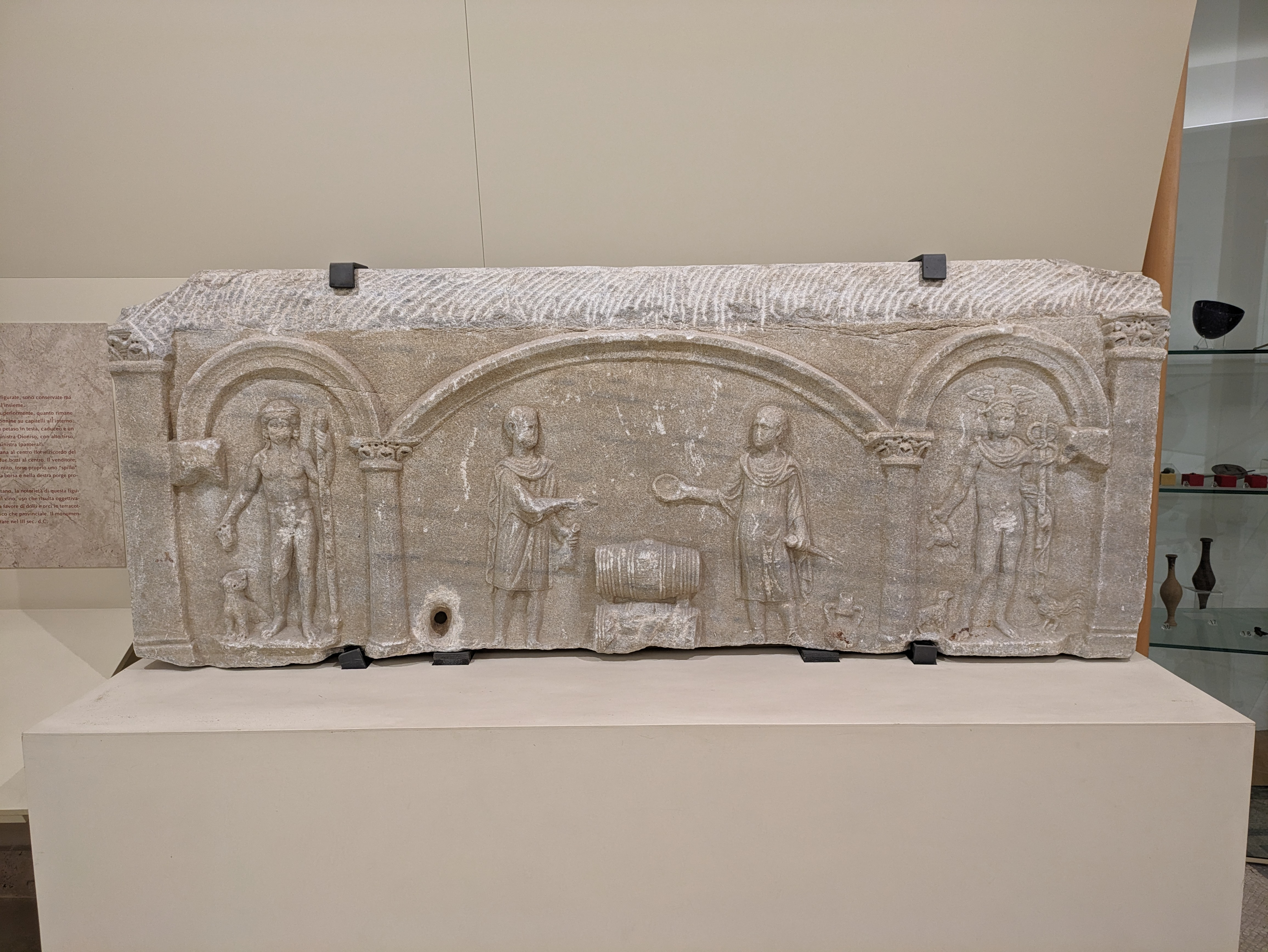
85) Sarcofago romano detto "del vinaio", dalla chiesa di Santa Maria della Piazza (sala 34)
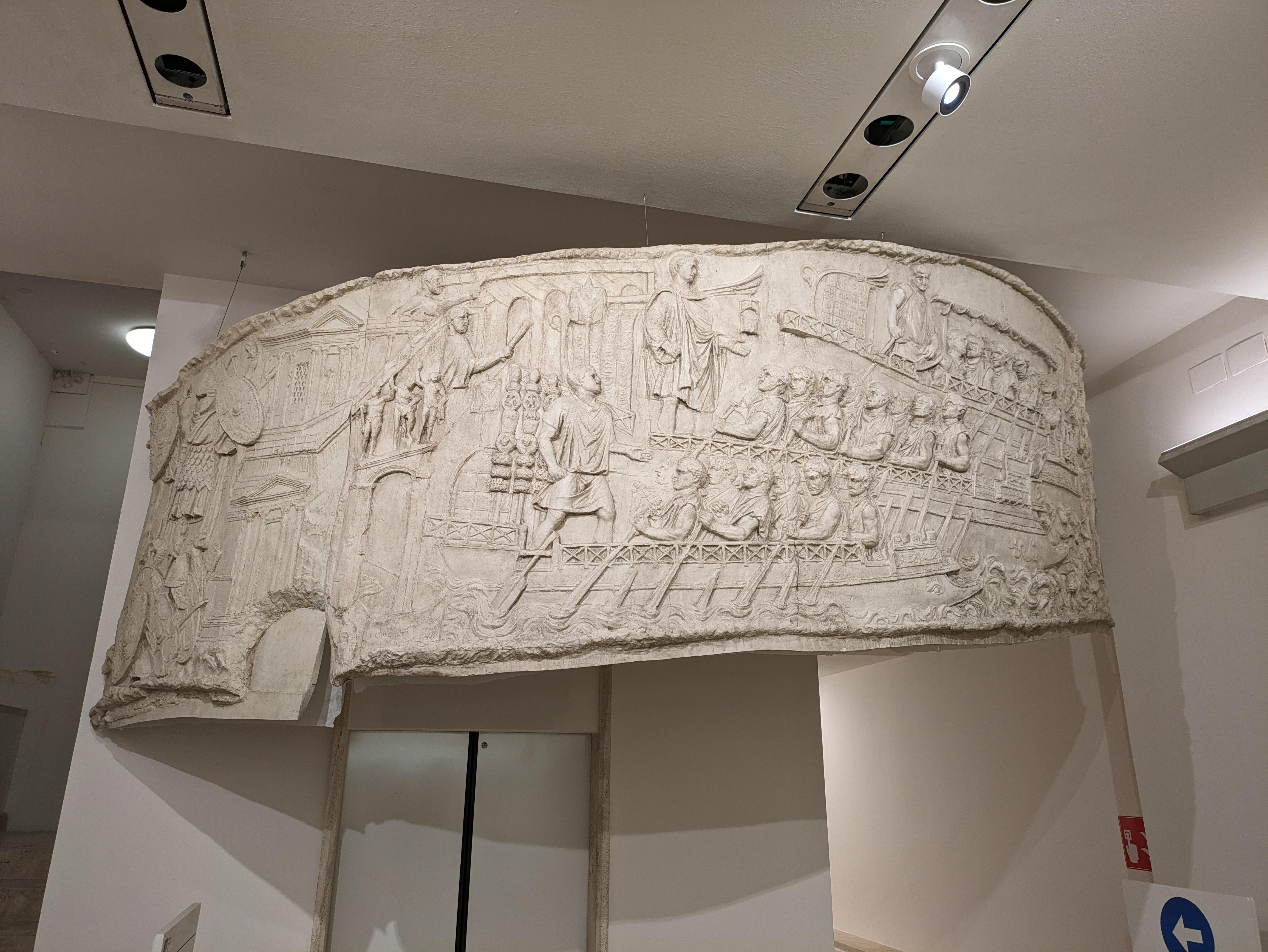
86) Calco delle scene 58 e 59 della Colonna Traiana raffigurante la partenza dell'esercito romano da Ancona per la Dacia (sala 34)
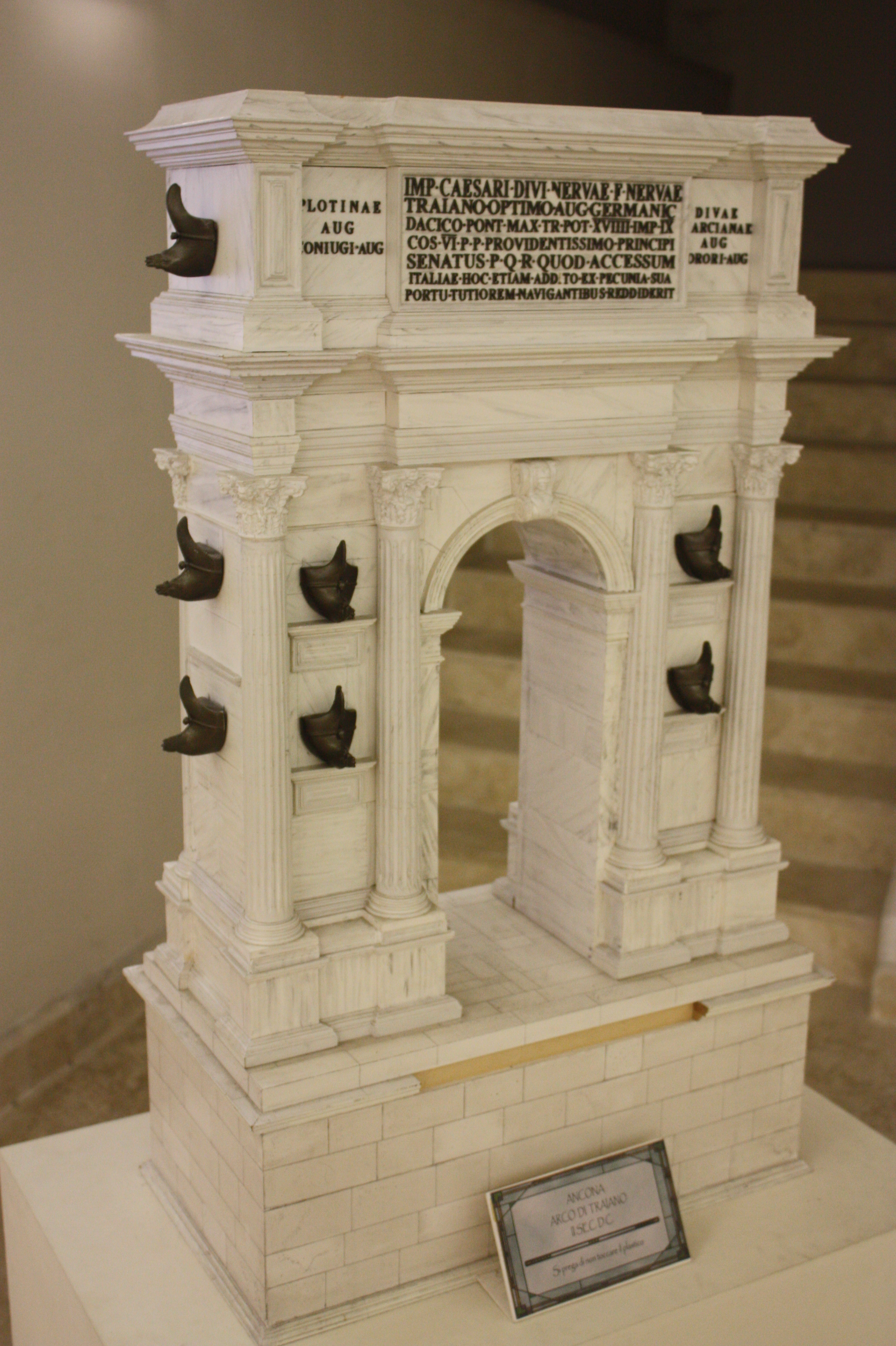
87) Modello ricostruttivo dell'Arco di Traiano di Ancona (sala 25)

## Sezione romana
La sezione romana è stata riaperta il 6 dicembre 2023, a 51 anni dalla sua chiusura a seguito del terremoto del 1972; si articola in due sale: la 26 e la 27, che accolgono una scelta dei reperti romani del Museo, ad eccezione di quelli ritrovati ad Ancona, esposti nelle sale 24 e 25. I reperti non sono esposti in ordine cronologico, ma sono riuniti seguendo un criterio tematico: sculture, vetri, anfore, mosaici, iscrizioni e così via.
Sala 26

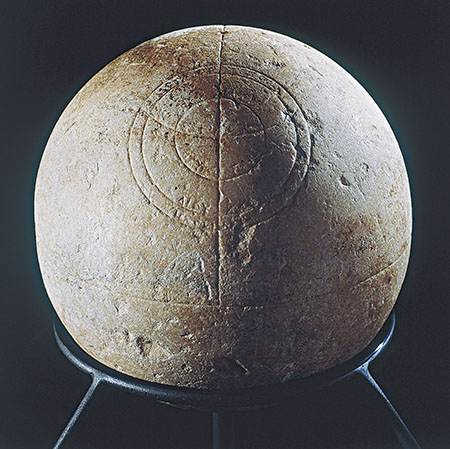
89) Orologio solare sferico (sala 26)

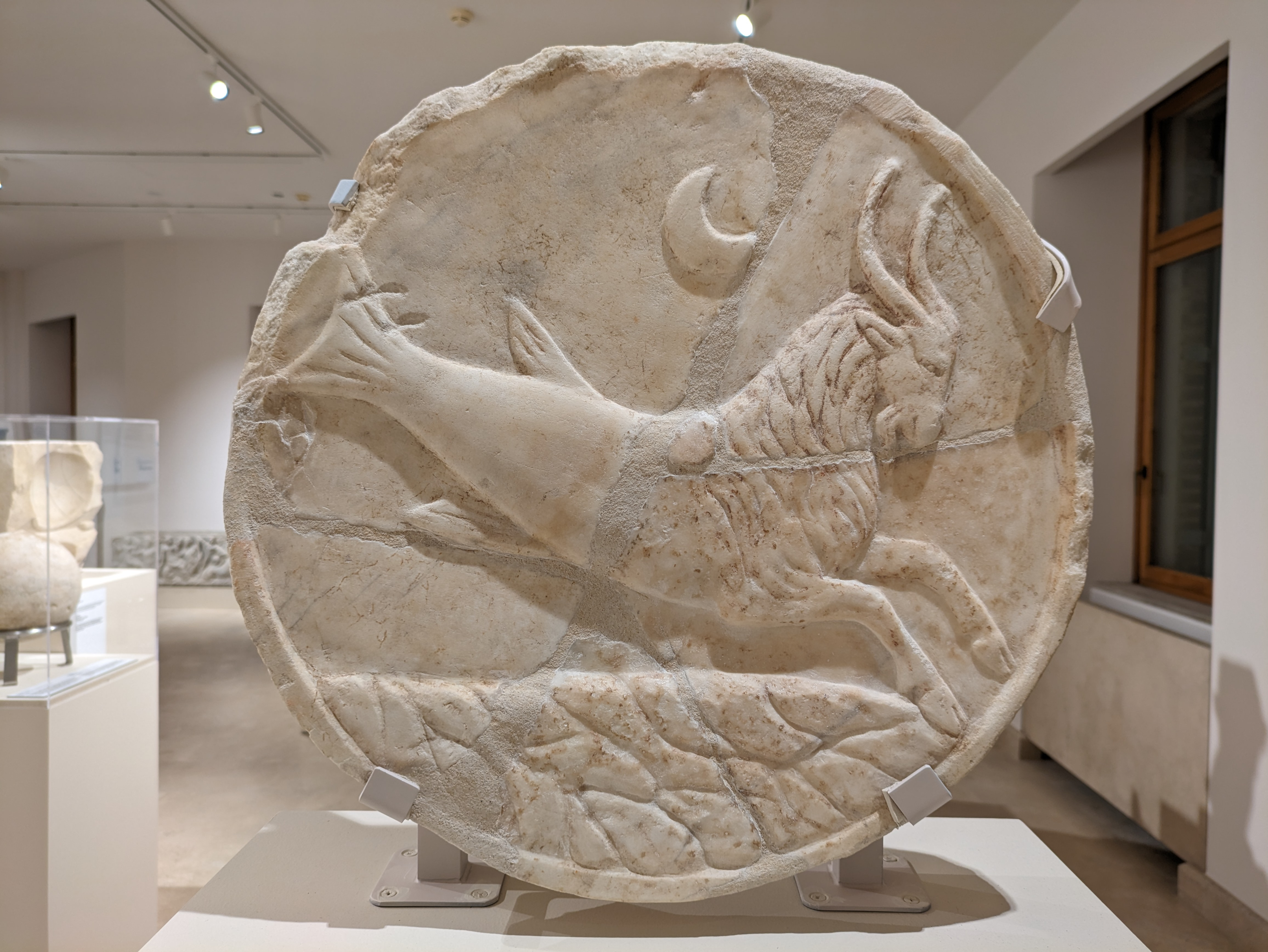
90) Oscillum con capricorno e falce di luna (sala 26)

Accolgono il visitatore, all'ingresso della sala, numerosi ritratti scultorei (foto 91 e 92) dall'età repubblicana a quella tardo-imperiale, tra cui una testa dell'imperatore Claudio e una del tipo Agrippina minore, sua moglie; si segnalano inoltre un trapezoforo in marmo, con testa di lince, del I secolo d.C.  (foto 93), un oscillum a bassorilievo rappresentante un capricorno e una falce di luna (foto 90) e un emblema in mosaico in opus vermiculatum, rappresentante una scena di caccia al cinghiale, del II-I sec. a.C. (foto 97).
È esposto anche un rarissimo orologio solare sferico in pietra: il globo di Matelica (foto 89); si conosce solo un altro reperto simile (il globo di Prosymna). Era utilizzato come strumento di osservazione del cielo, per calcoli astronomici, astrologici e cronologici, per stabilire le ore del giorno dal sorgere del sole, le date dei solstizi e degli equinozi, l’entrata del Sole nelle diverse costellazioni dello Zodiaco, la durata del giorno e della notte nelle varie epoche dell'anno. Le ore sono indicate con numerazione greca, come nella gigantesca meridiana di Augusto al Campo Marzio di Roma. Risale al I-II sec. d.C..
Sono esposti due magnifici esempi di sarcofagi romani, descritti di seguito.
- Sarcofago con scene del mito di Medea, risalente al 150 - 160 d.C. (foto 94 e 95).
Dopo la scoperta, avvenuta nel XV secolo a Roma, era stato posto in Vaticano, nel Cortile del Belvedere, dove era stato ammirato, durante un suo soggiorno a Roma, da Peter Paul Rubens, che ne trasse un accurato disegno. Era poi stato acquisito dal Museo Nazionale Romano e giunse ad Ancona solo nel 1927, in seguito a un'acquisizione voluta dal soprintendente Giuseppe Moretti. È l'unico reperto del museo a non provenire dalle Marche e rappresenta il mito di Medea secondo l'omonima tragedia di Euripide, con uno stile ricco di pathos e di movimento. Nella scena frontale si vede a sinistra Medea, alla presenza di Giasone, con i figli che recano una ghirlanda e un peplo come doni nuziali a Creusa, seduta sul trono tra due ancelle; sullo sfondo un parapetasma. Al centro si vede Creusa che, avendo indossato il peplo stregato donato da Medea, si contorce avvolta dalle fiamme; suo padre Creonte tenta di salvarla, mentre Giasone osserva la scena. Procedendo verso destra, c'è Medea che, pugnale in mano, uccide i figli alla presenza della nutrice. Nell'ultima scena la donna fugge sul carro del Sole, sceso a prenderla per portarla in salvo, trainato da serpenti alati; porta con sé i cadaveri dei figli: uno in spalla, l'altro sul carro. Sui lati sono presenti due grifoni, la cui presenza è motivata dal fatto che queste creature fantastiche erano ritenute sacre al Sole. Al Museo Nazionale Romano è conservato un sarcofago con le stesse scene raffigurate in quello esposto ad Ancona (foto 96).
- Sarcofago con tritoni e nereidi, del II sec. d.C. (foto 98).
Raffigura un corteo marino, con le creature che, secondo il mito, facevano parte del corteggio di Nettuno, dio del mare, delle sorgenti e dei terremoti. Al centro della scena è raffigurato Nettuno su un ippocampo, che impugna il tridente.
In questa sala è inoltre presente un sarcofago che reca sul lato superiore una fistula in piombo attraverso la quale venivano fatte le offerte al defunto (III sec. a.C.)

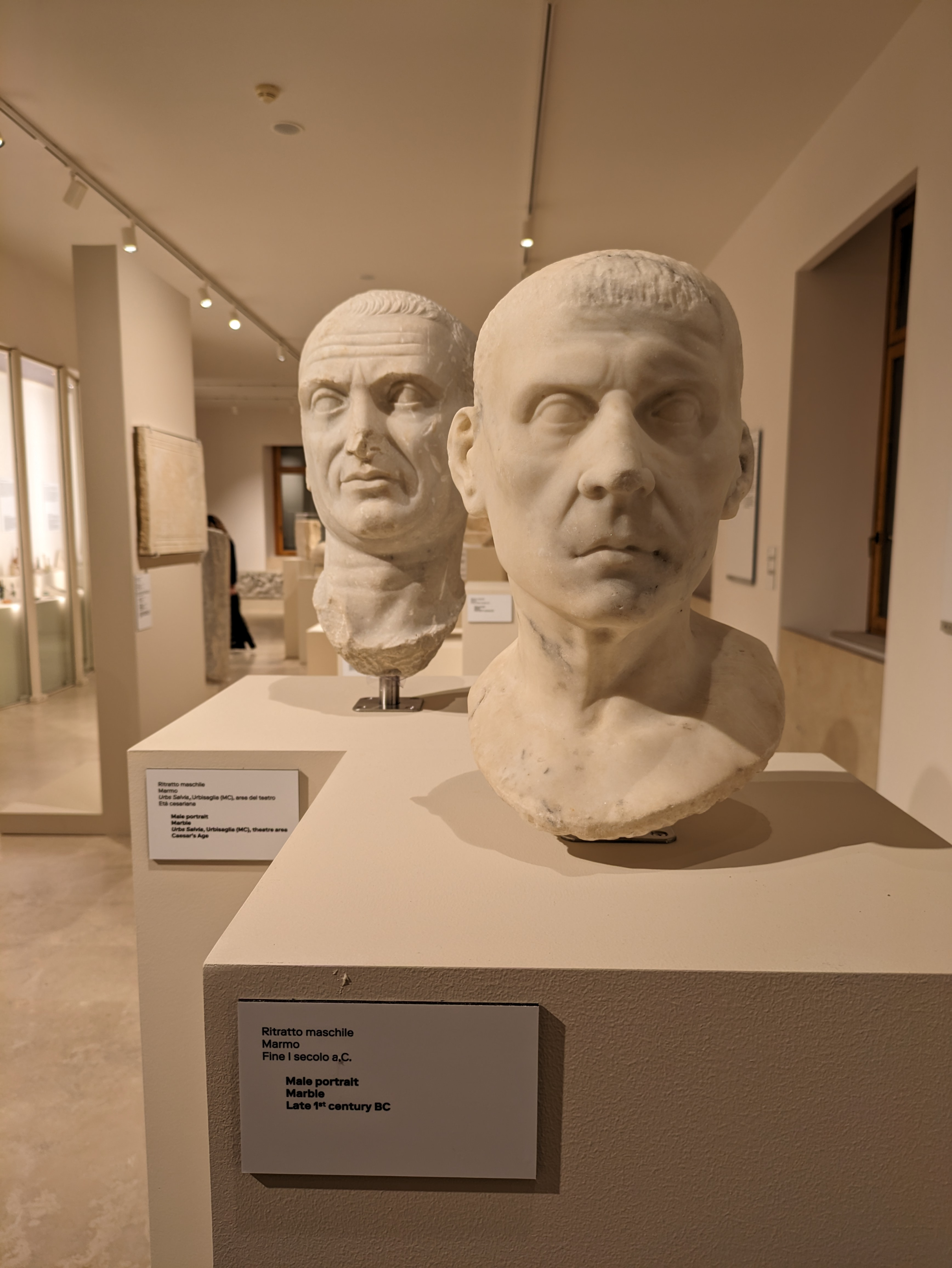
91) Ritratti scultorei (sala 26)
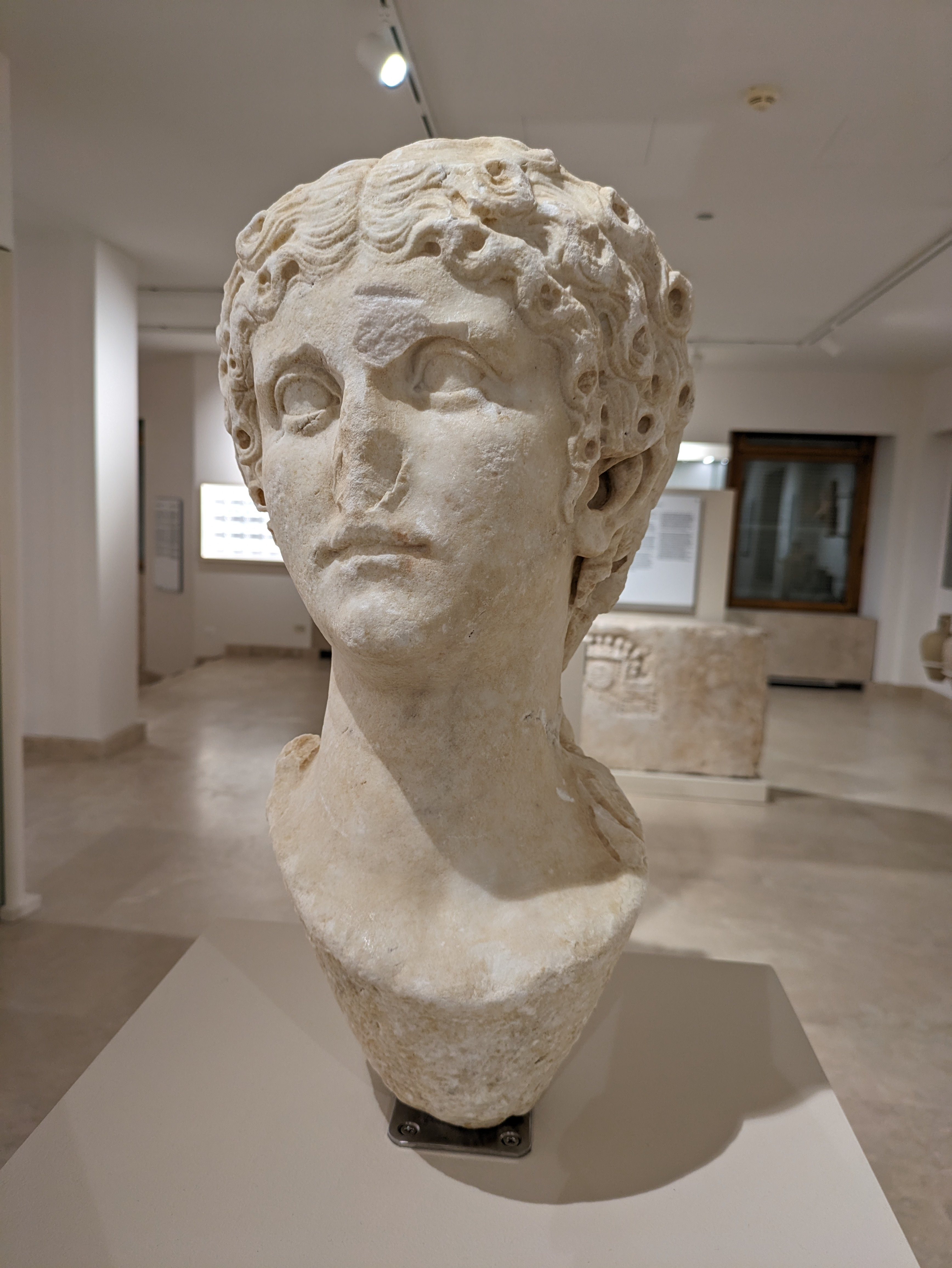
92) Ritratto scultoreo del tipo Agrippina minore (sala 26)
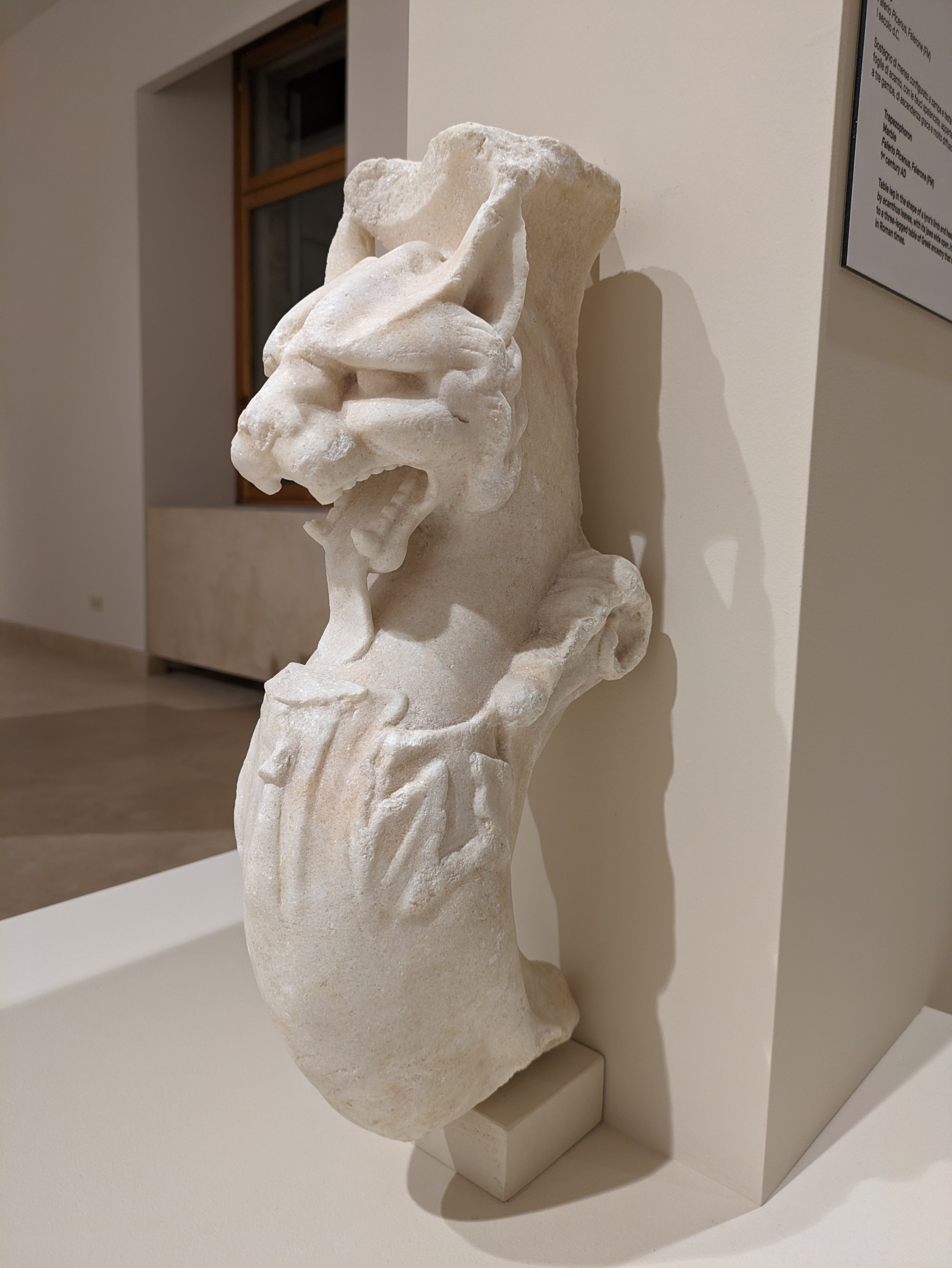
93) Trapezoforo zoomorfo (sala 26)
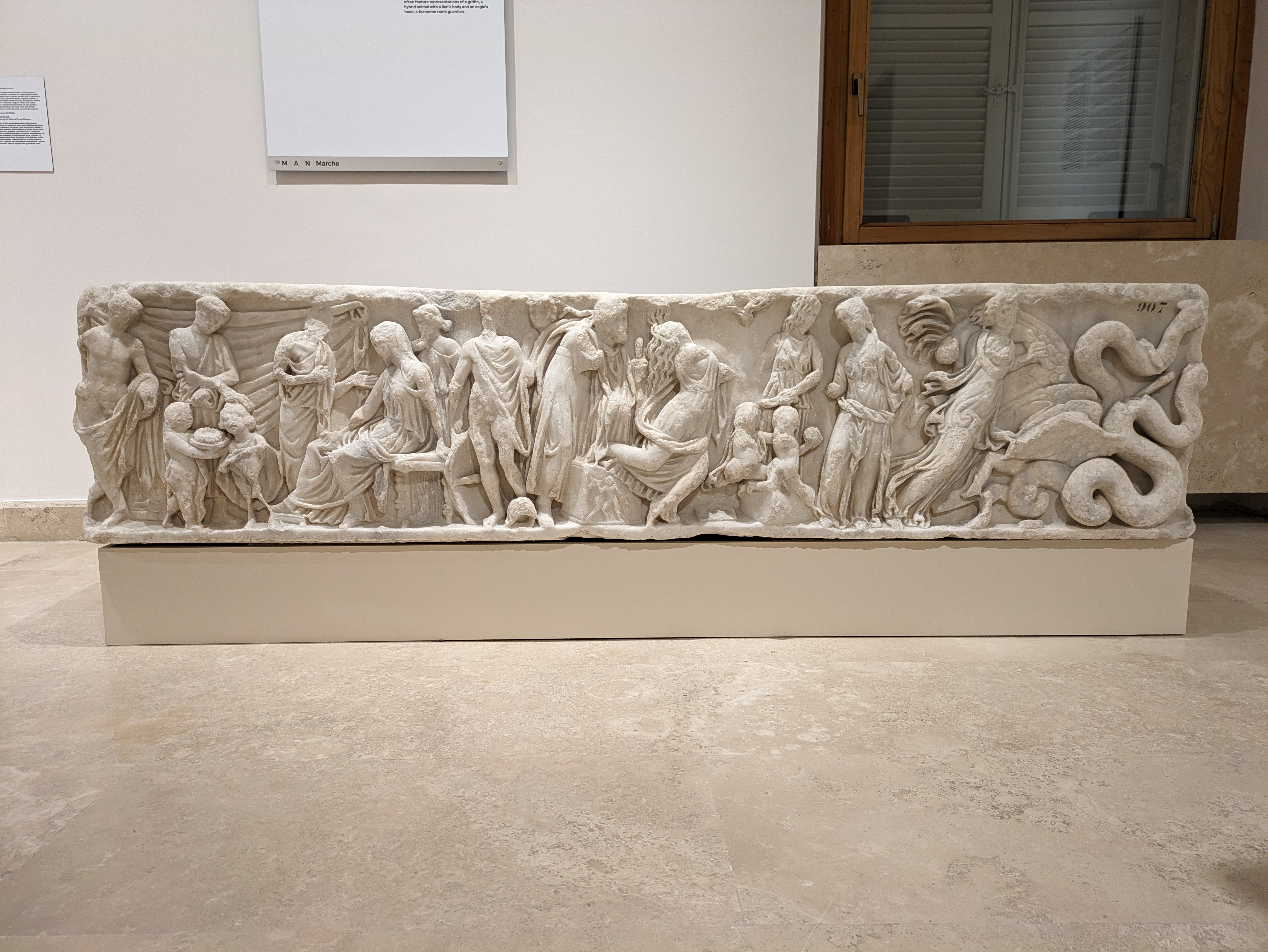
94) Sarcofago del mito di Medea (sala 26)
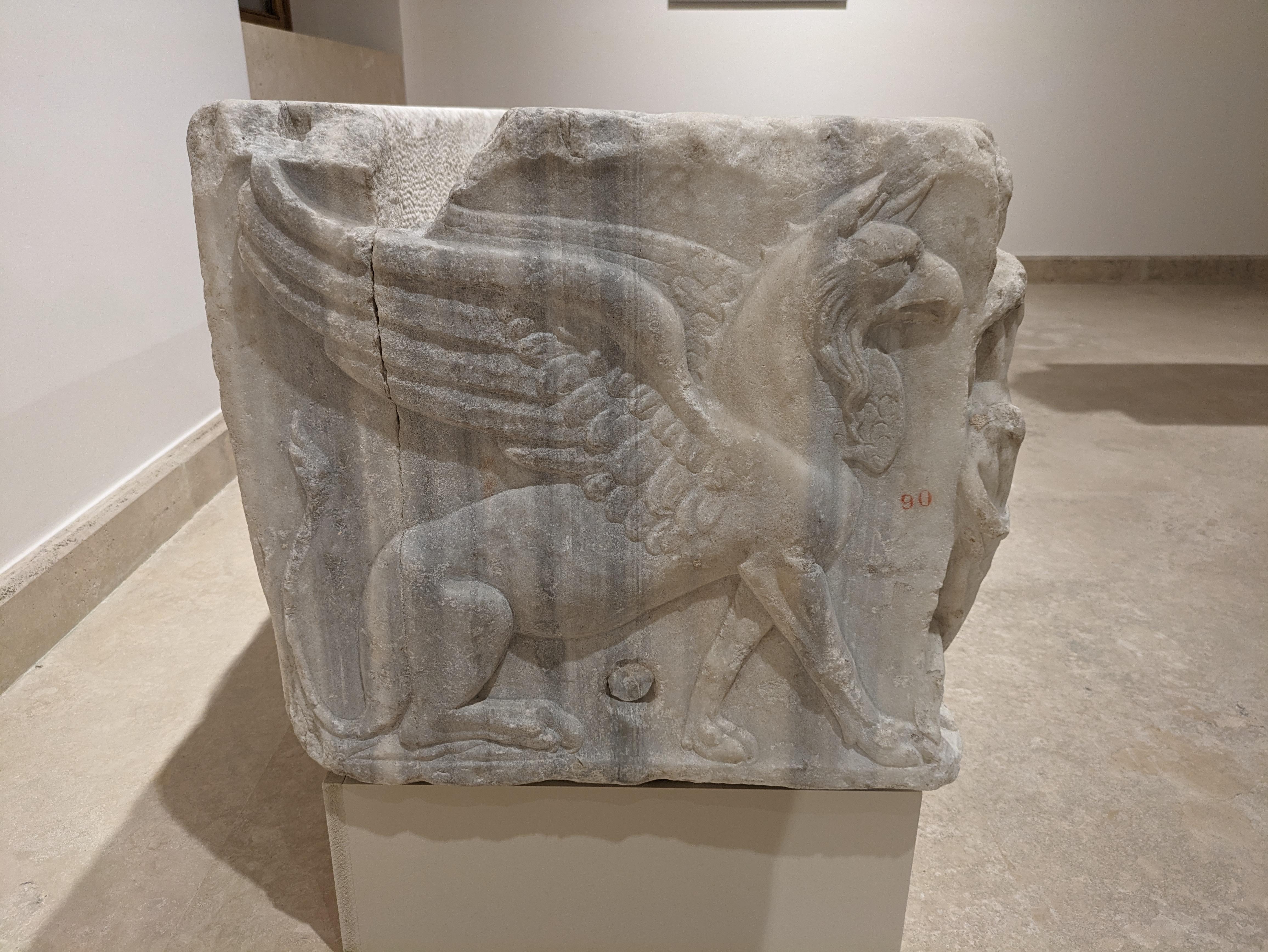
95) Sarcofago del mito di Medea - particolare con grifone (sala 26)
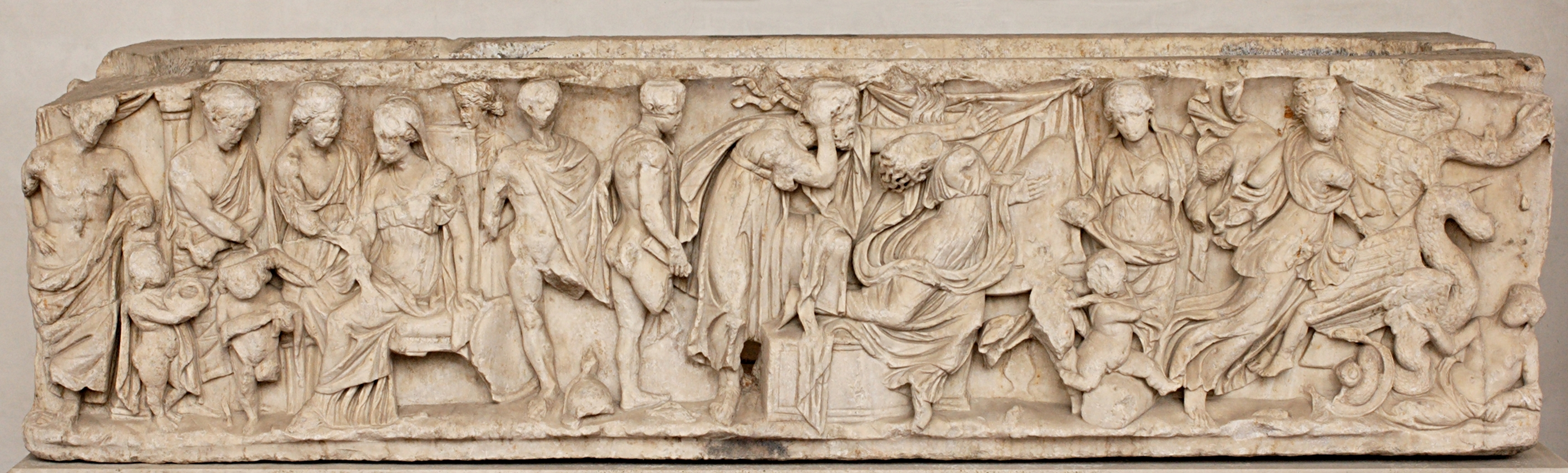
96) Sarcofago di Medea del Museo nazionale romano, con le stesse scene raffigurate in quello esposto ad Ancona.

Sala 27

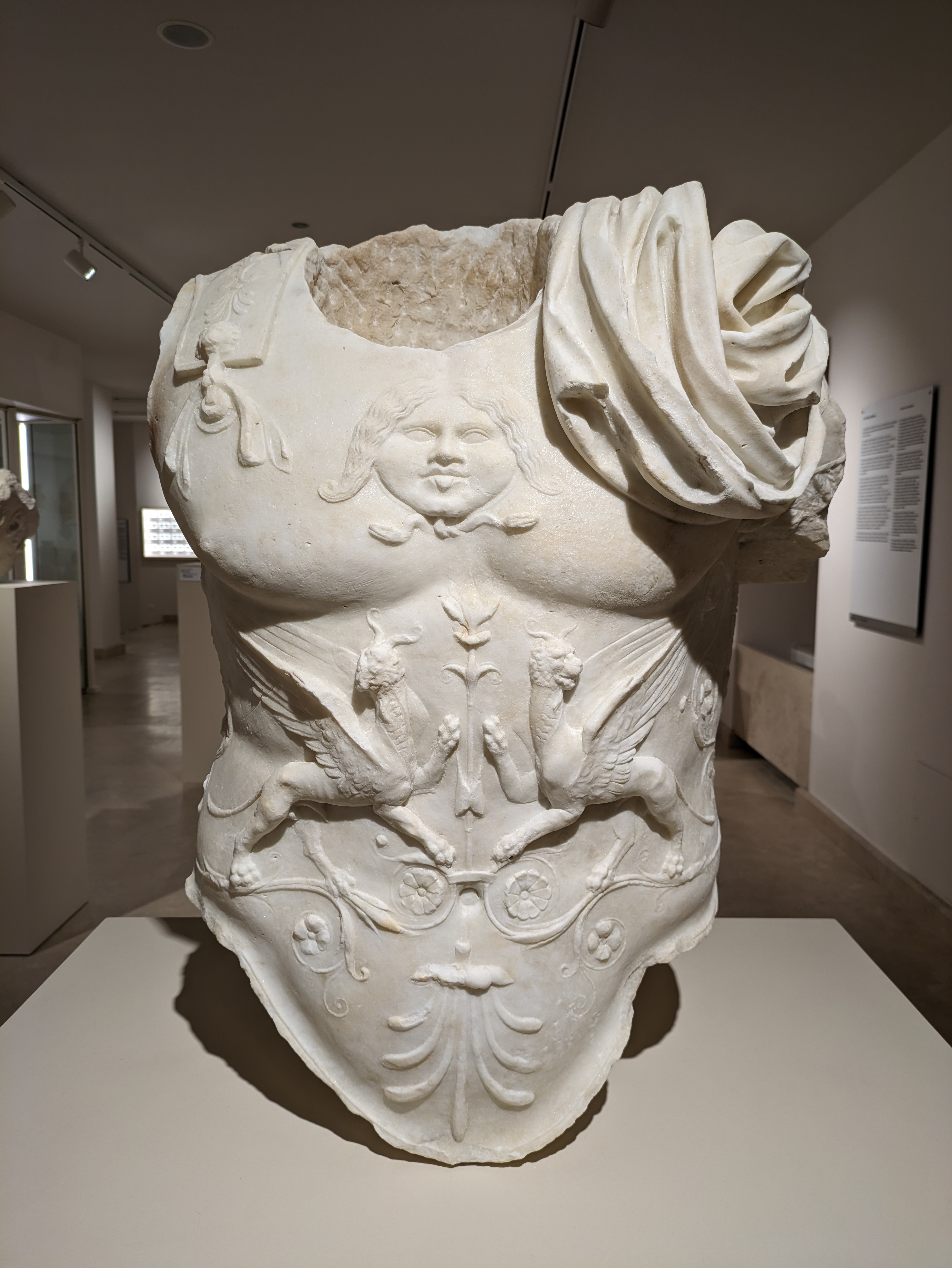
102) Busto di imperatore con lorica musculata decorata con grifoni e gorgoneion (sala 27)

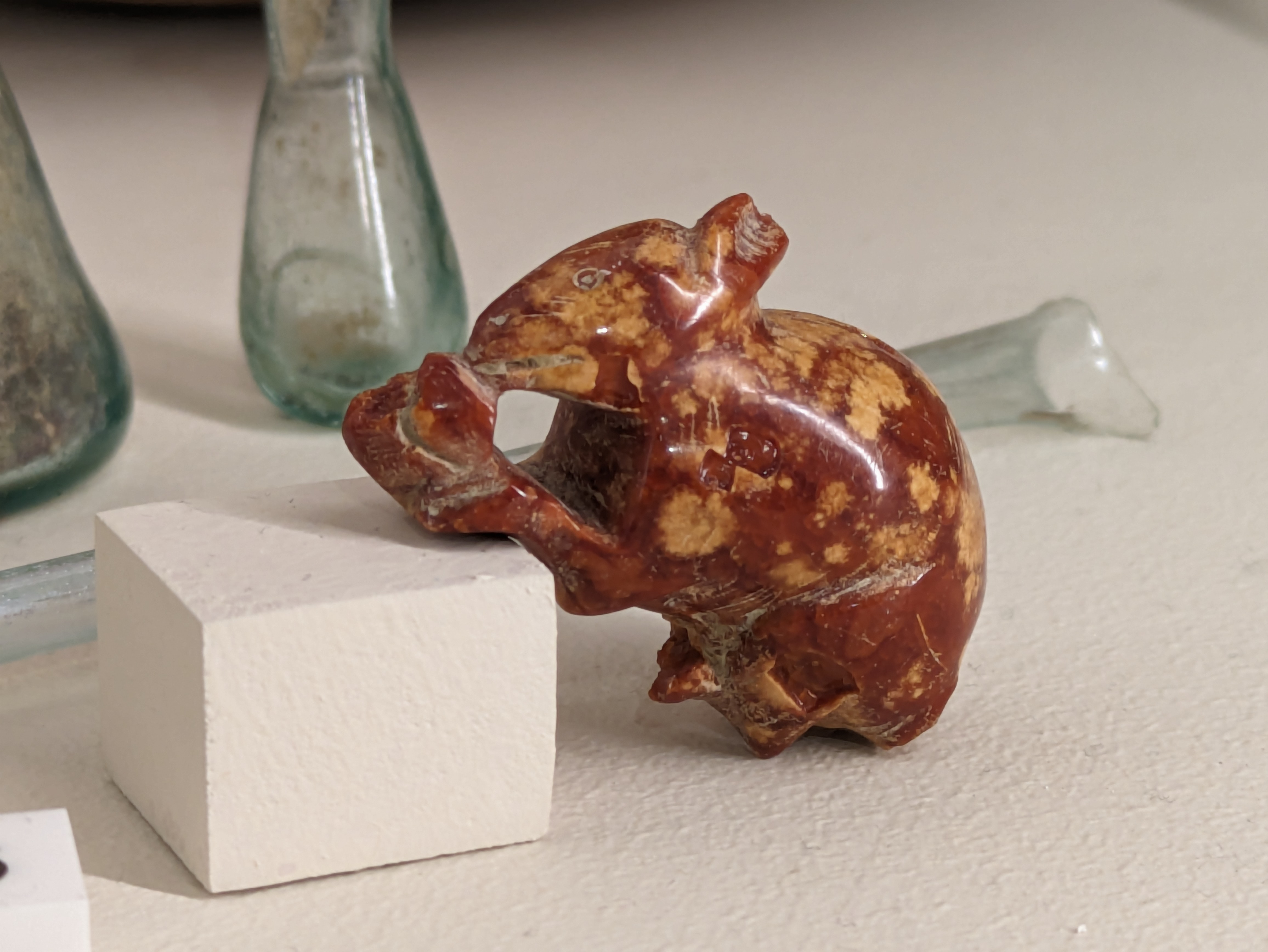
103) Statuetta in ambra di roditore, probabilmente uno scoiattolo (sala 27)

104) Copia ricostruttiva dei Bronzi Dorati di Cartoceto, sulla terrazza sommitale (particolare)

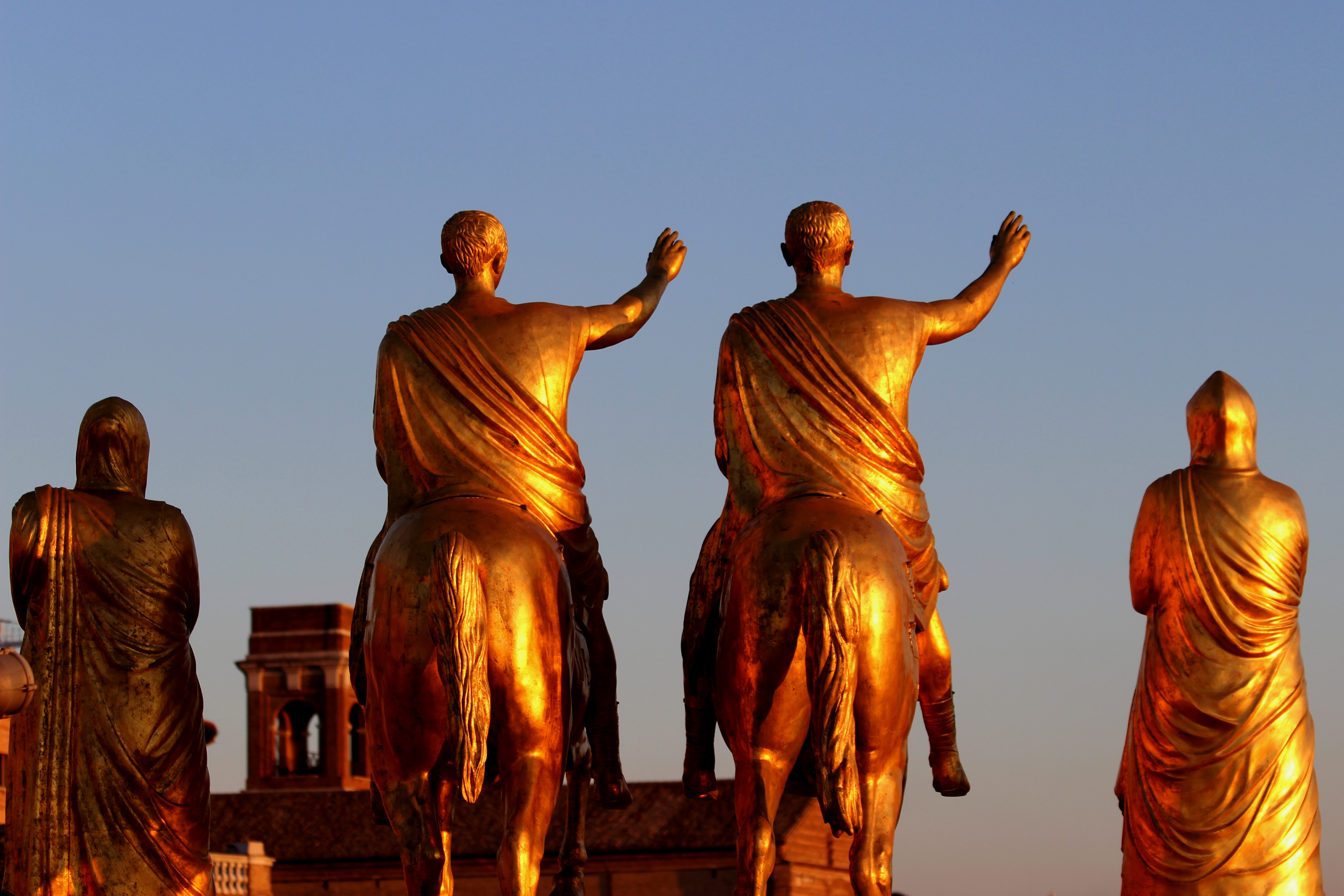
110) Copia ricostruttiva dei Bronzi Dorati di Cartoceto, sulla terrazza sommitale (particolare)

Sono esposti nella sala ritratti scultorei e statue acefale di età imperiale (un esempio nella foto 99). Si segnalano, in particolare, un pregevole torso di imperatore con lorica musculata (foto 102), decorata con due grifoni simmetrici e gorgoneion centrale, del I sec. d.C. e un torso in marmo grigio di Ercole (foto 101). Una vetrina contiene un'interessante collezione di oggetti in vetro soffiato, che i romani producevano in serie (foto 100).
Si segnala, per la particolarità del reperto, anche un minuscolo ciondolo in ambra a forma di roditore (foto 103). L'ambra utilizzata è rossastra e non traslucida; probabilmente si tratta di uno scoiattolo, riconoscibile per quanto rimane della coda, a forma di esse. L'animaletto è raffigurato nell'atto di sgranocchiare una ghianda, nel tipico raccoglimento del corpo che assume durante il pasto. L'ambra, per i suoi valori simbolici, si presta bene ad essere usata in amuleti, e lo scoiattolo si presta meglio di altri roditori per rivestire un ruolo beneaugurale. Risale al periodo tra I e II sec. d.C.

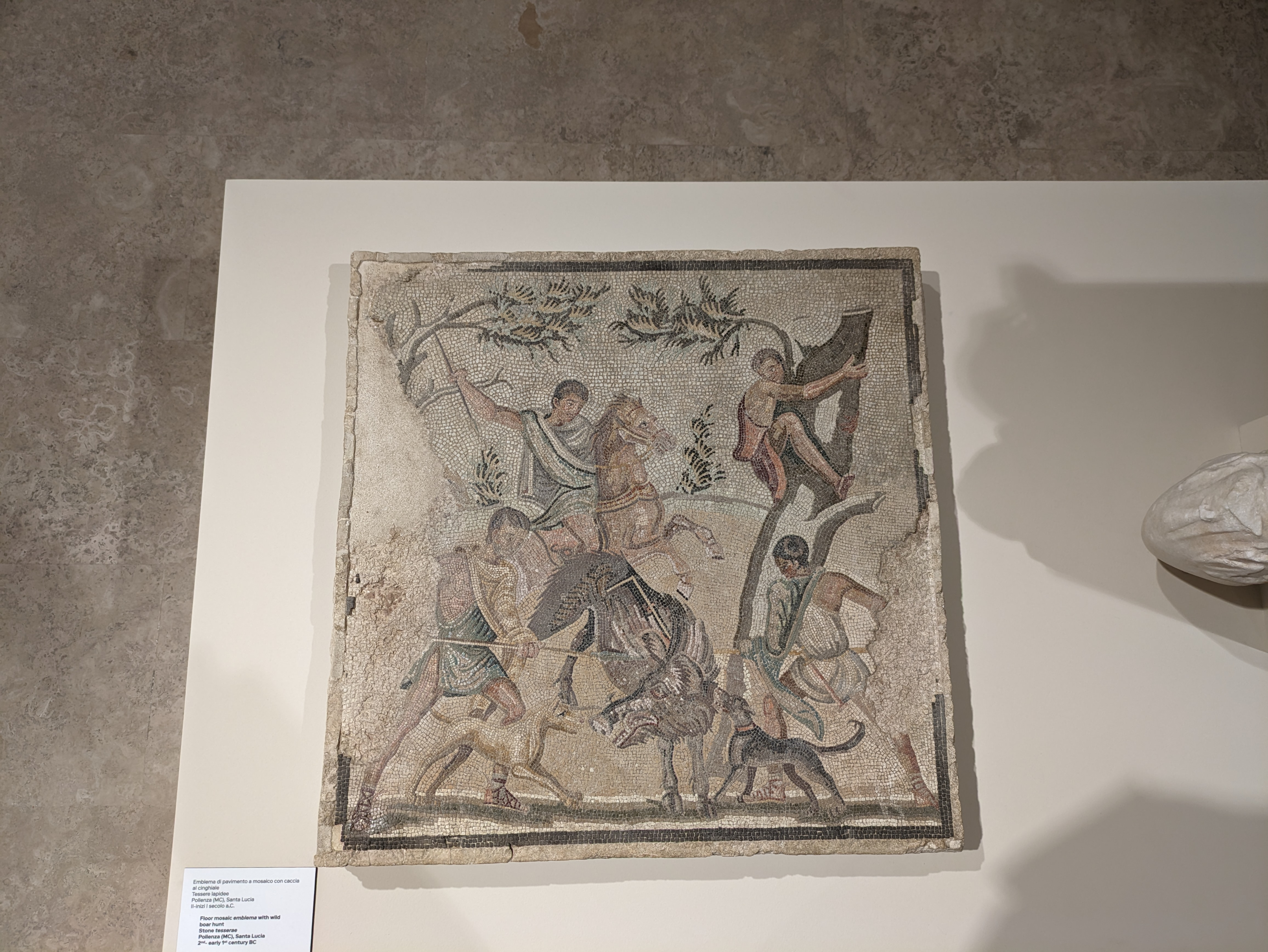
97) Mosaico in opus vermiculatum con scena di caccia (sala 26)
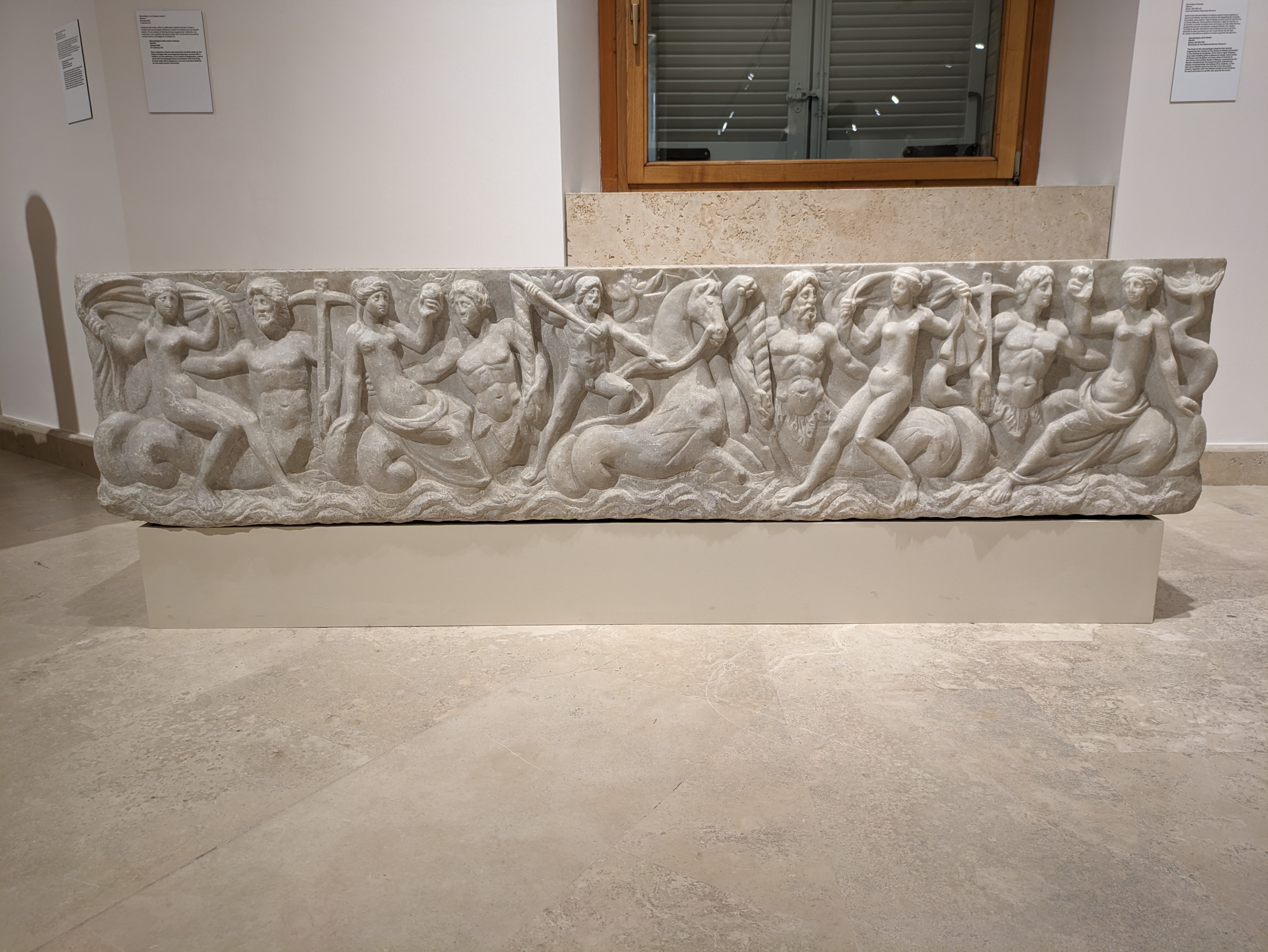
98) Sarcofago con tritoni e nereidi (sala 26)
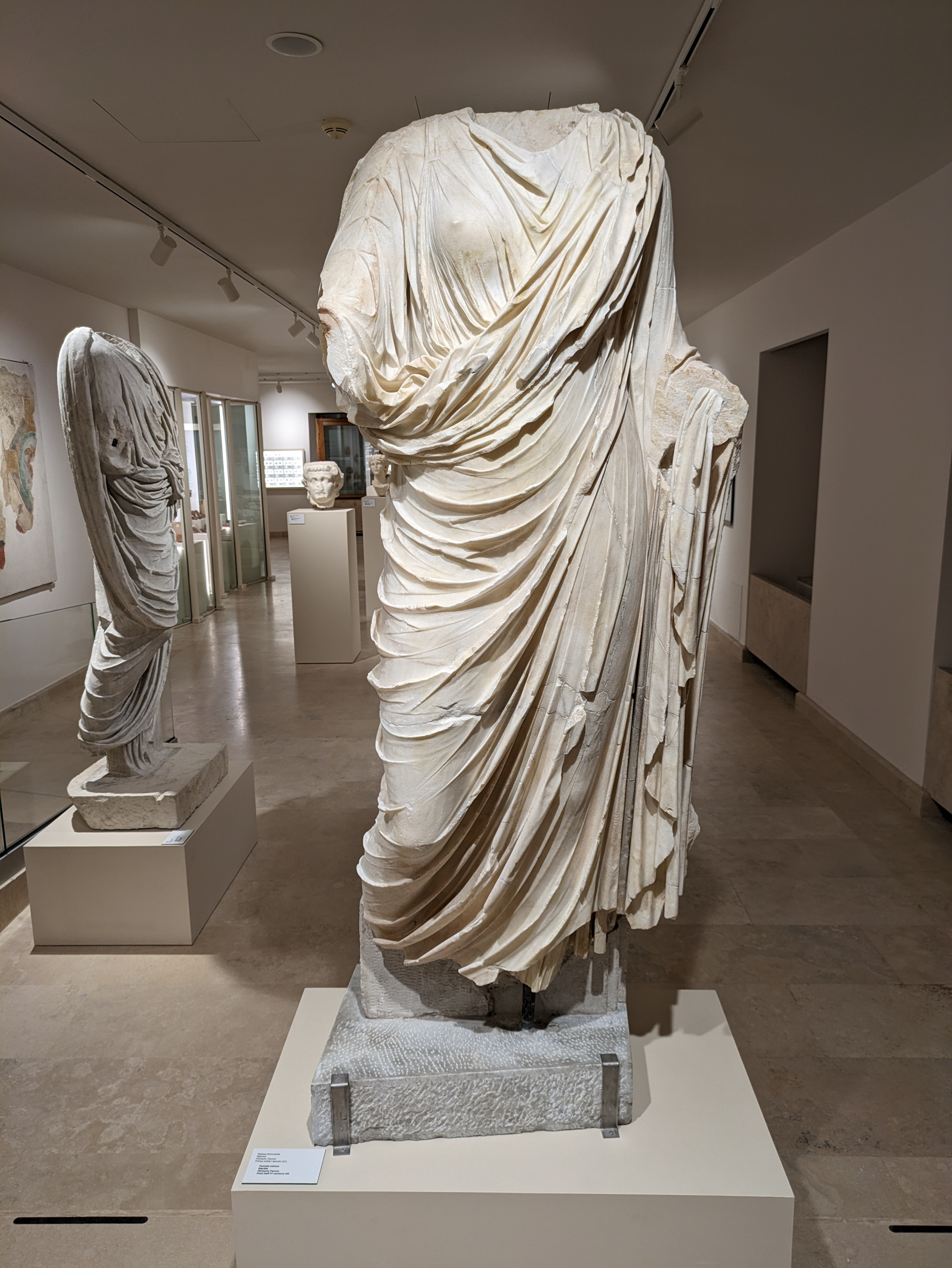
99) Statua acefala (sala 27)
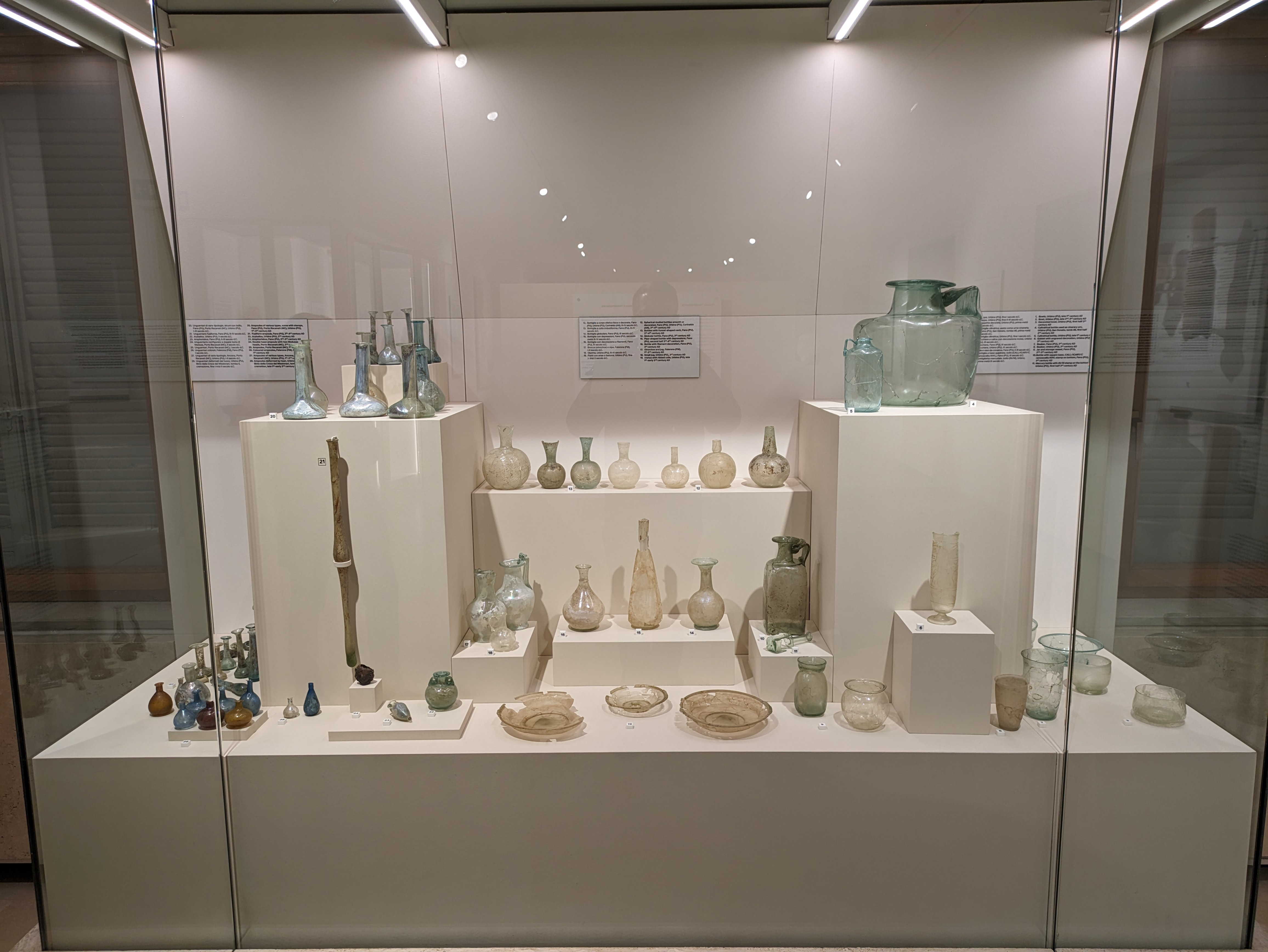
100) Oggetti in vetro soffiato (sala 27)
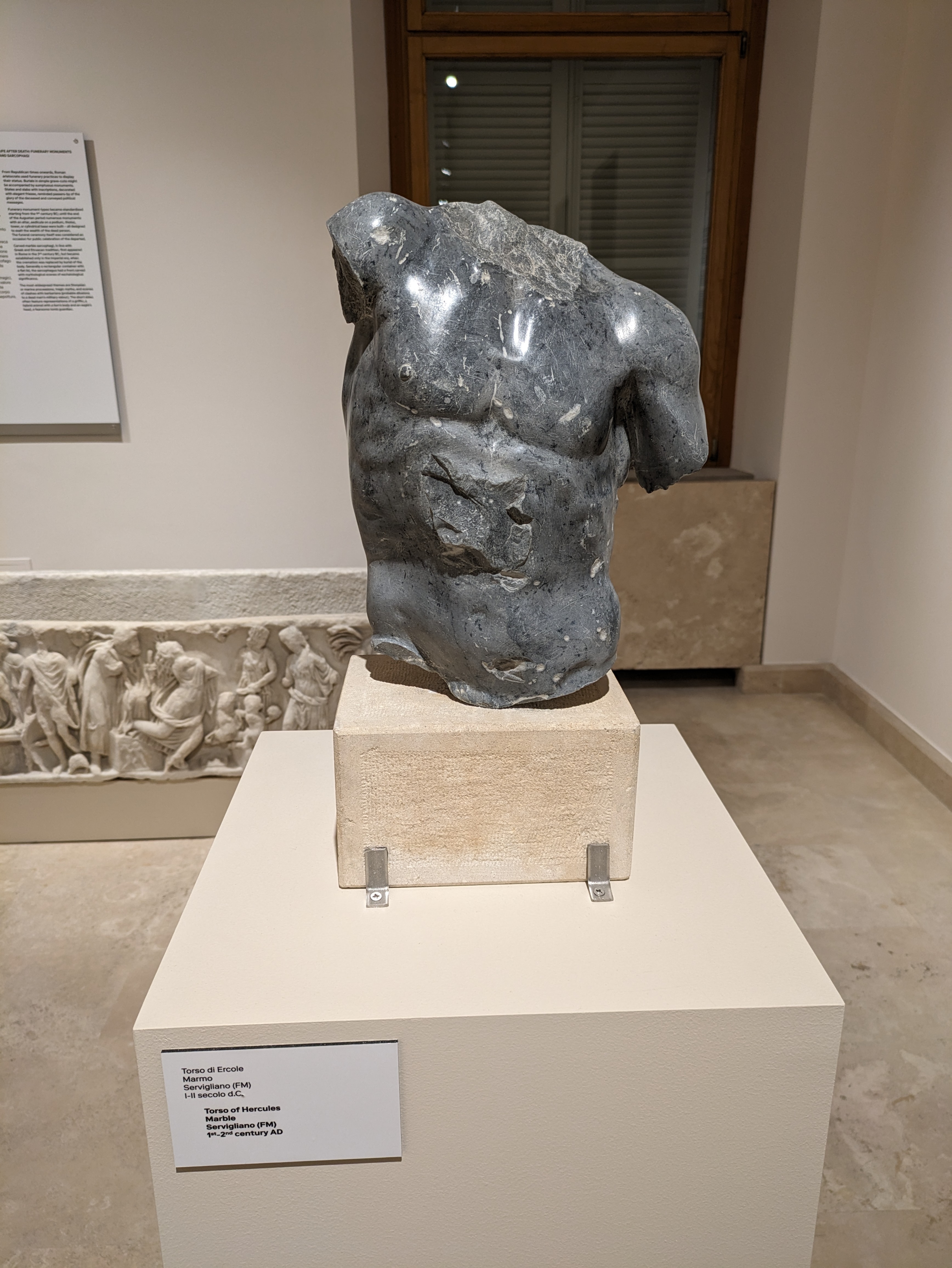
101) Torso di Ercole (sala 27)

Reperti romani esposti in altre sale
- Stele del seviro Sesto Tizio Primo (foto 105)
Questo monumentale esempio di stele funeraria figurata con iscrizione si trova nella galleria vetrata del piano terra. Il sevirato era una carica onoraria in genere affidata a liberti arricchitisi e consisteva prevalentemente nell'organizzazione di giochi gladiatori, cosa che richiedeva ingenti somme di denaro. Il fronte presenta al centro il ritratto del seviro defunto, a destra la concubina Lucania Benigna e a sinistra la liberta Tizia Chreste, che tiene in braccio la figlioletta Chloe. I nomi risultano dall'iscrizione sottostante, in cui la piccola Chloe è definita delicium (amore, delizia). In basso sono raffigurati segni dell'orgoglio del defunto per la propria carica: un bisellium su cui due littori indicano una corona d'alloro e, sui due fianchi, le scene di pugilato.
-Fregio e frontone del Tempio di Civitalba (foto 106, 107 e 108)
Sono esposte nel panoramico corridoio che conduce alla sala 24. Le pregevoli sculture fittili sono opera di arte romana della seconda metà del II secolo a.C. Il fregio raffigura la scena del mancato saccheggio del tempio di Apollo di Delfi, da parte di soldati celtici (279 a.C.), riconoscibili per i capelli sollevati a cresta, i baffi spioventi, le tuniche di pelliccia e gli scudi rettangolari.
La rappresentazione del fregio segue il mito, che presto ammantò il fatto storico, secondo cui Apollo e le "vergini bianche", identificate in Atena pronaia e Artemide, intervennero per cacciare i Celti, costretti ad una fuga precipitosa e ad abbandonare il bottino: sono visibili patere e brocche in metallo prezioso che cadono a terra. Nella fuga concitata, un soldato celtico travolge con il carro un suo stesso compagno. Partecipò alla difesa del tempio di Delfi anche il figlio di Achille, Neottolemo, sepolto a Delfi e risorto miracolosamente per cacciare i sacrileghi; forse si tratta del personaggio all'estrema destra del fregio, che si distingue per indossare un berretto frigio.
Il tema rappresentato, secondo l'interpretazione più comune, non è casuale: Civitalba sovrasta la pianura in cui si svolse la Battaglia del Sentino (295 a.C.), che vide affrontarsi i Romani, alleati dei Piceni, contro una coalizione composta da Etruschi, Sanniti, Galli Senoni ed Umbri. Il tempio fu costruito, circa un secolo più tardi, per celebrare la sconfitta della coalizione e in particolare dei Senoni, popolo celtico, equiparandola a quella mitica avvenuta in terra greca contro nemici della stessa stirpe.
Nel frontone, invece, la rappresentazione è dedicata a Dioniso quale divinità che a Delfi era affiancata ad Apollo. Ad altissimo rilievo sono raffigurati satiri e ninfe dormienti in contesto campestre, celebranti forse l'incontro tra Dioniso ed Arianna a Nasso; il gruppo centrale, molto frammentario, rappresenta forse il risveglio di Dionysos Lyknites sul monte Parnaso oppure la ierogamia tra Bacco ed Arianna.
Copie ricostruttive dei Bronzi dorati da Cartoceto
Le copie ricostruttive dei Bronzi Dorati da Cartoceto (foto 104, 109 e 110), l'unico gruppo scultoreo in bronzo dorato di provenienza archeologica rimastoci dell'epoca romana, sono state realizzate in bronzo dorato, come gli originali. Svettano dalla terrazza sommitale di Palazzo Ferretti come simbolo dell'archeologia marchigiana.
Gli originali dei Bronzi Dorati sono stati esposti nel museo dal 1959 al 1972, come pezzi singoli (foto 113), e nel 1988, questa volta come gruppo unico, grazie ad un restauro che permise di integrre tutti i frammenti ritrovati. Per la controversia relativa al luogo in cui esporre queste eccezionali testimonianze di scultura antica, si veda la voce specifica.

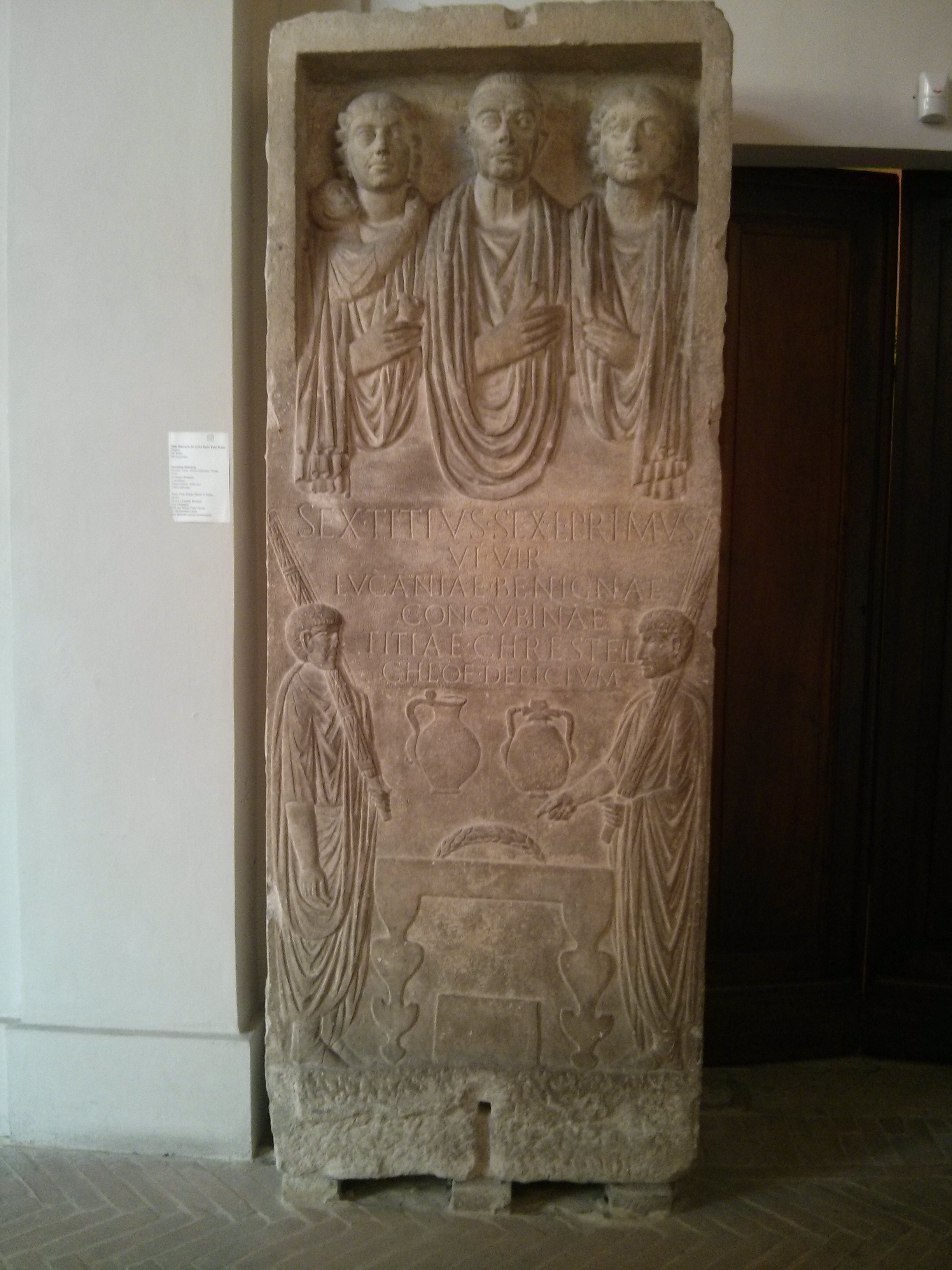
105) Stele del seviro Sesto Tizio Primo (galleria del piano terra)
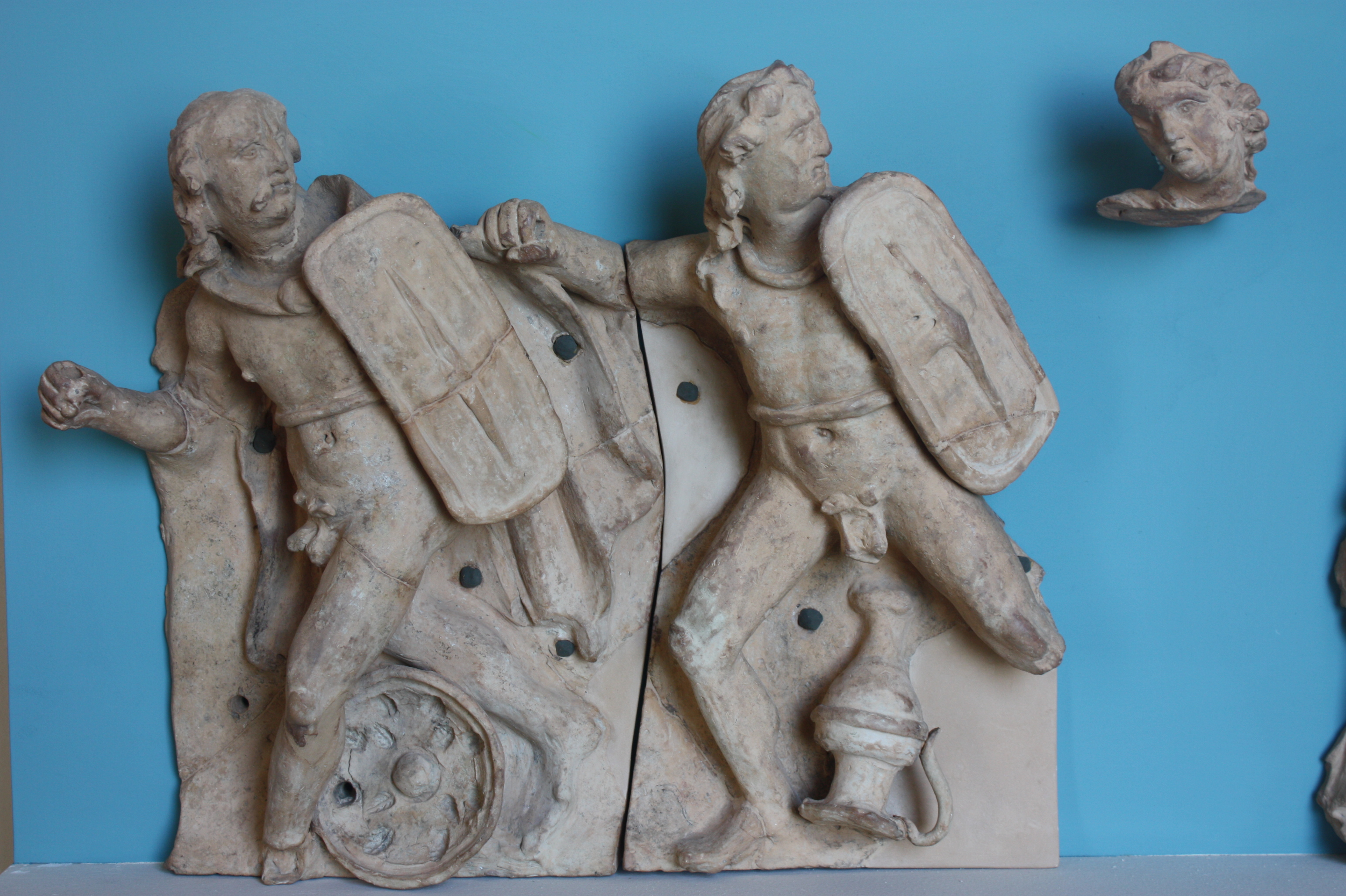
106) Celti in fuga. Particolare del fregio del Tempio di Civitalba (corridoio del primo piano).
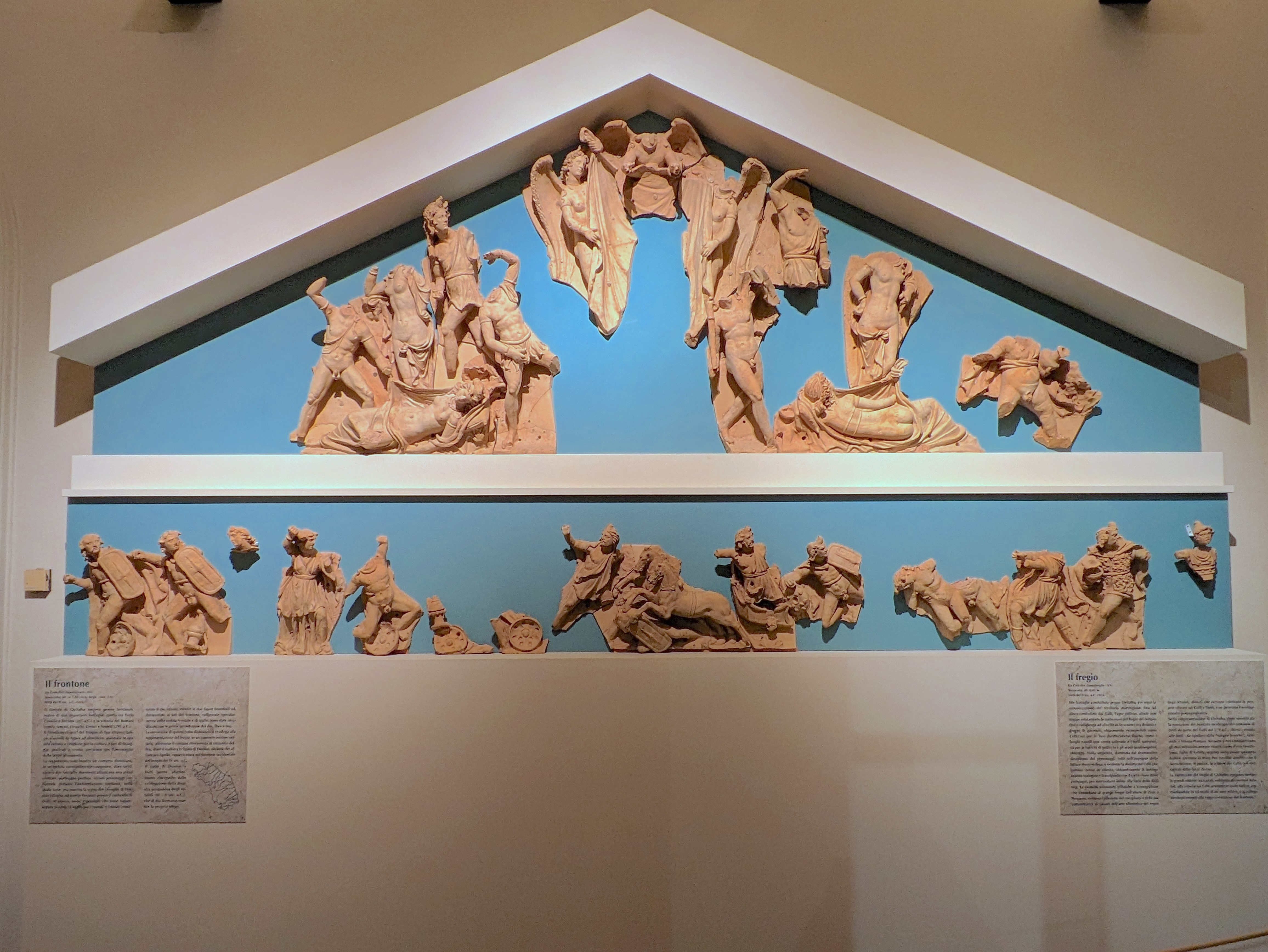
107) Frontone e fregio del Tempio di Civitalba (corridoio del primo piano).
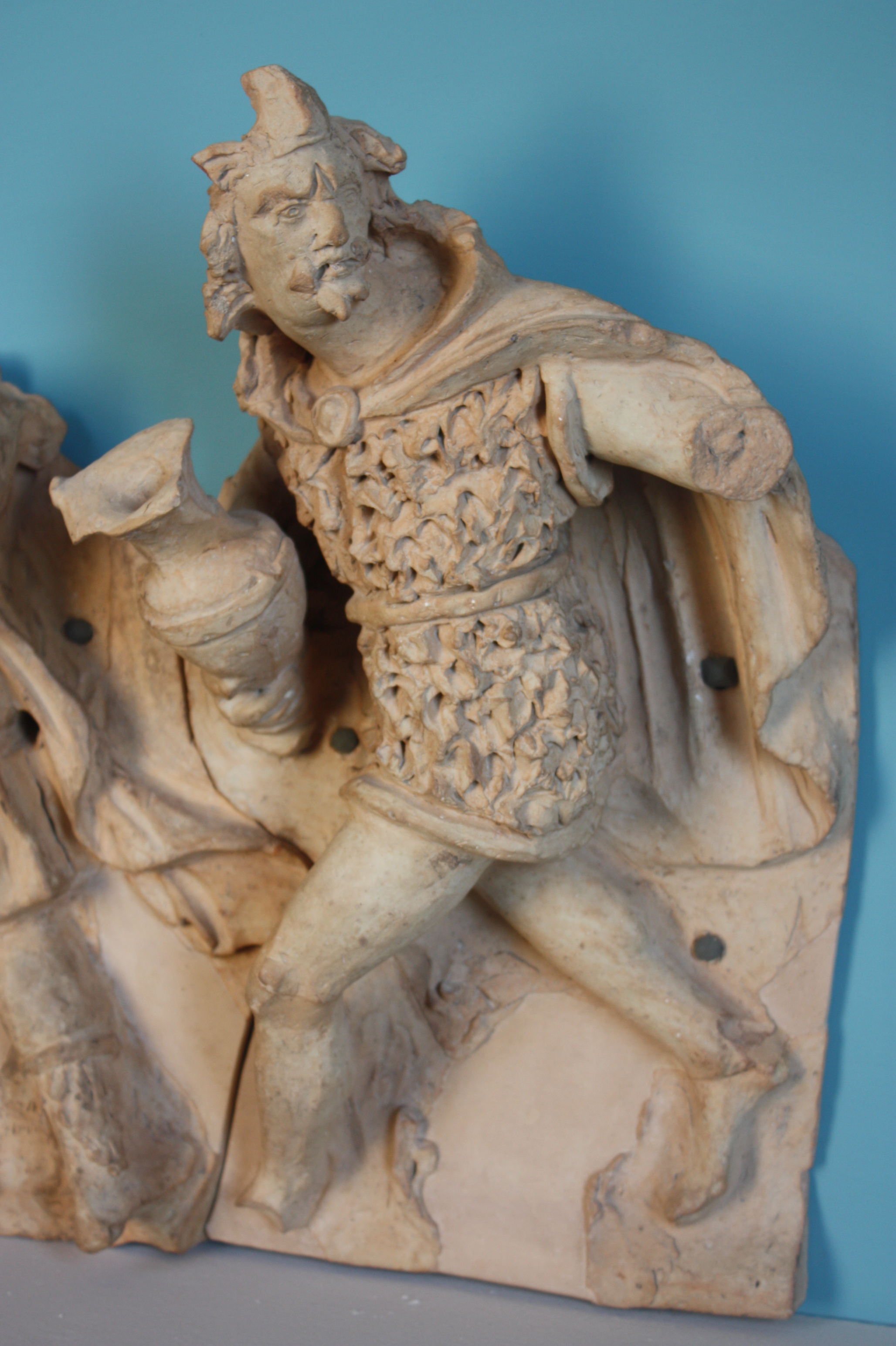
108)  Celti in fuga. Particolare del fregio del Tempio di Civitalba (corridoio del primo piano).
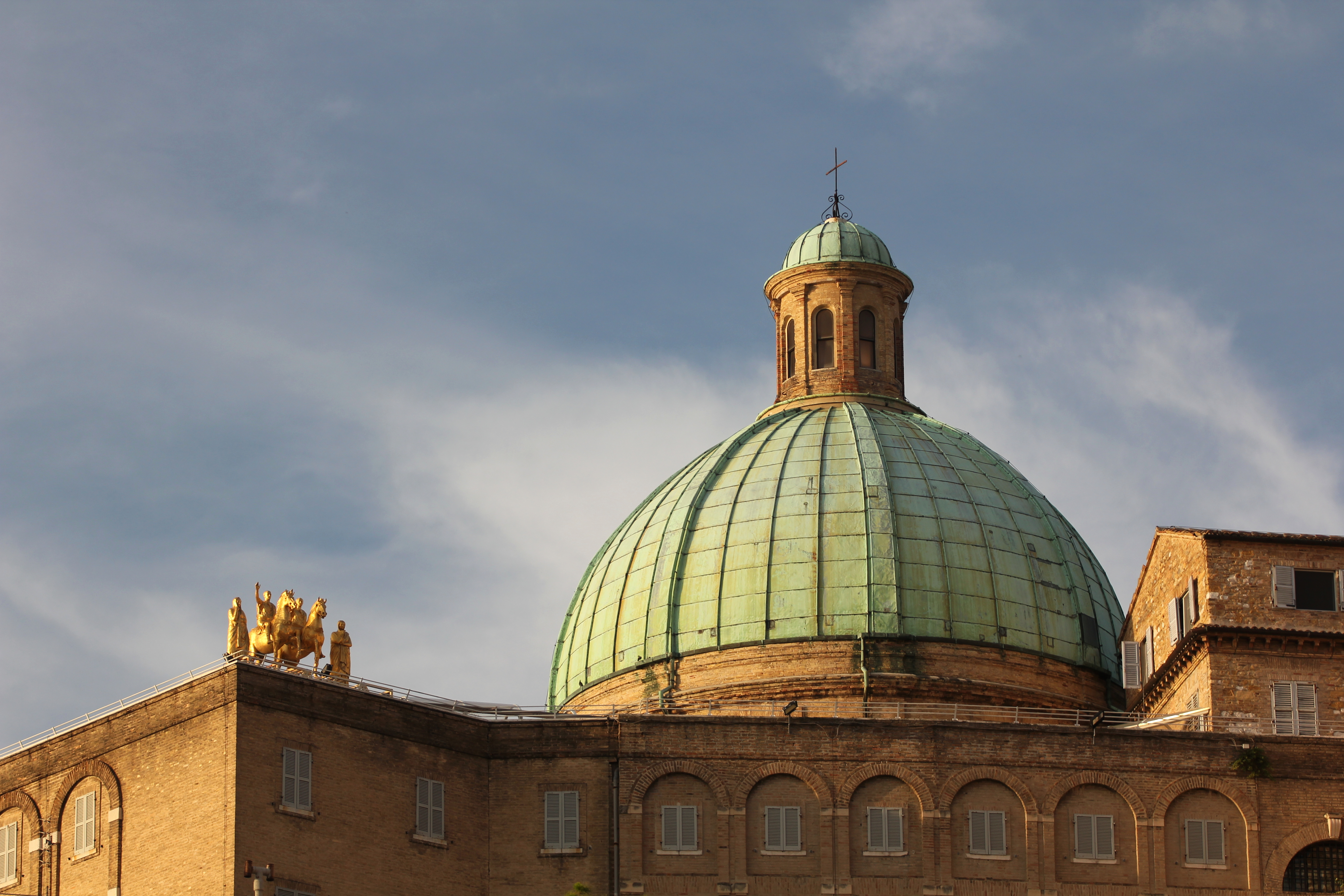
109) L'ala nuova del Museo, sopra alla quale svettano le copie ricostruttive dei Bronzi di Cartoceto

## Sezione altomedievale
La sezione altomedievale non è ancora aperta (2023).
Comprende soprattutto le testimonianze lasciate nelle Marche dagli Ostrogoti (fine V secolo - inizi del VI secolo) e dai Longobardi (fine VI secolo - tutto il VII secolo).

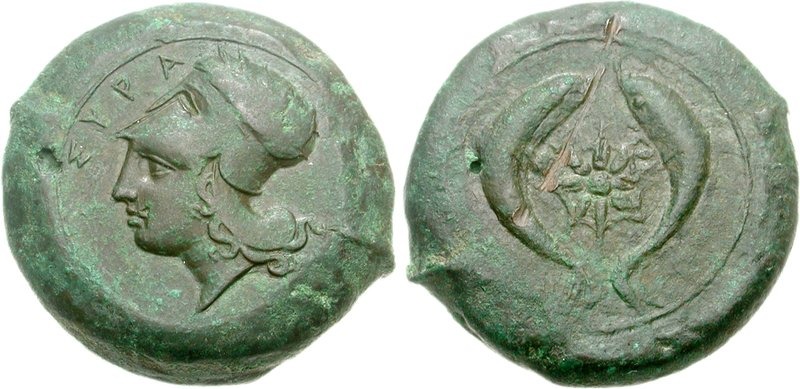
111) Dritto e rovescio della moneta siracusana emessa all'epoca di Dionisio I e ritrovata ad Ancona (non ancora esposta)

I reperti comprendono armi, accessori di abbigliamento e oggetti di oreficeria. La collezione altomedievale è importante in quanto non sono molto comuni in Italia i ritrovamenti di questo periodo.

## Collezione numismatica
La collezione numismatica non è ancora aperta (2023), ma nelle due sale della sezione romana sono esposte 65 monete scelte tra le migliaia della ricca collezione del Museo. Non è esposta, ad esempio, una moneta siracusana emessa all'epoca di Dionisio I (foto 104), ritrovata ad Ancona e risalente all'epoca della sua fondazione da parte dei greci siracusani.

## Reperti paleontologici

112) Scheletro di Ursus arctos (orso bruno) rinvenuto in una cavità carsica della Gola di Frasassi.

Il Museo nazionale, pur avendo carattere archeologico, espone due reperti paleontologici.
- Scheletro di un giovane orso bruno (foto 105), che nell'ultimo periodo della glaciazione Würm (più di 10.000 anni fa), recatosi per il letargo in una cavità carsica nei pressi delle Grotte di Frasassi, è morto durante il sonno, come a volte capita a questi animali se prima dell'inverno non si sono nutriti a sufficienza[120]. Durante la stessa glaciazione, mentre l'orso bruno riuscì a sopravvivere, grazie alla sua dieta onnivora, la specie affine Ursus spelaeus si è estinta, forse a causa della sua alimentazione più vegetariana, resa difficoltosa dal raffreddamento del clima[121]. Lo scheletro è esposto al secondo piano.
- Calco dell'Ittiosauro di Genga, della specie Gengasaurus nicosiai (nella sala dei convegni, a piano terra). Lo scheletro è stato rinvenuto a Camponocecchio, nei pressi di San Vittore di Genga, durante la costruzione di una galleria della Strada statale della Vallesina. Si tratta di un rettile marino lungo circa tre metri, vissuto nel Giurassico superiore, circa 150 milioni di anni fa. Un ricercatore locale, durante i lavori di costruzione della galleria, si rese conto della presenza del fossile e lo segnalò, salvandolo dalla distruzione. L'originale si trova nel Museo speleo paleontologico e archeologico di Genga[122].

## Riapertura delle collezioni dopo le distruzioni della Seconda guerra mondiale
- 1959

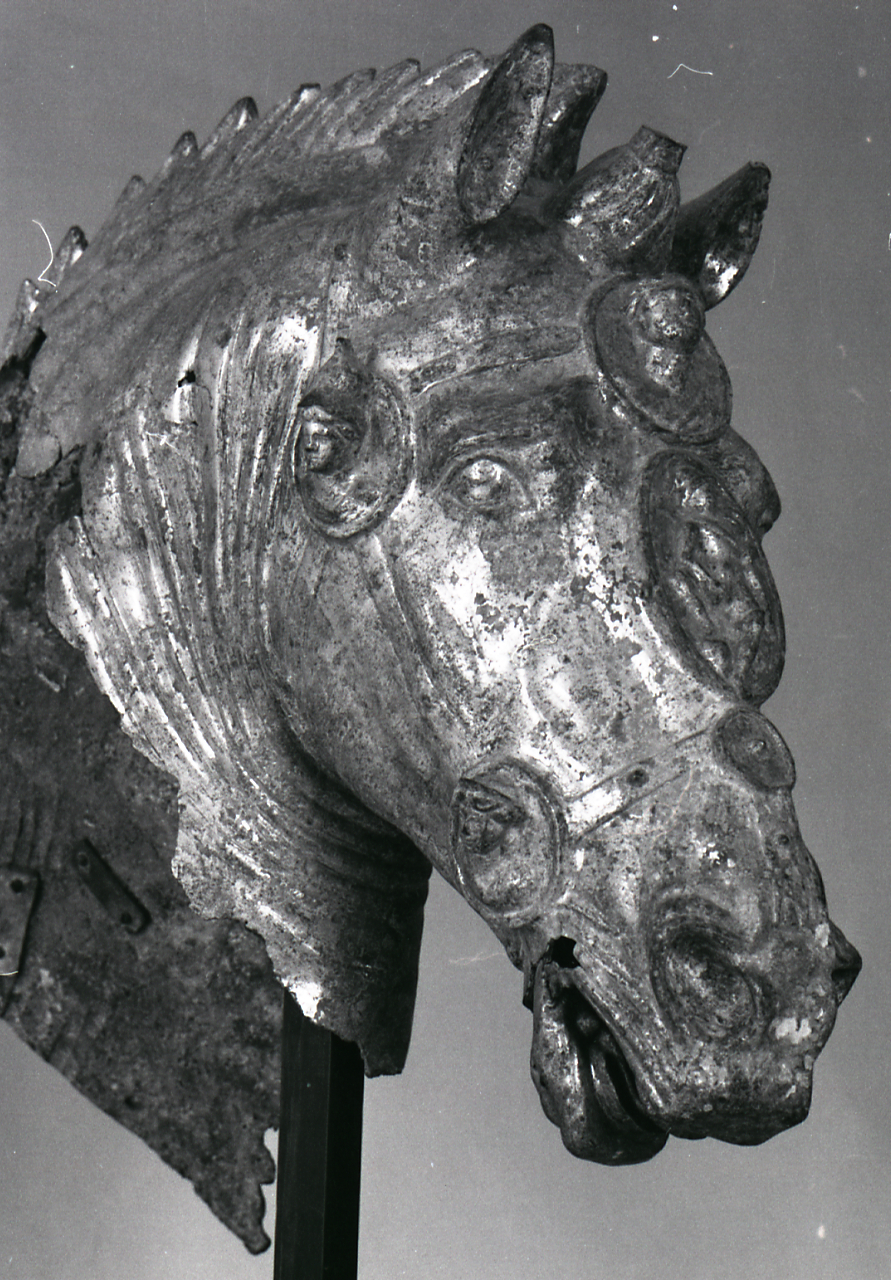
113) Un particolare dei Bronzi Dorati di Cartoceto, nell'allestimento del 1959

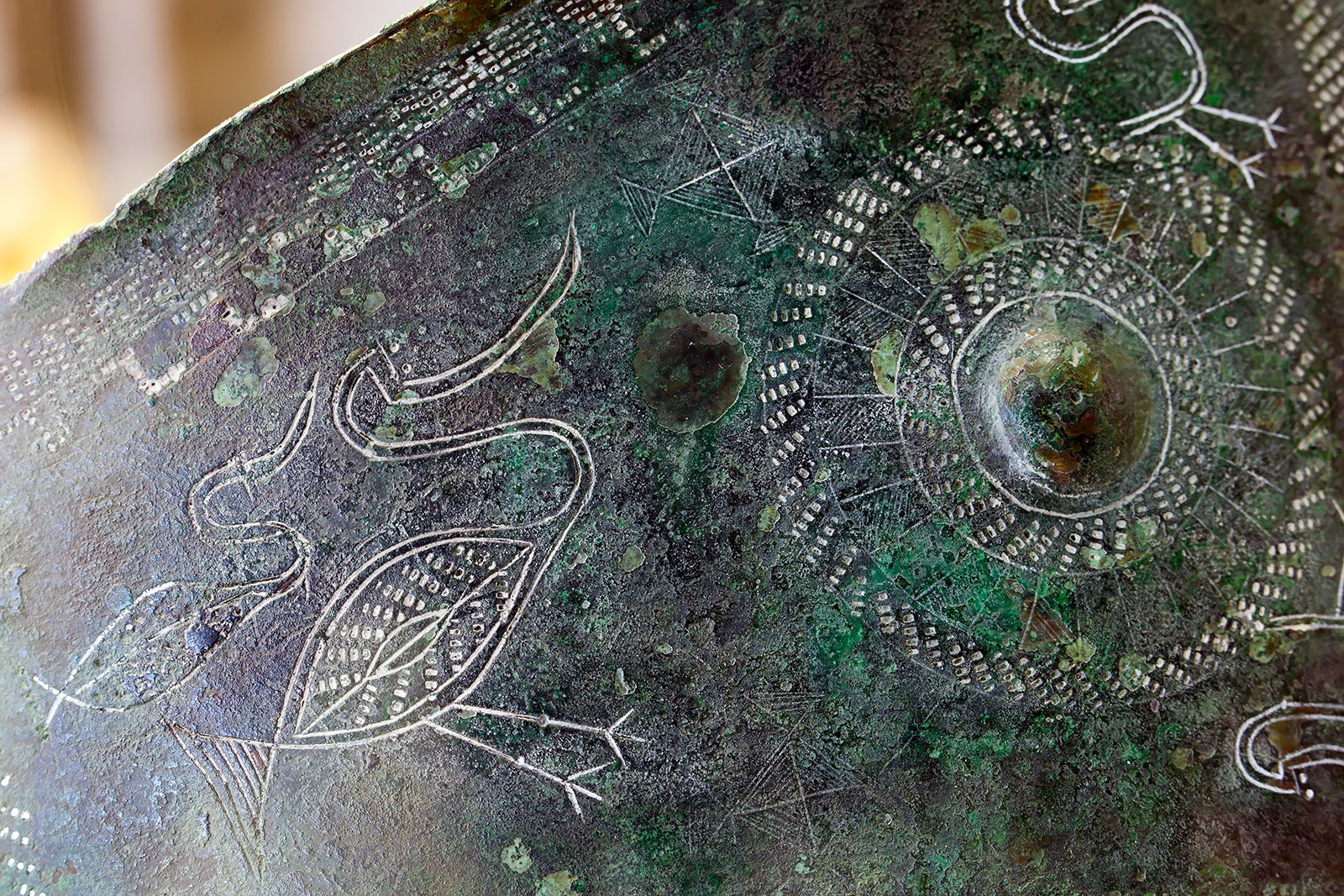
114) Incisioni su bronzo

  - Riapertura nella nuova sede di Palazzo Ferretti della sezione picena e della sala dei Bronzi Dorati di Cartoceto
- 1969
  - Riapertura della sezione romana e quella altomedievale.
- 1988
  - Riapertura al pubblico della collezione paleolitica[123].
  - Riapertura al pubblico della collezione neolitica[123]
  - Riapertura al pubblico della collezione picena[123]
  - Riapertura al pubblico della collezione gallica[123].
- 1995
  - Riapertura al pubblico della collezione dell'Età del rame[123].
- 1997
  - Riapertura al pubblico della collezione dell'Età del bronzo[123].
- 2010
  - Riapertura al pubblico della sezione dedicata ad Ancona greco-ellenistica e romana[124].
  - Si tolgono dalla fruizione pubblica i reperti del Tempio di Civitalba.
- 2012
  - Parziale chiusura della sezione greco-ellenistica: le stele ellenistiche di Ancona sono state spostate in una sala non aperta al pubblico.
- 2013
  - Apertura della seconda sala della sezione dedicata ad Ancona greco-ellenistica e romana.
  - Le stele greche provenienti dalla necropoli ellenistica di Ancona sono nuovamente visibili
- 2015
  - Le sculture del Tempio di Civitalba sono nuovamente visibili, con un nuovo allestimento.
- 2021
  - Vengono chiuse al pubblico le collezioni dell'Età dei metalli (Età del rame ed Età del bronzo).
- 2023
  - Viene riaperta al pubblico la sezione romana, a 51 anni dalla chiusura.

Nel 2025 devono essere ancora allestite la collezione altomedievale e la collezione numismatica; la sezione dell'Età dei metalli è temporaneamente chiusa.

## Palazzo Ferretti

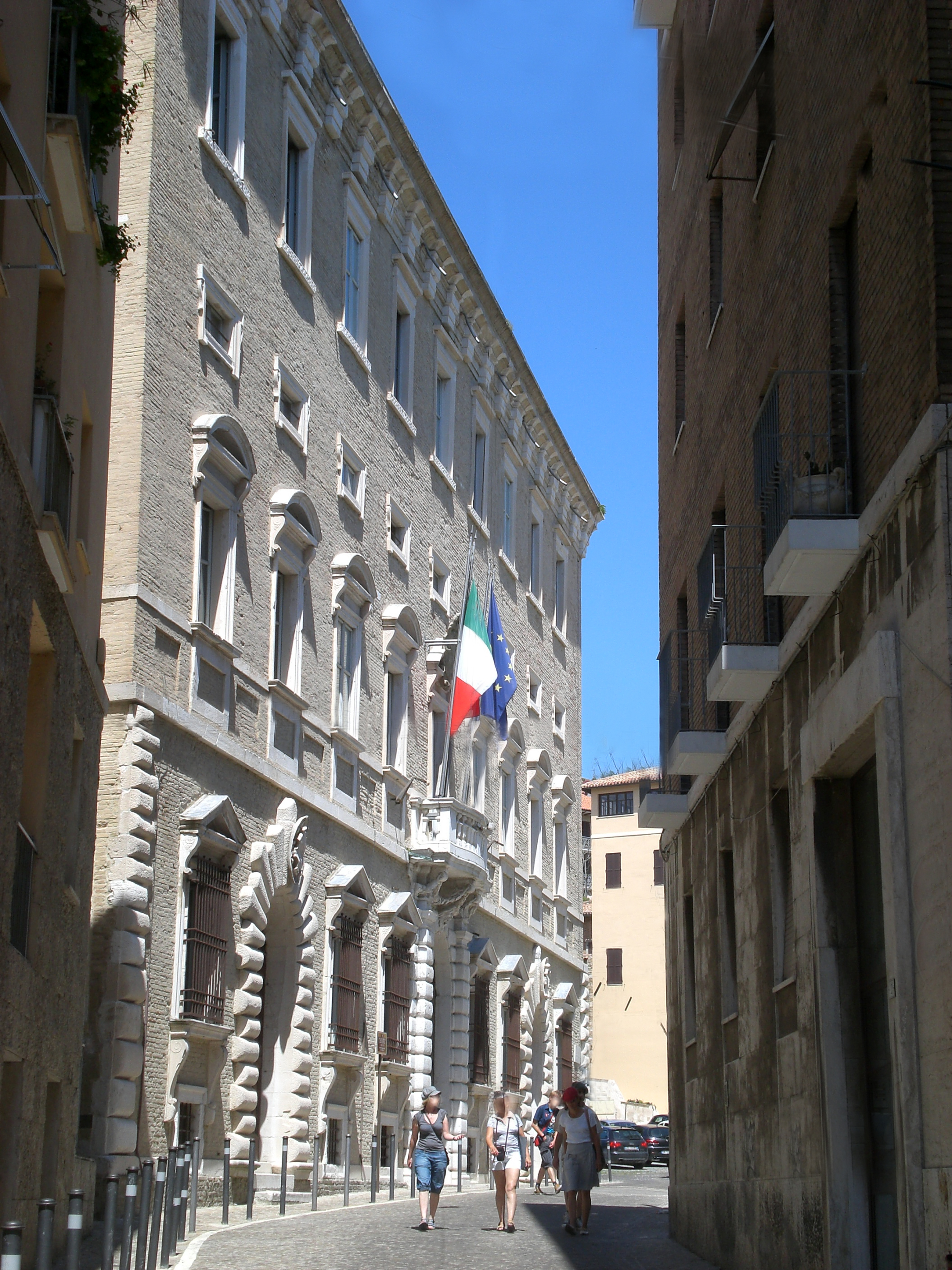
115) Palazzo Ferretti

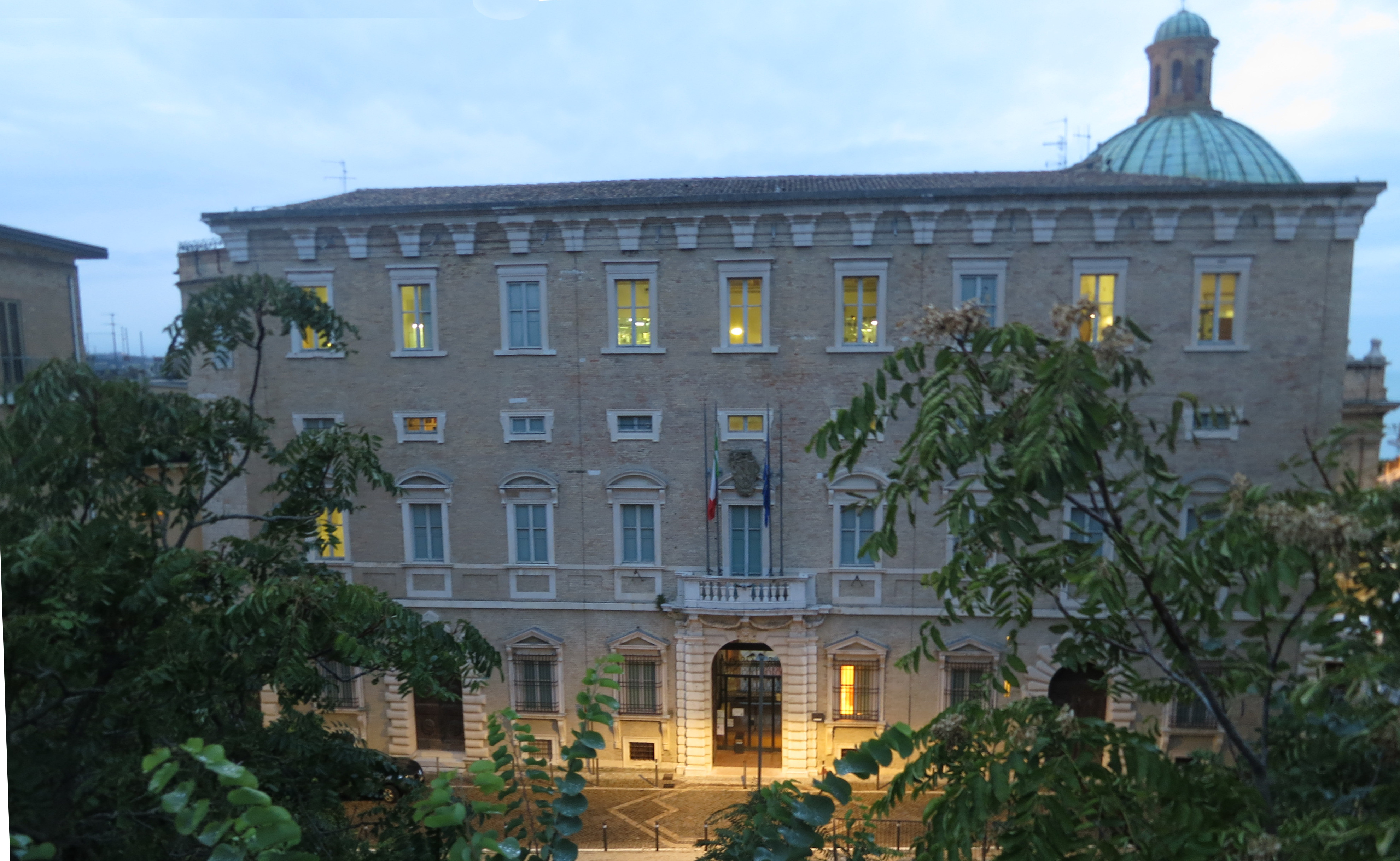
116) Veduta frontale di Palazzo Ferretti

La sede del Museo è dal 1958 Palazzo Ferretti (foto 115 e 116), residenza nobiliare tra le più importanti della città; già da solo l'edificio merita una visita, sia per la sua posizione panoramicamente affacciata sul porto, sia per la fama degli artisti che hanno contribuito alla sua realizzazione: il progetto è stato attribuito ad Antonio da Sangallo il Giovane o anche a Pellegrino Tibaldi, gli affreschi e i soffitti sono di Pellegrino Tibaldi, Federico e Taddeo Zuccari, mentre l'ampliamento settecentesco è di Luigi Vanvitelli.
Il palazzo fu edificato tra il 1540 e il 1543, poco dopo la cacciata del famigerato cardinale Benedetto Accolti il Giovane, il legato pontificio che tanto aveva fatto penare la città dopo il colpo di Stato del 1532, con il quale papa Clemente VII aveva posto fine alla libertà della Repubblica di Ancona.
La costruzione di Palazzo Ferretti avvenne quindi nel periodo in cui la città stava rimarginando le ferite dovute alla perdita della libertà e fu dunque segno della ritrovata pace cittadina, pur nell'ambito dello Stato Pontificio. La costruzione del palazzo, quindi, ha lo stesso significato rappresentato anche dalla Pala dell'Alabarda, che Lorenzo Lotto aveva dipinto in città proprio durante la costruzione della dimora dei conti Ferretti.
A partire dal 1560, i conti Ferretti commissionarono ad importanti artisti la decorazione ad affresco del palazzo: i dipinti e gli eleborati soffitti lignei del primo piano e alcuni di quelli del terzo piano sono opera di Pellegrino Tibaldi e della sua bottega, mentre gli altri affreschi del terzo piano sono attribuiti a Federico e Taddeo Zuccari. 
Gli affreschi del Tibaldi realizzati nel piano nobile (salone dei ricevimenti, sala degli emblemi, sala dei miti, camera di San Carlo) rappresentano: la Battaglia dei tre Orazi, Andromeda, Apollo e Dafne, Caduta del carro di Fetonte, Ratto di Proserpina. Al terzo piano il Tibaldi dipinse invece la sala con ciclo astrologico celebrante il Trionfo di Apollo. I dipinti degli Zuccari raffigurano invece grottesche con mostri, figure mitologiche e mascheroni nello stile romano tardo-cinquecentesco, tra cui si aprono quadri con paesaggi fantastici e vedute di monumenti romani.
Durante il periodo della rinascita cittadina ad opera di papa Clemente XII, nel 1759 i Ferretti commissionarono a Luigi Vanvitelli l'ampliamento dell'edificio: verso sud giunse ad inglobare una torre medievale, mentre verso ovest giunse al confine con la chiesa degli Scalzi. L'architetto italo-olandese progettò il balcone sulla facciata, lo scalone d'onore ed il terrazzo pensile. Furono aggiunte anche statue di Gioacchino Varlè e della sua scuola. Diversi restauri furono eseguiti nel Novecento, il primo (1928-1931) commissionato dalla stessa famiglia Ferretti, i successivi a causa dei danni derivati dalla Seconda guerra mondiale e dal terremoto del 1972.